# Bombardements de Paris et de sa banlieue durant la Première Guerre mondiale
Cet article recense les bombardements aériens (avion, zeppelins) et d'artillerie lourde à grande puissance (Grosse Bertha) sur Paris et sa banlieue durant la Première Guerre mondiale.

## Historique

### Bombardements par aéroplanes

#### 1914
Lorsque les premiers « Taube » (où tauben également appelés « pigeons ») survolèrent Paris, l'ambassadeur des États-Unis, Myron Timothy Herrick, protesta. Il s'éleva contre des attentats dont étaient victimes de paisibles promeneurs : un passant inoffensif et une innocente fillette. L'ambassadeur d'Espagne alla, lui aussi, en personne, se rendre compte des dégâts.
En 1914 on dénombre 34 raids exécutés par des avions.
Il est à remarquer, en règle générale, que la plupart des incursions ennemies, dans un but essentiellement psychologique, précédèrent toujours le déclenchement d'une offensive.
Raid du 30 août 1914
Les Allemands, dans le but de terroriser les Parisiens, lancèrent leurs avions à la fin du mois d'août 1914 pour bombarder la capitale.
La première incursion des aviateurs ennemis sur Paris eut lieu le dimanche 30 août 1914. Ce jour-là, à midi quarante, une violente explosion retentissait au no 66 de la rue des Marais, puis au no 39 rue des Vinaigriers, au coin de la rue Albouy, à côté d'une boulangerie dont la vitrine volait en éclats, tandis qu'une épaisse fumée se répandait dans la rue.
Presque en même temps deux autres bombes tombaient dans le même quartier, aux numéros 5 à 7 de la rue des Récollets et au numéro 127 du quai de Valmy. Deux femmes furent blessées par les explosions et transportées à l'hôpital Saint-Louis.
Les aviateurs allemands, aux commandes d'un Taube, avaient lancé, en même temps que leurs bombes de 2 kilos, des tracts et une oriflamme aux couleurs allemandes de deux mètres cinquante à laquelle était cousue une pochette de caoutchouc renfermant du sable destiné à entraîner une lettre du lieutenant Ferdinand von Hiddessen (de) qui disait : « L'armée allemande est aux portes de Paris, vous n'avez plus qu'à vous rendre ».
Raid du 1er septembre 1914

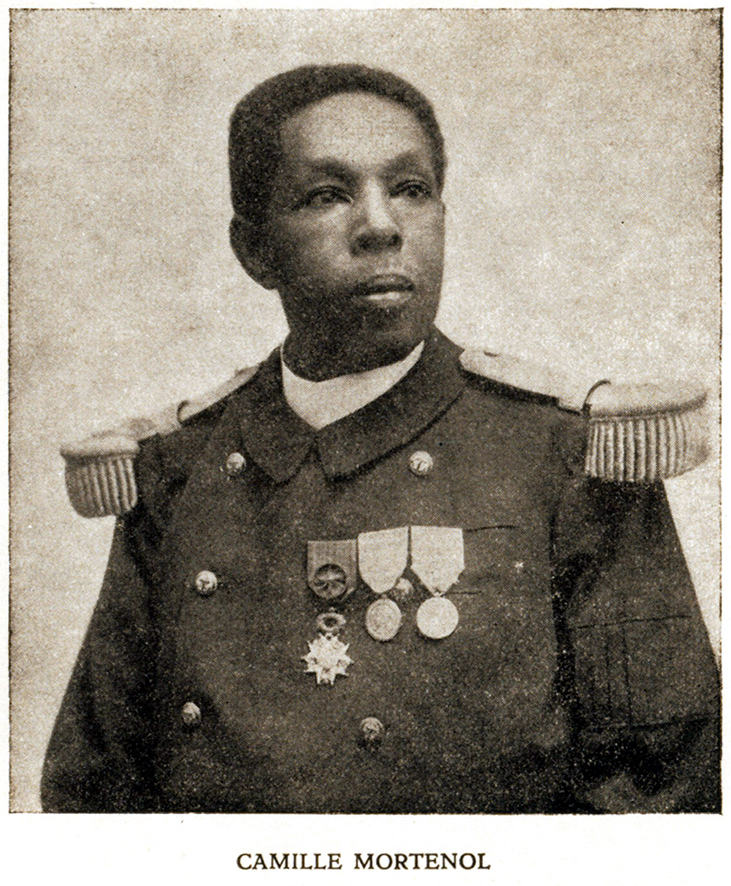
Camille Mortenol, officier supérieur guadeloupéen, défenseur de Paris et capitaine de vaisseau, 1917.

Le raid du 1er septembre 1914 fera les premières victimes.
À la suite de ces raids, une escadrille d’aéroplanes blindés et armés de mitrailleuses est montée à partir du 1er septembre 1914 pour donner la chasse aux avions allemands qui tentent de survoler Paris.
Chez les Parisiens, le survol des avions allemands suscitait plutôt la curiosité que la frayeur. Le mercredi 2 septembre, sur le seuil des maisons, dans les squares, sur les boulevards et dans les avenues, où tous les bancs avaient été pris d'assaut, ils attendaient munis de leurs jumelles, longues-vues et télescopes l'apparition des aéroplanes ennemis.
 Les points élevés de Paris étaient bondés, et sur la butte Montmartre on louait des chaises et des lorgnettes.
L’attente des curieux ne fut pas déçue. Un premier avion allemand apparut du côté de Neuilly vers cinq heures du soir ; il dépassa la Tour Eiffel, fit un crochet au-dessus de la place Denfert-Rochereau et, après Notre-Dame, s’éloigna vers l'est. Un second fut aperçu un peu avant six heures à droite de Saint-Denis ; il survola Paris dans le voisinage de la porte de la Chapelle, prit la direction de la rue des Poissonniers, passa tout près du Sacré-Cœur, puis au-dessus du Louvre, avant de revenir vers la Chapelle puis de s’éloigner en survolant les Abattoirs. Un troisième, venu de l'est, se tint entre la butte Montmartre et Belleville à une très grande hauteur ; il ne dépassa pas les anciens boulevards extérieurs ; il paraissait observer les évolutions du second avion.
Raid du 8 septembre 1914
Le mardi 8 septembre au soir, vers cinq heures, plusieurs taubes ne firent qu'une courte apparition au-dessus de Paris. L'un d'eux survola le Raincy à une hauteur de deux cents mètres. Lorsqu'il arriva en vue du fort de Chelles, l'aviateur allemand s'éleva à quinze cents mètres. Un régiment breton de service autour du fort ouvrit un feu de salve, et plusieurs projectiles atteignirent l'appareil. L'un d'eux creva le réservoir à essence. L'avion descendit en vol plané entre le fort de Chelles et le village de Bron. Les ouvriers se trouvant en contrebas n'aperçurent l'aéroplane qu'au moment où il dévalait de la colline droit sur eux, en plein chantier. Stupéfaits, les terrassiers n'avaient pas eu le temps de faire un mouvement que, déjà, l'officier allemand déchargeait dans leur direction les dix balles de son mauser sans causer de blessures graves. L'agresseur fut liquidé sur le champ à coups de pioches.
De 1915 à la fin de la guerre, la responsabilité de défendre la capitale contre les attaques de l'aviation allemande était  assurée par le colonel Camille Mortenol.

#### 1915
Le 21 mars 1915, quatre zeppelins lâchent des bombes sur Neuilly-sur-Seine, Saint-Germain-en-Laye, Colombes, Courbevoie et Asnières-sur-Seine,.

#### 1917
Année 1917
Paris et sa banlieue n'eurent à subir des Allemands, au cours de l'année 1917, que deux tentatives de raids aériens sans importance : dans la nuit du 27 juillet, un avion vint survoler Paris et le lendemain plusieurs appareils furent arrêtés en banlieue.

#### 1918
Raid des Gothas du 30 janvier 1918
Dans la nuit du 30 au 31 janvier 1918 éclairée par la pleine lune eut lieu le raid de 30 avions allemands basés dans le département de l'Aisne. Les escadrilles comptaient 16 Gotha G, bombardiers lourds bimoteurs qui remplaçaient les Zeppelins dans leur rôle de bombardement stratégique.
Autour de minuit 11 appareils atteignent Paris qui reçoit 93 bombes et des projectiles incendiaires et alors. La banlieue est frappée par 167 bombes. La DCA française est inefficace et l'aviation n'abat qu'un appareil.
Le bilan du raid est très lourd : 61 tués et 198 blessés. Le Petit Parisien du 2 février 1918 donne à chaud d'autres chiffres : 45 morts, 207 blessés (31 morts et 131 blessés à Paris et 14 morts et 76 blessés en banlieue).
On relève les dégâts les plus importants au 15 rue de Choiseul en plein cœur de Paris, entre la Bourse et l'Opéra, dans le 2e arrondissement, rue Réaumur et rue Saint-Sauveur dans le même quartier, avenue de la Grande-Armée près de l'Arc de Triomphe qui était sans doute visé ou encore dans le 12e arrondissement, rue du Rendez-Vous ou cours de Vincennes.
En banlieue, les magasins généraux d’Aubervilliers sont frappés, ainsi que des usines de Nanterre et Saint-Denis et une maison à Fontenay-sous-Bois, où deux jeunes enfants meurent alors que leur mère est gravement blessée.
Cette attaque que l'on a appelée « le raid des Gothas » est la première d'une trentaine qui sont menées tout au long de 1918 jusqu’au 15 septembre. La ville de Paris sera aussi en même temps la cible régulière de canons meurtriers tels que la Grosse Bertha. Ces bombardements visaient essentiellement à démobiliser la population de l'arrière. La prise de conscience de l'impréparation de la ville et de sa population entraînera la mise en place de mesures de sécurité, par exemple la détermination d'abris.
Attaque aérienne du 8 mars 1918
Cette attaque aérienne allemande fut menée avec des forces considérables. Dix à douze escadrilles d'avions de bombardement se succédèrent, suivant dans leur marche vers Paris les vallées de l'Oise et de la Marne, ainsi que la ligne de chemin-de-fer de Creil à Paris.
Soixante et un avions du dispositif de défense prirent l'air. La défense aérienne repoussa un nombre important d'appareils allemands avant qu'ils aient pu atteindre Paris, et une certaine quantité de bombes furent larguées sur des terrains inhabités de la banlieue. 
Le nombre exact des victimes du bombardement du 8 mars 1918 s'éleva pour Paris à 7 tués, dont 3 hommes et 4 femmes, et à 26 blessés, dont 16 hommes, 7 femmes et 3 enfants. En banlieue, il fut de 4 tués, dont 3 hommes et 1 enfant, et 15 blessés, dont 7 hommes, 7 femmes et 1 enfant.
Un certain nombre de bombes tombèrent sur le département de Seine-et-Oise, où il y eut 2 morts et 9 blessés.
L'un des appareils qui se dirigeaient sur Paris fut abattu.

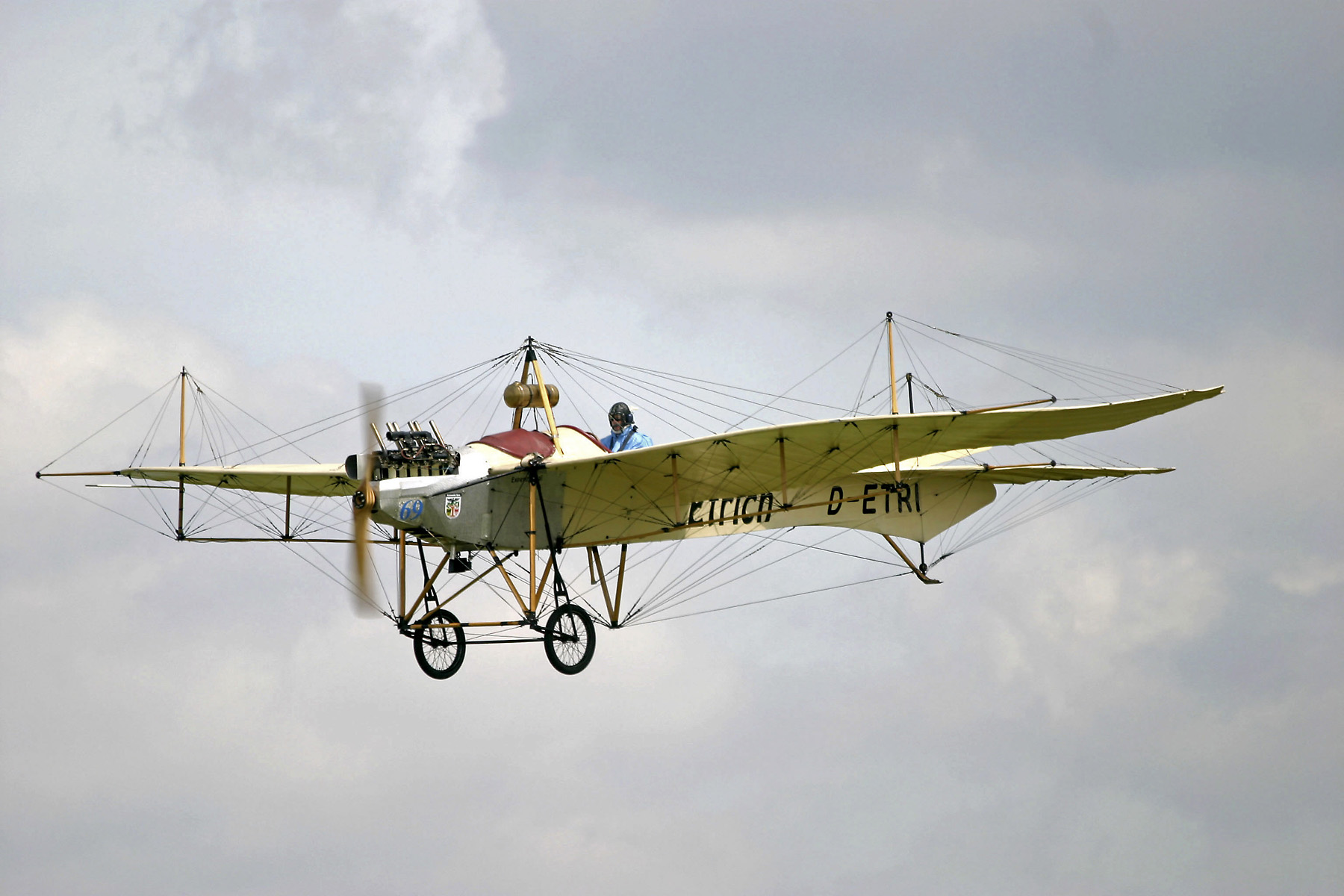
Un Taube
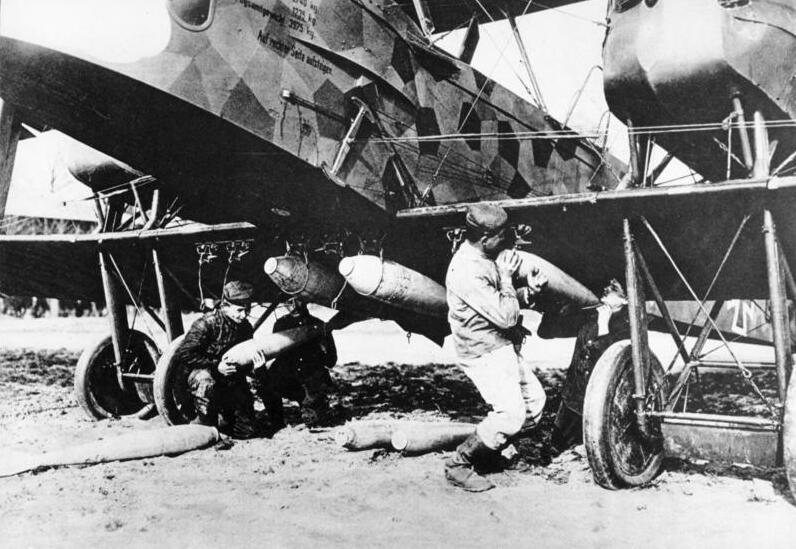
Installation des bombes sous un bombardier Gotha

### Bombardements par dirigeables
Il n'y eut que deux raids de dirigeables (ou Zeppelins également appelés « saucisses ») sur Paris. Au cours du premier, effectué, de nuit, le 21 mars 1915 sept projectiles furent jetés, et lors du second, le 29 janvier 1916, les aviateurs lancèrent dix-sept bombes. Celui de mars fut le moins meurtrier. Il n'y eut que neuf blessés. Le second fit beaucoup plus de victimes : on compta vingt-quatre tués et trente-deux blessés. Une incursion eut lieu en 1917.

#### 1915
Bombardement du 21 mars 1915
Le 21 mars 1915 à 1 heure du matin, l'alarme était donné d'Amiens puis de Compiègne. Ce sont des territoriaux de garde en gare de Compiègne qui les premiers aperçurent des Zeppelins qui se dirigeaient à allure rapide vers la capitale , en suivant la vallée de l'Oise. Deux d'entre eux sont contraints de faire demi-tour ; l'un au-dessus d'Écouen, l'autre à Mantes, tandis que les deux autres parviennent au-dessus de Paris en prenant l'itinéraire suivant : Mont-Valérien, Saint-Cloud, Neuilly-sur-Seine, les Batignolles, Clichy, puis après avoir largué 7 bombes sur les 17e et 18e arrondissements de Paris avant d'être pris à partie par la DCA.
Ils décident alors de rebrousser chemin et se délestent de 58 bombes sur la banlieue ouest (Neuilly-sur-Seine, Levallois-Perret, Asnières-sur-Seine, Gennevilliers, Courbevoie, La Garenne-Colombes, Saint-Gratien, Colombes, Bois-Colombes, Enghien-les-Bains, Argenteuil et Saint-Germain-en-Laye) dont la moitié n'exploseront pas,,.
Un second, et dernier, bombardement effectué par un raid d'un seul zeppelin, fut effectué le 29 janvier 1916 largua 27 bombes ou torpilles sur le 20e arrondissement tuant 23 personnes et en blessant 31 autres. Lors de son retour, il se déleste de 30 bombes au-dessus des communes de La Courneuve, Stains, Pierrefitte, Villetaneuse, Deuil et Montmorency, sans grands dégâts.

#### 1916
Bombardement du 29 janvier 1916

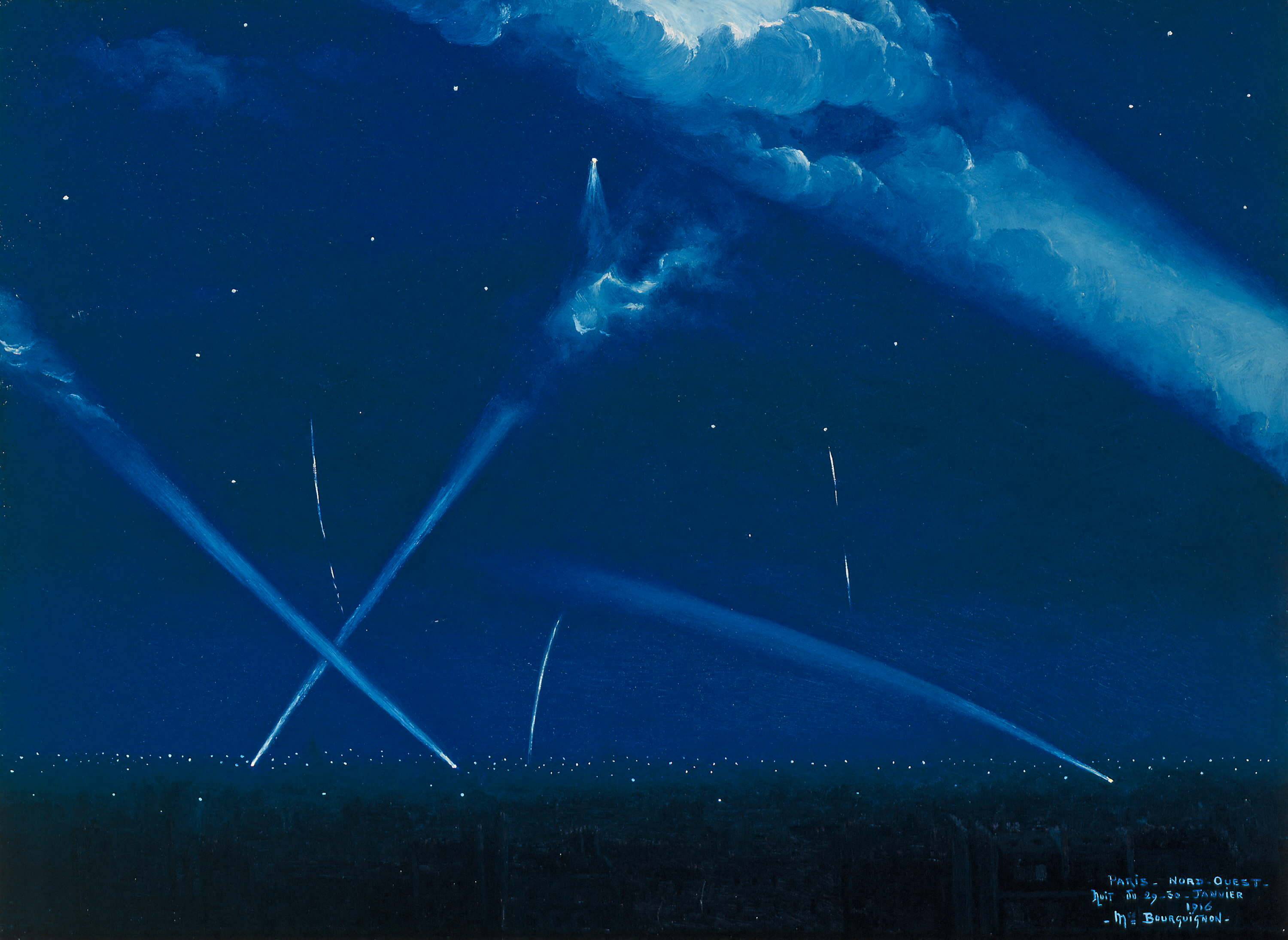
Le dernier raid des zeppelins, la nuit du 29 au 30 janvier 1916 par Maurice-Jean Bourguignon en 1916, musée Carnavalet.

Dans la nuit du 29 janvier 1916 au 30 janvier 1916, 10 mois et demi après leur première attaque, deux dirigeables militaires partent pour un second raid sur Paris. L'un d'eux, victime d’une avarie est contraint de faire demi tour. Le second, le LZ 79, signalé à son passage au-dessus de La Ferté-Milon, arrive au-dessus du 20e arrondissement vers 22 h.

Celui-ci lâche 17 engins explosifs dans les quartiers de Belleville et de Ménilmontant provoquant la mort de 26 personnes et faisant 38 blessés,.

#### 1917
Incursion du 11 janvier 1917
L'incursion du 11 janvier 1917 (tentative d'incursion plutôt) fut moins heureuse pour les Allemands que la précédente. Voici la note officielle qui fut communiquée aux journaux dans la soirée :
« D'après des renseignements venus du front, et signalant que des zeppelins et des avions ennemis se dirigeaient vers le Sud, les mesures de précaution prévues ont été prises hier dans Paris. L'alerte a été donnée à 18 heures 45 et le signal de fin d'alerte à 19 heures 40. »
À 17 heures 20, le commandement militaire du camp retranché de Paris était averti qu'un zeppelin, traversant les lignes françaises, venait d'être signalé à Bray-sur-Somme. Il paraissait faire route directement vers la capitale. Immédiatement, l'alerte préparatoire fut donnée à tous les postes. 
Les projecteurs croisèrent leurs feux dans les profondeur ténébreuses du ciel, tout chargé d'une neige menaçante dont les premiers flocons s'abattaient sur le sol.
Avions d'observation et avions de chasse, à toutes ailes, escaladèrent les masses d'ombres des nuages.
Vers 18 heures, un coup de téléphone annonçait qu'un zeppelin était signalé dans la région de Melun.
Aussitôt, dans les trois départements de Seine-et-Oise, de Seine-et-Marne et de la Seine, les autorités militaires, avec le concours de l'autorité civile, prenaient d'urgence toutes les mesures nécessaires.
A 18 heures 45, le gouvernement militaire de Paris et la préfecture de police décidaient de donner le signal de l'alerte no 2. Toutes les lumières s'éteignaient aussitôt. Les Grands boulevards étaient plongés dans l'obscurité. Les becs électriques, d'un bout à l'autre de la grande artère, s'éteignaient, et, simultanément, dans toutes les boutiques et tous les établissements, les rideaux de fer ou les stores étaient baissés pour masquer en grande partie la lumière, qui ne jetait plus qu'une clarté diffuse sur l'asphalte. Seuls, quelques fiacres ou taxis-autos continuant à circuler, en nombre très réduit, projetaient les rayons avares de leurs lanternes sur la chaussée. Quant aux autobus et aux tramways, la circulation en avait été complètement arrêtée dès l'extinction des premiers réverbères.

Cependant de nouveaux coups de téléphone apportaient, minute par minute, des nouvelles à la direction de l'aéronautique et au gouvernement militaire.
 D'après ces nouvelles, le zeppelin avait été aperçu se dirigeant de Fontainebleau vers Héricy et Montereau, poursuivi par les avions du camp retranché.

### Bombardements par la Grosse Bertha

#### 1918
Du 23 mars 1918 au 9 août 1918, la Grosse Bertha[réf. nécessaire], plus exactement les Pariser Kanonen, lanceront 182 obus sur Paris et 112 obus sur la banlieue parisienne. Du 23 mars au 1er mai, les « grosses Bertha » sont dans la forêt de Saint-Gobain à 113 km de Paris et tirent 185 obus. 

Du 27 mai au 11 juin, déplacés à Beaumont-en-Beine à 109 km de Paris ils tirent 104 obus. 

Début juillet, ils sont déplacés au nord de Château-Thierry à 91 km de Paris et tirent 77 obus.

Ils sont démontés fin août et regagnent la Ruhr où ils sont fondus. Les Français ne les verront jamais.
Le 23 mars 1918 Paris reçoit, pour la première fois, 21 obus tirés, chaque quart d'heure depuis 8 heures du matin, par la Grosse Bertha positionnée entre Fourdrain et Crépy-en-Laonnois, faisant 21 tués et 36 blessés.

Le 29 mars 1918, pendant les vêpres du vendredi saint, l'église Saint-Gervais-Saint-Protais dans le 4e arrondissement est touchée par un bombardement d'un des trois canons géants allemands. Il tue 91 personnes dont 52 femmes. C'est le bombardement qui fera le plus de victimes.

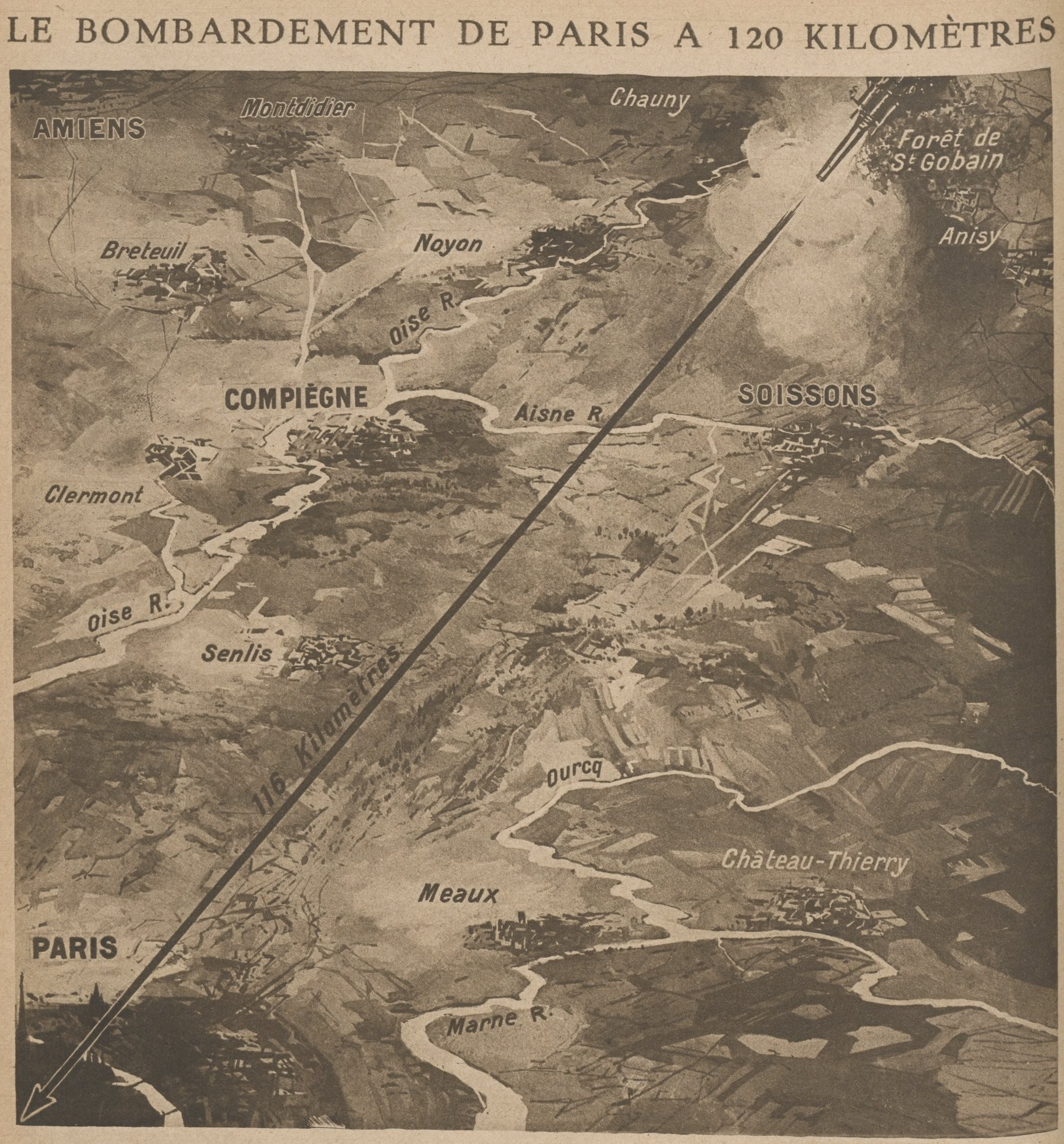
Dessin paru dans le no 228 de l’hebdomadaire Le Miroir le 7 avril 1918 pour relater les bombardements à longue distance de l'artillerie allemande sur Paris
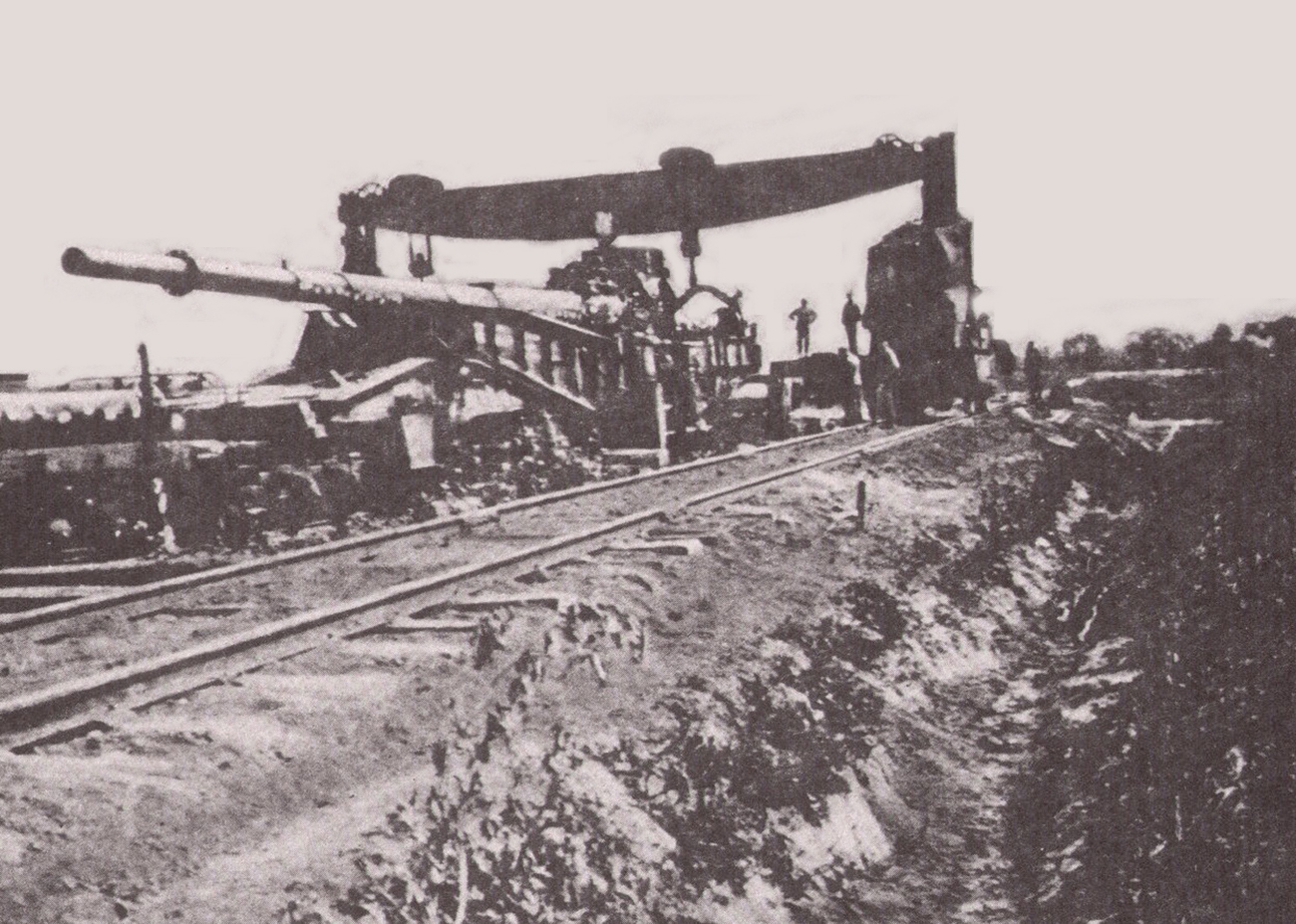
Montage d'un Pariser Kanon
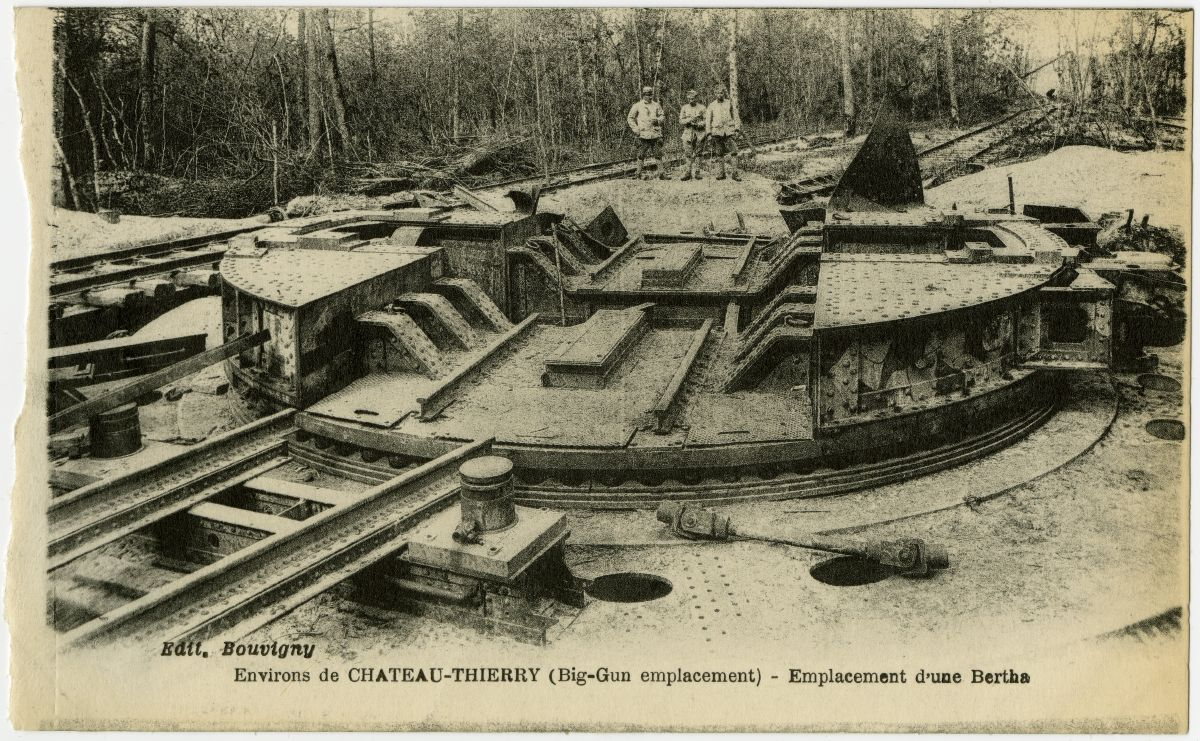
Emplacement d'un Pariser Kanon dans les environs de Château-Thierry
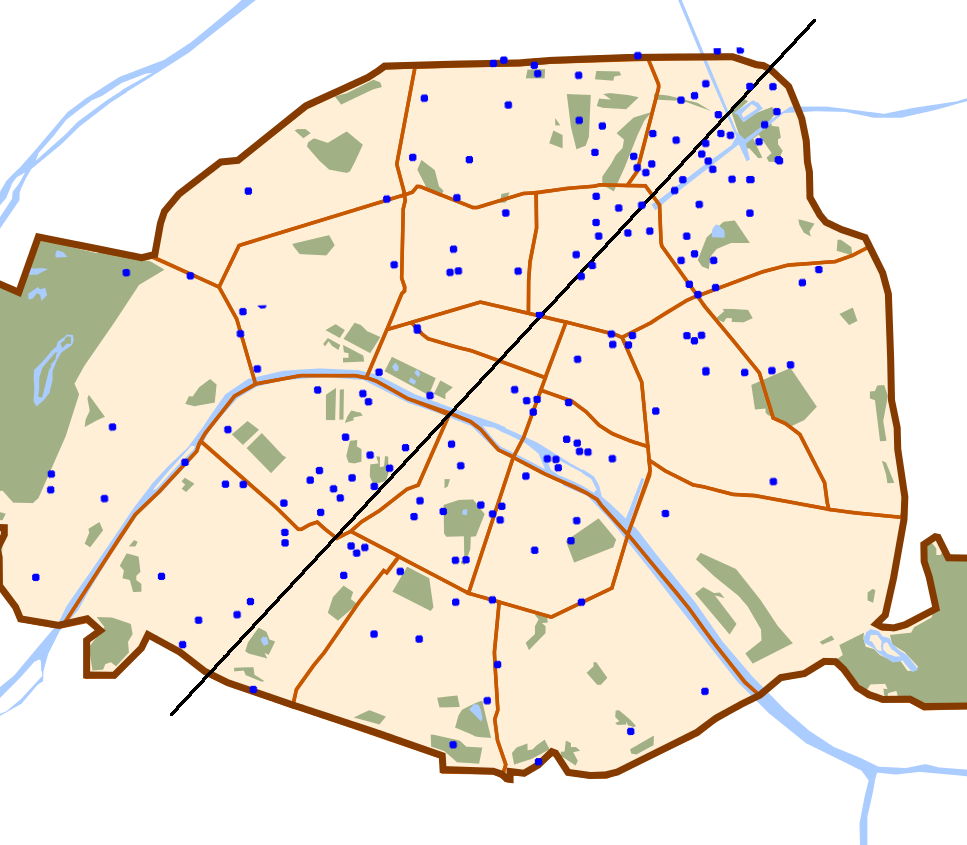
Plan de Paris, montrant les points d'impacts des obus tirés par les Grosse Bertha entre juin-août 1918
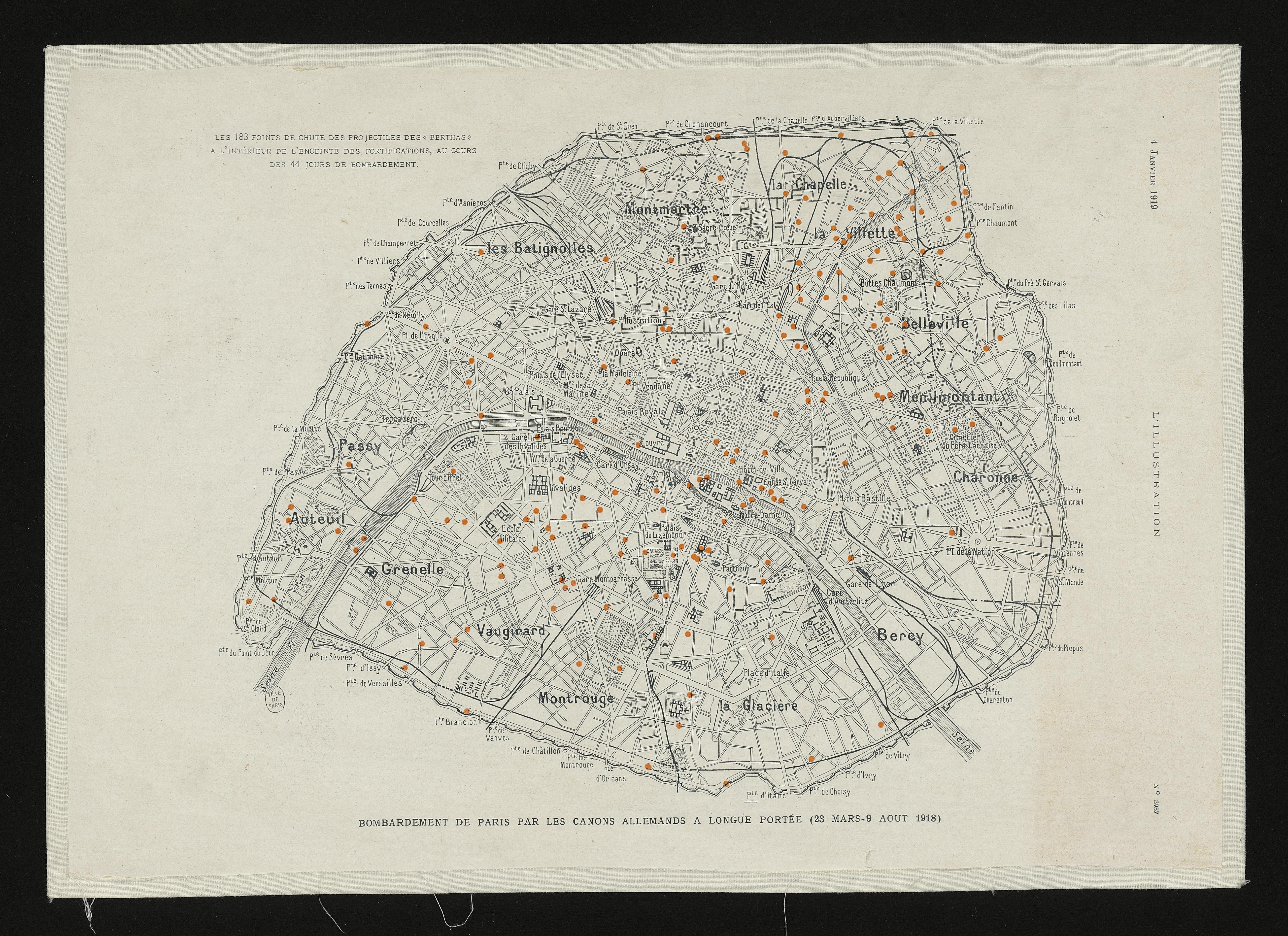
Plan de Paris, montrant les points d'impacts des obus tirés par les canons allemands à longue portée (23 mars-9 août 1918).

| Bombardements par la Grosse Bertha sur Paris - 23 mars 1918, 21 points de chute, occasionnant 15 tués et 36 blessés - 24 mars 1918, 13 points de chute, occasionnant 11 tués et 34 blessés - 25 mars 1918, 4 points de chute, occasionnant 1 tué et 3 blessés - 29 mars 1918, 1 point de chute, occasionnant 88 tués et 68 blessés - 30 mars 1918, 17 points de chute, occasionnant 10 tués et 60 blessés - 31 mars 1918, 3 points de chute, occasionnant 1 tué et 1 blessé - 1er avril 1918, 3 points de chute, occasionnant 8 tués et 8 blessés - 2 avril 1918, 3 points de chute, occasionnant 3 blessés - 3 avril 1918, 1 point de chute, n'occasionnant ni tués, ni blessés - 6 avril 1918, 2 points de chute, occasionnant 3 blessés - 11 avril 1918, 5 points de chute, occasionnant 9 tués et 21 blessés - 12 avril 1918, 5 points de chute, occasionnant 2 tués et 14 blessés - 13 avril 1918, 6 points de chute, n'occasionnant ni tués, ni blessés - 14 avril 1918, 3 points de chute, n'occasionnant ni tués, ni blessés - 15 avril 1918, 3 points de chute, n'occasionnant ni tués, ni blessés - 16 avril 1918, 2 points de chute, occasionnant 17 tués et 114 blessés - 19 avril 1918, 1 point de chute, n'occasionnant ni tués, ni blessés - 21 avril 1918, 2 points de chute, n'occasionnant ni tués, ni blessés - 25 avril 1918, 4 points de chute, occasionnant 1 tué - 26 avril 1918, 1 point de chute, n'occasionnant ni tués, ni blessés - 27 mai 1918, 7 points de chute, occasionnant 4 tués et 20 blessés - 28 mai 1918, 6 points de chute, occasionnant 1 tué et 2 blessés - 29 mai 1918, 5 points de chute, occasionnant 1 tué et 7 blessés - 30 mai 1918, 4 points de chute, occasionnant 13 tués et 5 blessés - 31 mai 1918, 1 point de chute, n'occasionnant ni tués, ni blessés - 4 juin 1918, 4 points de chute, occasionnant 4 tués et 16 blessés - 7 juin 1918, 3 points de chute, occasionnant 1 tué et 4 blessés - 8 juin 1918, 1 point de chute, occasionnant 3 tués - 9 juin 1918, 1 point de chute, occasionnant 1 tué et 9 blessés - 10 juin 1918, 2 points de chute, occasionnant 3 tués et 13 blessés - 15 juillet 1918, 9 points de chute, occasionnant 6 tués et 9 blessés - 16 juillet 1918, 4 points de chute, occasionnant 3 tués et 8 blessés - 5 août 1918, 13 points de chute, occasionnant 32 tués et 61 blessés - 6 août 1918, 11 points de chute, occasionnant 8 tués et 39 blessés - 7 août 1918, 8 points de chute, occasionnant 7 tués et 43 blessés - 8 août 1918, 1 point de chute, occasionnant 1 tué - 9 août 1918, 2 points de chute, occasionnant 3 tués et 6 blessés | Bombardements par la Grosse Bertha sur la banlieue parisienne (hors grande banlieue) - 23 mars 1918, 4 points de chute sur Vanves, Pantin et Châtillon, n'occasionnant ni tués, ni blessés - 24 mars 1918, 9 points de chute sur Bobigny, Pantin, Drancy, Aubervilliers, Le Pré-Saint-Gervais et Le Blanc-Mesnil, n'occasionnant ni tués, ni blessés - 25 mars 1918, 2 points de chute sur Pantin et Drancy, n'occasionnant ni tués, ni blessés - 29 mars 1918, 3 points de chute sur Montrouge et Châtillon, n'occasionnant ni tués, ni blessés - 30 mars 1918, 3 points de chute sur Aubervilliers, Bobigny et Pantin, n'occasionnant ni tués, ni blessés - 1er avril 1918, 1 point de chute sur Pantin, n'occasionnant ni tués, ni blessés - 2 avril 1918, 1 point de chute sur Bobigny, n'occasionnant ni tués, ni blessés - 6 avril 1918, 4 points de chute sur Bobigny, Pantin, Romainville et Drancyn'occasionnant ni tués, ni blessés - 7 avril 1918, 1 point de chute sur Le Pré-Saint-Gervais, n'occasionnant ni tués, ni blessés - 11 avril 1918, 1 point de chute sur Malakoff, n'occasionnant ni tués, ni blessés - 12 avril 1918, 2 points de chute sur Noisy-le-Sec et Pantin, n'occasionnant ni tués, ni blessés - 13 avril 1918, 2 points de chute sur Romainville et Le Pré-Saint-Gervais, n'occasionnant ni tués, ni blessés - 15 avril 1918, 2 points de chute sur Pantin, n'occasionnant ni tués, ni blessés - 16 avril 1918, 1 point de chute sur Pantin, n'occasionnant ni tués, ni blessés - 19 avril 1918, 2 points de chute sur Bobigny et Bondy, n'occasionnant ni tués, ni blessés - 24 avril 1918, 1 point de chute sur Pantin, n'occasionnant ni tués, ni blessés - 25 avril 1918, 4 points de chute sur Drancy, Bobigny et Pantin, n'occasionnant ni tués, ni blessés - 30 avril 1918, 3 points de chute sur Bobigny et Drancy, n'occasionnant ni tués, ni blessés - 1er mai 1918, 1 point de chute sur Bondy, occasionnant 5 blessés - 27 mai 1918, 4 points de chute sur Montrouge, Fontenay-aux-Roses, Arcueil et Châtillon, n'occasionnant ni tués, ni blessés - 28 mai 1918, 4 points de chute sur Bagneux, Pantin et Romainville, n'occasionnant ni tués, ni blessés - 29 mai 1918, 5 points de chute sur Montrouge et Châtillon, n'occasionnant ni tués, ni blessés - 30 mai 1918, 5 points de chute sur Pantin, Le Kremlin-Bicêtre, Issy-les-Moulineaux et Vanves, n'occasionnant ni tués, ni blessés - 31 mai 1918, 3 points de chute sur Aubervilliers, n'occasionnant ni tués, ni blessés - 1er juin 1918, 5 points de chute sur Aubervilliers, Pantin et La Courneuve n'occasionnant ni tués, ni blessés - 3 juin 1918, 6 points de chute sur Aubervilliers, Pantin et La Courneuve, occasionnant 2 tués et 8 blessés - 7 juin 1918, 1 point de chute sur Le Plessis-Robinson, n'occasionnant ni tués, ni blessés - 11 juin 1918, 1 point de chute sur Pantin, n'occasionnant ni tués, ni blessés - 5 août 1918, 4 points de chute sur Vanves, Montrouge, Aubervilliers et Clichy n'occasionnant ni tués, ni blessés - 6 août 1918, 7 points de chute sur Boulogne, Meudon, Bellevue, Malakoff, Issy-les-Moulineaux et Porte Maillot n'occasionnant ni tués, ni blessés - 7 août 1918, 4 points de chute sur Saint-Ouen et Gennevilliers n'occasionnant ni tués, ni blessés - 8 août 1918, 4 points de chute sur Aubervilliers, Saint-Ouen et Drancy n'occasionnant ni tués, ni blessés - 9 août 1918, 10 points de chute sur Dugny, Pantin, Aubervilliers, Saint-Denis et La Courneuve n'occasionnant ni tués, ni blessés |

### Les engins
Les Allemands ont fait usage, au cours de leur raid, de trois types de projectiles bien différents :
- des bombes explosives,
- des torpilles
- des bombes incendiaires

Les torpilles sont de beaucoup les plus redoutables et les plus puissants de ces engins. Elles mesurent un mètre cinquante-quatre de haut, mais aucun projectile n'était à gaz asphyxiant, suffocant, lacrymatoire ou vésicant. Tous les explosifs étaient mirés, les uns à la tollite, les autres à l'exanhydre. Le poids des bombes variait entre dix, cinquante et cent kilos. Ces dernières pouvaient traverser plusieurs étages.

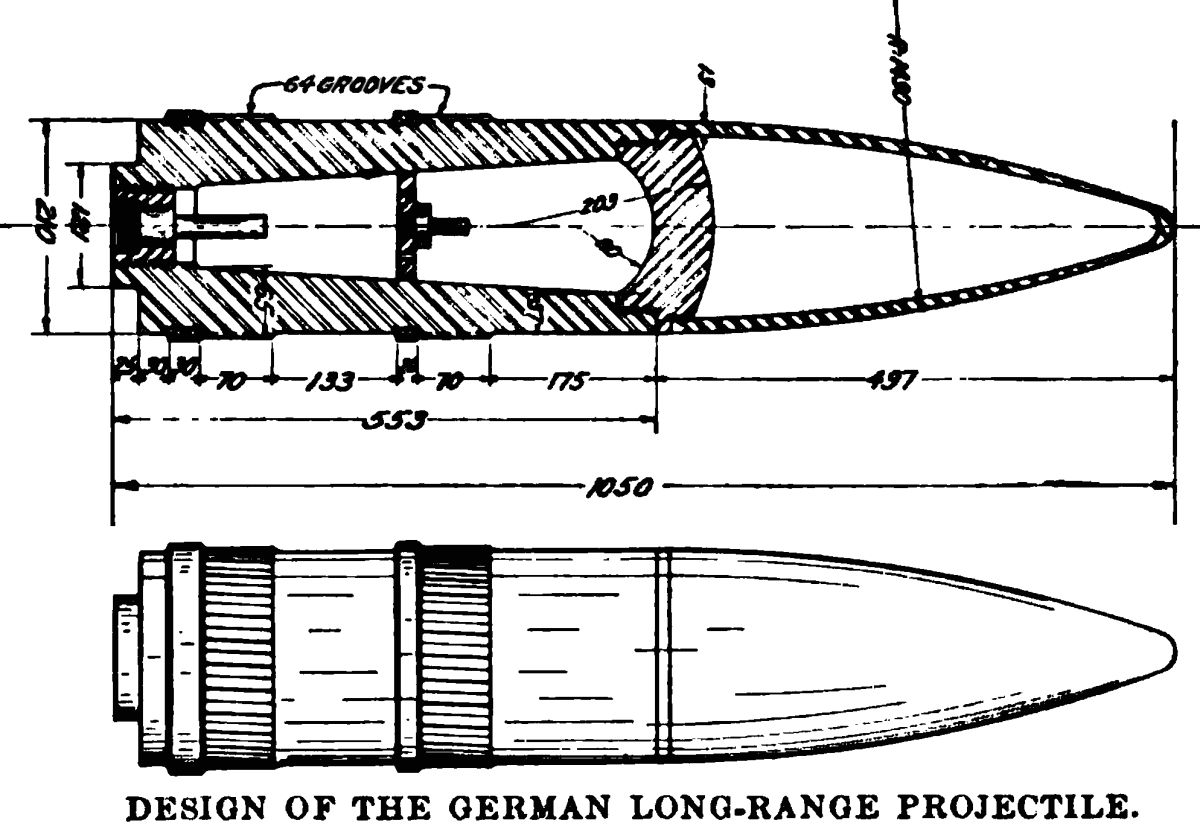
Schémas montrant la structure d'un obus de 210 mm pour les Pariser Kanonen.

## État récapitulatif des bombardements de Paris et de sa banlieue
| Date               | Type de bombardement | Adresse touchée | Lieu                              | Commentaires | Photos     |              |               |                       |                    |                                                                                     |  |
| ------------------ | -------------------- | --- | --------------------------------- | --- | ---------- | ------------ | ------------- | --------------------- | ------------------ | ----------------------------------------------------------------------------------- |  |
| Date               | Type de bombardement | Adresse touchée | Lieu                              | Commentaires | Photos     | 30 août 1914 | Raid d'avions | no 66, rue des Marais | 10e arrondissement | Sur le toit d'une maison particulière dont le mobilier a été sérieusement endommagé |  |
| 30 août 1914       | Raid d'avions        | no 39, rue des Vinaigriers | 10e arrondissement                | Devant l'immeuble faisant le coin des rues des Vinaigrier et Albouy creuse un trou de quelques centimètres de profondeur et réduit en miettes les glaces de la boulangerie voisine. 2 blessés |            |              |               |                       |                    |                                                                                     |  |
| 30 août 1914       | Raid d'avions        | nos 5-7, rue des Récollets | 10e arrondissement                | Sur la verrière d'un atelier d'imprimerie |            |              |               |                       |                    |                                                                                     |  |
| 30 août 1914       | Raid d'avions        | no 127, quai de Valmy | 10e arrondissement                | La bombe n'a pas éclaté |            |              |               |                       |                    |                                                                                     |  |
| 1er septembre 1914 | Raid d'avions        | no 1, rue de Moscou | 8e arrondissement                 | 2 morts, 10 blessés |            |              |               |                       |                    |                                                                                     |  |
| 1er septembre 1914 | Raid d'avions        | no 29, rue du Mail | 2e arrondissement                 | La bombe tomba sur un magasin d'étoffes pour ameublement et tapis et n'explosa pas. Aucune victime |            |              |               |                       |                    |                                                                                     |  |
| 1er septembre 1914 | Raid d'avions        | no 37, rue La Condamine | 17e arrondissement                | Le projectile atteignit le seuil d'une boutique faisant 1 mort, 6 blessés, |            |              |               |                       |                    |                                                                                     |  |
| 1er septembre 1914 | Raid d'avions        | no 10, rue de Hanovre | 2e arrondissement                 | Immeuble situé à l'angle des rues de Hanovre et de La Michodière. Aucune victime |            |              |               |                       |                    |                                                                                     |  |
| 1er septembre 1914 | Raid d'avions        | Rue Colbert | 2e arrondissement                 | La bombe ricocha sur un mur qui fut effrité et éclata dans la cour d'une école en creusant un petit trou. Aucune victime |            |              |               |                       |                    |                                                                                     |  |
| 2 septembre 1914   | Raid d'avions        | no 2, rue d'Orchampt | 18e arrondissement                | 1 mort. |            |              |               |                       |                    |                                                                                     |  |
| 2 septembre 1914   | Raid d'avions        | Angle des rues Pascal et Claude-Bernard                                                                                        | 5e arrondissement                 | 2 blessés. |            |              |               |                       |                    |                                                                                     |  |
| 2 septembre 1914   | Raid d'avions        | no 120, rue Lepic | 18e arrondissement                | 1 blessé. |            |              |               |                       |                    |                                                                                     |  |
| 2 septembre 1914   | Raid d'avions        | no 7, rue Chapon | 3e arrondissement                 | |            |              |               |                       |                    |                                                                                     |  |
| 2 septembre 1914   | Raid d'avions        | Rue Ferragues | Aubervilliers                     | |            |              |               |                       |                    |                                                                                     |  |
| 2 septembre 1914   | Raid d'avions        | Dans un champ | Aubervilliers                     | |            |              |               |                       |                    |                                                                                     |  |
| 2 septembre 1914   | Raid d'avions        | Rue Trézel (aujourd'hui l'impasse Trézel)                                                                                      | Saint-Denis                       | Sur la gare de marchandise de La Plaine Saint-Denis |            |              |               |                       |                    |                                                                                     |  |
| 27 septembre 1914  | Raid d'avions        | Avenue du Trocadéro | 16e arrondissement                | Angle Avenue du Trocadéro et rue Freycinet en face de l'hôtel du prince de Monaco La bombe produisit une excavation de 12 à 15 cm de profondeur. 1 mort. |            |              |               |                       |                    |                                                                                     |  |
| 27 septembre 1914  | Raid d'avions        | no 39, rue Vineuse | 16e arrondissement                | Sur un mur séparant deux jardins |            |              |               |                       |                    |                                                                                     |  |
| 27 septembre 1914  | Raid d'avions        | no 7, avenue Jules-Janin | 16e arrondissement                | Sur les cheminée de l'immeuble |            |              |               |                       |                    |                                                                                     |  |
| 27 septembre 1914  | Raid d'avions        | no 18, rue de Marignan | 8e arrondissement                 | |            |              |               |                       |                    |                                                                                     |  |
| 27 septembre 1914  | Raid d'avions        | Bois de Boulogne | 16e arrondissement                | La bombe tua une vache dans les pâturages de Longchamp |            |              |               |                       |                    |                                                                                     |  |
| 8 octobre 1914     | Raid d'avions        | Boulevard Ney | 18e arrondissement                | Sur le bastion no 32. 3 blessés |            |              |               |                       |                    |                                                                                     |  |
| 11 octobre 1914    | Raid d'avions        | Carrefour La Fayette | 10e arrondissement                | |            |              |               |                       |                    |                                                                                     |  |
| 11 octobre 1914    | Raid d'avions        | no 14, rue de la Banque | 2e arrondissement                 | |            |              |               |                       |                    |                                                                                     |  |
| 11 octobre 1914    | Raid d'avions        | no 176, rue du Faubourg-Saint-Antoine                                                                                          | 11e arrondissement                | À proximité de l'hôpital Saint-Antoine. 2 morts, 19 blessés |            |              |               |                       |                    |                                                                                     |  |
| 11 octobre 1914    | Raid d'avions        | no 5, rue Bourdaloue | 9e arrondissement                 | |            |              |               |                       |                    |                                                                                     |  |
| 11 octobre 1914    | Raid d'avions        | no 50, avenue Philippe-Auguste                                                                                                 | 11e arrondissement                | |            |              |               |                       |                    |                                                                                     |  |
| 11 octobre 1914    | Raid d'avions        | no 123, rue Saint-Martin | 3e arrondissement                 | |            |              |               |                       |                    |                                                                                     |  |
| 11 octobre 1914    | Raid d'avions        | no 23, passage de l'Opéra | 9e arrondissement                 | |            |              |               |                       |                    |                                                                                     |  |
| 11 octobre 1914    | Raid d'avions        | no 5, rue de l'Aqueduc | 10e arrondissement                | A l'angle de la rue de l'Aqueduc et de la rue La Fayette. 3 morts, 3 blessés |            |              |               |                       |                    |                                                                                     |  |
| 11 octobre 1914    | Raid d'avions        | no 11, rue Guy-de-La-Brosse | 5e arrondissement                 | 1 blessé. |            |              |               |                       |                    |                                                                                     |  |
| 11 octobre 1914    | Raid d'avions        | Angle du passage Geffroy-Didelot et du boulevard des Batignolles                                                               | 17e arrondissement                | |            |              |               |                       |                    |                                                                                     |  |
| 11 octobre 1914    | Raid d'avions        | no 20, rue du Rocher | 8e arrondissement                 | |            |              |               |                       |                    |                                                                                     |  |
| 11 octobre 1914    | Raid d'avions        | no 24, rue d'Édimbourg | 8e arrondissement                 | |            |              |               |                       |                    |                                                                                     |  |
| 11 octobre 1914    | Raid d'avions        | no 65, rue du Faubourg-Montmartre                                                                                              | 9e arrondissement                 | |            |              |               |                       |                    |                                                                                     |  |
| 11 octobre 1914    | Raid d'avions        | no 16, boulevard Montmartre | 9e arrondissement                 | |            |              |               |                       |                    |                                                                                     |  |
| 11 octobre 1914    | Raid d'avions        | Parvis Notre-Dame | 4e arrondissement                 | Sur la cathédrale Notre-Dame de Paris |            |              |               |                       |                    |                                                                                     |  |
| 21 mars 1915       | Raid de dirigeables  | no 128, avenue de Saint-Ouen                                                                                                   | 18e arrondissement                | Sur la gare de Ceinture de Saint-Ouen |            |              |               |                       |                    |                                                                                     |  |
| 21 mars 1915       | Raid de dirigeables  | Impasse Milord | 18e arrondissement                | Le projectile traversa la toiture du garage où sont remisées plusieurs voitures de livraison du fabricant de fibres de bois, la Société des Établissements Douté frères, pour finir sa course dans la cour à quelques centimètres de l'écurie où étaient enfermés quatre chevaux. |            |              |               |                       |                    |                                                                                     |  |
| 21 mars 1915       | Raid de dirigeables  | no 24, passage Ruelle | 18e arrondissement                | Sur la toiture d'un garage d'automobiles provoquant un début d'incendie qui fut rapidement maitrisé. |            |              |               |                       |                    |                                                                                     |  |
| 21 mars 1915       | Raid de dirigeables  | no 78, rue Dulong | 17e arrondissement                | Le projectile, qui était une bombe incendiaire de forme conique longue de soixante centimètres s'abattit sur le toit. La fusée n'éclata pas, mais le petit réservoir de benzine qu'elle contenait creva et le liquide incendiaire s'écoula. |            |              |               |                       |                    |                                                                                     |  |
| 21 mars 1915       | Raid de dirigeables  | Passage Désiré | 17e arrondissement                | |            |              |               |                       |                    |                                                                                     |  |
| 21 mars 1915       | Raid de dirigeables  | no 7, rue des Dames | 17e arrondissement                | Tombant sur la toiture d'un bâtiment sur cour, la bombe incendiaire au phosphore rebondit sur une corniche du no 9 et termina sa course dans la cour, provocant des débuts d'incendie rapidement éteints,. 1 mort. |            |              |               |                       |                    |                                                                                     |  |
| 21 mars 1915       | Raid de dirigeables  | Angle des rues des Dames et Biot                                                                                               | 17e arrondissement                | La bombe au phosphore tombe devant la boucherie |            |              |               |                       |                    |                                                                                     |  |
| 21 mars 1915       | Raid de dirigeables  | no 3, rue Théodore-de-Banville                                                                                                 | 17e arrondissement                | L'engin a pénétré dans une chambre au 6e étage de l'immeuble situé au coin de la no 3, rue Théodore-de-Banville, avenue de Wagram et rue Pierre-Demours et n'y a causé que des dégâts matériel. |            |              |               |                       |                    |                                                                                     |  |
| 21 mars 1915       | Raid de dirigeables  | Rue Paul-Bert dans un terrain vague                                                                                            | Colombes                          | |            |              |               |                       |                    |                                                                                     |  |
| 21 mars 1915       | Raid de dirigeables  | Rue Paul-Bert | Colombes                          | Sur le stade olympique |            |              |               |                       |                    |                                                                                     |  |
| 21 mars 1915       | Raid de dirigeables  | no 24, rue Rouget-de-L'Isle | Colombes                          | |            |              |               |                       |                    |                                                                                     |  |
| 21 mars 1915       | Raid de dirigeables  | no 4, rue de Bezons | Colombes                          | |            |              |               |                       |                    |                                                                                     |  |
| 21 mars 1915       | Raid de dirigeables  | no 6, rue de l'Ouest | Colombes                          | |            |              |               |                       |                    |                                                                                     |  |
| 21 mars 1915       | Raid de dirigeables  | no 12, rue du Puits | Colombes                          | |            |              |               |                       |                    |                                                                                     |  |
| 21 mars 1915       | Raid de dirigeables  | no 22, rue Auguste-Buisson | La Garenne-Colombes               | Sur un hangar, situé dans le jardin, creusant un entonnoir de 3 à 4 mètres de diamètre. |            |              |               |                       |                    |                                                                                     |  |
| 21 mars 1915       | Raid de dirigeables  | no 35 bis, rue Auguste-Buisson                                                                                                 | La Garenne-Colombes               | Sur une maison. Aucune victime. |            |              |               |                       |                    |                                                                                     |  |
| 21 mars 1915       | Raid de dirigeables  | no 54, rue Auguste-Buisson | La Garenne-Colombes               | Sur une maison. Aucune victime. |            |              |               |                       |                    |                                                                                     |  |
| 21 mars 1915       | Raid de dirigeables  | no 127, avenue de Lutèce (aujourd'hui avenue du Général-de-Gaulle                                                              | La Garenne-Colombes               | Dans la cour de la maison. Aucune victime. |            |              |               |                       |                    |                                                                                     |  |
| 21 mars 1915       | Raid de dirigeables  | Rue du Château | La Garenne-Colombes               | Aucune victime. |            |              |               |                       |                    |                                                                                     |  |
| 21 mars 1915       | Raid de dirigeables  | no 188, boulevard de Courbevoie                                                                                                | Courbevoie                        | La bombe incendiaire tombe dans un terrain vague, à l'embranchement des routes de Colombes et de Maisons-Laffitte. |            |              |               |                       |                    |                                                                                     |  |
| 21 mars 1915       | Raid de dirigeables  | Rue Edgar-Quinet | Bois-Colombes                     | La bombe tombe au milieu de la chaussée sans exploser |            |              |               |                       |                    |                                                                                     |  |
| 21 mars 1915       | Raid de dirigeables  | no 17, rue Jules-Ferry | Courbevoie                        | Dans la carrosserie Malveaux occasionnant des matériels assez importants |            |              |               |                       |                    |                                                                                     |  |
| 21 mars 1915       | Raid de dirigeables  | no 5, rue Louis-Hulbach | Courbevoie                        | Sur l'usine Martin. 2 blessés. |            |              |               |                       |                    |                                                                                     |  |
| 21 mars 1915       | Raid de dirigeables  | no 8, rue Louis-Hulbach | Courbevoie                        | La bombe explosive creuse sur la chaussée une excavation de cinq à six mètres de diamètre et un mètre cinquante de profondeur |            |              |               |                       |                    |                                                                                     |  |
| 21 mars 1915       | Raid de dirigeables  | no 40, rue Armand-Silvestre | Courbevoie                        | |            |              |               |                       |                    |                                                                                     |  |
| 21 mars 1915       | Raid de dirigeables  | Boulevard Victor-Hugo | Neuilly-sur-Seine                 | |            |              |               |                       |                    |                                                                                     |  |
| 21 mars 1915       | Raid de dirigeables  | Dans la Seine | Neuilly-sur-Seine                 | Dans la Seine entre l'île de la Jatte et la rue Chauveau |            |              |               |                       |                    |                                                                                     |  |
| 21 mars 1915       | Raid de dirigeables  | Dans la Seine | Neuilly-sur-Seine                 | Sur l'île de la Grande Jatte, boulevard de Levallois |            |              |               |                       |                    |                                                                                     |  |
| 21 mars 1915       | Raid de dirigeables  | no 6, place de Cormeilles | Levallois-Perret                  | La bombe expose après avoir crevé la toiture où était installée la « Société mutuelle de consommation de vins ». Tout l'immeuble, qui se composait de deux étages, est complètement éventré. On aperçoit du dehors la batterie de cuisine et un fourneau qui comme par miracle est demeuré en l'air.                                                                                        |            |              |               |                       |                    |                                                                                     |  |
| 21 mars 1915       | Raid de dirigeables  | no 8, rue Poccard (aujourd'hui la rue Gabriel-Péri)                                                                            | Levallois-Perret                  | La bombe incendiaire ne causa aucun dégâts et ne fit aucune victime. |            |              |               |                       |                    |                                                                                     |  |
| 21 mars 1915       | Raid de dirigeables  | no 72, avenue d'Argenteuil | Asnières-sur-Seine                | Sur le toit de l'immeuble. 3 blessés,. Bombardé par le LZ 29 |            |              |               |                       |                    |                                                                                     |  |
| 21 mars 1915       | Raid de dirigeables  | no 18, rue du Congrès | Asnières-sur-Seine                | Sur l'usine Vuitton. Bombardé par le LZ 29 |            |              |               |                       |                    |                                                                                     |  |
| 21 mars 1915       | Raid de dirigeables  | no 13, rue du Congrès | Asnières-sur-Seine                | Bombardé par le LZ 29 l'engin éclate sur le mur latéral de l'immeuble qui est ouvert sur une hauteur de 4 mètres et une largeur de 3 et la cage d'escalier est complètement à jour. Aucune victime. |            |              |               |                       |                    |                                                                                     |  |
| 21 mars 1915       | Raid de dirigeables  | no 18, rue du Congrès | Asnières-sur-Seine                | Bombardé par le LZ 29 la bombe projette un radiateur à travers la toiture qui tombe dans un jardin voisin. Aucune victime. |            |              |               |                       |                    |                                                                                     |  |
| 21 mars 1915       | Raid de dirigeables  | no 27, rue Malakoff | Asnières-sur-Seine                | Bombardé par le LZ 29 l'engin explosif produit des dégâts matériels. Aucune victime. |            |              |               |                       |                    |                                                                                     |  |
| 21 mars 1915       | Raid de dirigeables  | no 20, rue Malakoff | Asnières-sur-Seine                | Situé en face du no 27, il reçoit une bombe incendiaire LZ 29 qui produit également des dégâts matériels. Aucune victime. |            |              |               |                       |                    |                                                                                     |  |
| 21 mars 1915       | Raid de dirigeables  | no 42, rue de Colombes | Asnières-sur-Seine                | Dans un jardin, creusant un entonnoir de quatre mètres de profondeur et de huit mètres de diamètre arrachant plusieurs gros arbres. Aucune victime. |            |              |               |                       |                    |                                                                                     |  |
| 21 mars 1915       | Raid de dirigeables  | no 24, rue du Ménil | Asnières-sur-Seine                | Une bombe explosive lancé par le LZ 29 produit une énorme excavation sur la chaussée en face du no 24. Aucune victime. Une voiture de pompiers tombe dans l'entonnoir. |            |              |               |                       |                    |                                                                                     |  |
| 21 mars 1915       | Raid de dirigeables  | no 11, rue des Ravageurs | Asnières-sur-Seine                | Bombardé par le LZ 29 |            |              |               |                       |                    |                                                                                     |  |
| 21 mars 1915       | Raid de dirigeables  | Île des Ravageurs | Asnières-sur-Seine                | Bombardé avec un engin explosif lancé par le LZ 29, il tombe dans un terrain. |            |              |               |                       |                    |                                                                                     |  |
| 21 mars 1915       | Raid de dirigeables  | Rue Retrou | Asnières-sur-Seine                | Non explosée, dans un jardin. Bombardé par le LZ 29 |            |              |               |                       |                    |                                                                                     |  |
| 21 mars 1915       | Raid de dirigeables  | no 11, rue Amélie | Asnières-sur-Seine                | Bombardé par le LZ 29 avec une bombe incendiaire de 3 à 4 kg et de 35 cm de longueur, elle traverse la toiture d'un pavillon mais n'éclate pas . |            |              |               |                       |                    |                                                                                     |  |
| 21 mars 1915       | Raid de dirigeables  | no 18, rue Eugénie | Asnières-sur-Seine                | La bombe incendiaire lâchée par le LZ 29 est tombée dans un jardin situé juste à côté du pavillon habité par le comte d'Angeville |            |              |               |                       |                    |                                                                                     |  |
| 21 mars 1915       | Raid de dirigeables  | no 78, rue de Paris (aujourd'hui rue Jean-Jaurès                                                                               | Gennevilliers                     | Sur un tas de fumier dans un jardin et n'a pas explosé |            |              |               |                       |                    |                                                                                     |  |
| 21 mars 1915       | Raid de dirigeables  | Face au no 73, rue de Paris | Gennevilliers                     | Sur la chaussée, provocant une excavation de 2 mètres de profondeur |            |              |               |                       |                    |                                                                                     |  |
| 21 mars 1915       | Raid de dirigeables  | Gare de Ceinture d'Argenteuil                                                                                                  | Argenteuil                        | Plusieurs wagons sont endommagés |            |              |               |                       |                    |                                                                                     |  |
| 21 mars 1915       | Raid de dirigeables  | Sur le chemin vicinal route d'Épinay                                                                                           | Argenteuil                        | La bombe a défoncé la route sur une circonférence de 8 mètres endommageant sérieusement une maison voisine mais ne causant aucun blessé. |            |              |               |                       |                    |                                                                                     |  |
| 21 mars 1915       | Raid de dirigeables  | Sur le quai de Seine | Argenteuil                        | Tombé près de la propriété Coutelet, le projectile creuse dans la chaussée une profonde excavation. Aucune victime. |            |              |               |                       |                    |                                                                                     |  |
| 21 mars 1915       | Raid de dirigeables  | Rue de Sartrouville | Argenteuil                        | Le projectile creuse dans la chaussée une profonde excavation. Aucune victime. |            |              |               |                       |                    |                                                                                     |  |
| 21 mars 1915       | Raid de dirigeables  | Rue du Truet | Argenteuil                        | Le projectile enflamme une voiture. Aucune victime. |            |              |               |                       |                    |                                                                                     |  |
| 21 mars 1915       | Raid de dirigeables  | Rue d'Épinay | Argenteuil                        | Un shrapnell explosa dans la cour fit explosion. Aucune victime. |            |              |               |                       |                    |                                                                                     |  |
| 21 mars 1915       | Raid de dirigeables  | no 7, rue des Grandes Fontaines                                                                                                | Argenteuil                        | Un shrapnell traverse le toit, les plafonds et s'enfonce dans le parquet d'un atelier de broderie. Aucune victime. |            |              |               |                       |                    |                                                                                     |  |
| 21 mars 1915       | Raid de dirigeables  | no 54, rue de Mareil | Saint-Germain-en-Laye             | Chez un horticulteur. Aucune victime |            |              |               |                       |                    |                                                                                     |  |
| 21 mars 1915       | Raid de dirigeables  | no 26, rue de Mantes | Saint-Germain-en-Laye             | Dans la cour d'un marchand de vins, détruisant un mur ainsi que la porte de l'écurie ou se trouvaient quatre chevaux. Aucune victime |            |              |               |                       |                    |                                                                                     |  |
| 21 mars 1915       | Raid de dirigeables  | no 26, rue Wauthier | Saint-Germain-en-Laye             | Dans un jardin ou un gros arbre fut déchiqueté et un grand trou creusé dans le sol. Aucune victime |            |              |               |                       |                    |                                                                                     |  |
| 21 mars 1915       | Raid de dirigeables  | Rue de Fourqueux | Saint-Germain-en-Laye             | Dans un jardin. Aucune victime |            |              |               |                       |                    |                                                                                     |  |
| 21 mars 1915       | Raid de dirigeables  | no 26, rue de Lorraine | Saint-Germain-en-Laye             | Chez un horticulteur. Aucune victime. |            |              |               |                       |                    |                                                                                     |  |
| 21 mars 1915       | Raid de dirigeables  | Lieu dit « Pont-des-Bouvets »                                                                                                  | Saint-Germain-en-Laye             | 3 bombes explosives sont tombées dans un court périmètre, sans faire autre chose que creuser en plein champ des trous profonds. Aucune victime |            |              |               |                       |                    |                                                                                     |  |
| 21 mars 1915       | Raid de dirigeables  | no 31, boulevard d'Enghien | Enghien-les-Bains                 | Dans le jardin, creusant une vaste excavation de plusieurs mètres de pourtour et de 3 mètres de diamètre. Aucune victime |            |              |               |                       |                    |                                                                                     |  |
| 21 mars 1915       | Raid de dirigeables  | Avenue de Catinat | Saint-Gratien                     | Le projectile tomba sur l'avenue de Catinat dans une partie non lotie du parc de la princesse Mathilde, rencontra un terrain sablonneux, non résistant, ou il creusa un simple trou |            |              |               |                       |                    |                                                                                     |  |
| 29 janvier 1916    | Raid de dirigeables  | no 45, rue des Maronites | 20e arrondissement                | 1 mort |            |              |               |                       |                    |                                                                                     |  |
| 29 janvier 1916    | Raid de dirigeables  | no 6, rue Julien-Lacroix | 20e arrondissement                | |            |              |               |                       |                    |                                                                                     |  |
| 29 janvier 1916    | Raid de dirigeables  | no 14, rue Julien-Lacroix | 20e arrondissement                | |            |              |               |                       |                    |                                                                                     |  |
| 29 janvier 1916    | Raid de dirigeables  | no 4, rue de l'Élysée-Ménilmontant                                                                                             | 20e arrondissement                | |            |              |               |                       |                    |                                                                                     |  |
| 29 janvier 1916    | Raid de dirigeables  | no 6, rue de l'Élysée-Ménilmontant                                                                                             | 20e arrondissement                | La bombe tombe dans une courette commune à plusieurs immeubles de trois à cinq étages. 2 morts 10 blessés. |            |              |               |                       |                    |                                                                                     |  |
| 29 janvier 1916    | Raid de dirigeables  | no 84, rue de Ménilmontant | 20e arrondissement                | |            |              |               |                       |                    |                                                                                     |  |
| 29 janvier 1916    | Raid de dirigeables  | no 86, rue de Ménilmontant | 20e arrondissement                | 11 morts selon la photo | . 17 morts |              |               |                       |                    |                                                                                     |  |
| 29 janvier 1916    | Raid de dirigeables  | no 88, rue de Ménilmontant | 20e arrondissement                | |            |              |               |                       |                    |                                                                                     |  |
| 29 janvier 1916    | Raid de dirigeables  | no 89, rue de Ménilmontant | 20e arrondissement                | |            |              |               |                       |                    |                                                                                     |  |
| 29 janvier 1916    | Raid de dirigeables  | no 93, rue de Ménilmontant | 20e arrondissement                | |            |              |               |                       |                    |                                                                                     |  |
| 29 janvier 1916    | Raid de dirigeables  | no 100, rue de Ménilmontant | 20e arrondissement                | |            |              |               |                       |                    |                                                                                     |  |
| 29 janvier 1916    | Raid de dirigeables  | no 62, rue des Panoyaux | 20e arrondissement                | 4 morts |            |              |               |                       |                    |                                                                                     |  |
| 29 janvier 1916    | Raid de dirigeables  | no 73, rue des Panoyaux | 20e arrondissement                | 4 morts |            |              |               |                       |                    |                                                                                     |  |
| 29 janvier 1916    | Raid de dirigeables  | no 34, rue du Borrégo | 20e arrondissement                | 2 morts |            |              |               |                       |                    |                                                                                     |  |
| 29 janvier 1916    | Raid de dirigeables  | no 53, rue du Borrégo | 20e arrondissement                | |            |              |               |                       |                    |                                                                                     |  |
| 29 janvier 1916    | Raid de dirigeables  | no 65, rue Haxo | 17e arrondissement                | |            |              |               |                       |                    |                                                                                     |  |
| 29 janvier 1916    | Raid de dirigeables  | no 87, rue Haxo | 20e arrondissement                | 2 morts |            |              |               |                       |                    |                                                                                     |  |
| 29 janvier 1916    | Raid de dirigeables  | no 88, rue Haxo | 20e arrondissement                | |            |              |               |                       |                    |                                                                                     |  |
| 29 janvier 1916    | Raid de dirigeables  | no 6, passage des Tourelles | 20e arrondissement                | |            |              |               |                       |                    |                                                                                     |  |
| 29 janvier 1916    | Raid de dirigeables  | no 8, passage des Tourelles | 20e arrondissement                | 2 morts |            |              |               |                       |                    |                                                                                     |  |
| 29 janvier 1916    | Raid de dirigeables  | no 83, boulevard de Belleville                                                                                                 | 19e arrondissement                | Une bombe crève la voûte de la ligne 2 du métro sur le boulevard de Belleville entre les stations Couronnes et Ménilmontant pratiquant une ouverture de 5 à 6 mètres, |            |              |               |                       |                    |                                                                                     |  |
| 30 janvier 1918    | Raid d'avions        | no 124, rue Rambuteau | 1er arrondissement                | |            |              |               |                       |                    |                                                                                     |  |
| 30 janvier 1918    | Raid d'avions        | no 2, rue Montorgueil | 1er arrondissement                | La bombe démolit les cinquième et quatrième étages de la maison située à l'angle de la rue de Turbigo. |            |              |               |                       |                    |                                                                                     |  |
| 30 janvier 1918    | Raid d'avions        | no 4, rue Montorgueil | 1er arrondissement                | |            |              |               |                       |                    |                                                                                     |  |
| 30 janvier 1918    | Raid d'avions        | no 9, rue Montorgueil | 1er arrondissement                | Après avoir traversé les cinquième et quatrième étages de l'immeuble, labombe explosa au troisième étage. Les dégâts furent très importants et l'édifice dut être évacué. 15 blessés. |            |              |               |                       |                    |                                                                                     |  |
| 30 janvier 1918    | Raid d'avions        | no 15, rue de Choiseul | 2e arrondissement                 | |            |              |               |                       |                    |                                                                                     |  |
| 30 janvier 1918    | Raid d'avions        | no 46, rue Tiquetonne | 2e arrondissement                 | |            |              |               |                       |                    |                                                                                     |  |
| 30 janvier 1918    | Raid d'avions        | no 51, rue Montorgueil | 2e arrondissement                 | |            |              |               |                       |                    |                                                                                     |  |
| 30 janvier 1918    | Raid d'avions        | no 31, rue Turbigo | 2e arrondissement                 | |            |              |               |                       |                    |                                                                                     |  |
| 30 janvier 1918    | Raid d'avions        | no 85, rue Réaumur | 2e arrondissement                 | |            |              |               |                       |                    |                                                                                     |  |
| 30 janvier 1918    | Raid d'avions        | no 22, rue Saint-Sauveur | 2e arrondissement                 | Quelques dégâts matériels |            |              |               |                       |                    |                                                                                     |  |
| 30 janvier 1918    | Raid d'avions        | no 26, rue Saint-Sauveur | 2e arrondissement                 | Quelques dégâts matériels |            |              |               |                       |                    |                                                                                     |  |
| 30 janvier 1918    | Raid d'avions        | no 28, rue Saint-Sauveur | 2e arrondissement                 | Quelques dégâts matériels |            |              |               |                       |                    |                                                                                     |  |
| 30 janvier 1918    | Raid d'avions        | no 47, rue Saint-Sauveur | 2e arrondissement                 | La bombe, pénétrant par le toit, du côté de la cour, creusa jusqu'au deuxième étage, un entonnoir où s'enchevêtraient dans un pêle-mêle indescriptible, meubles, linge et vêtements. |            |              |               |                       |                    |                                                                                     |  |
| 30 janvier 1918    | Raid d'avions        | no 47, rue des Tournelles | 3e arrondissement                 | |            |              |               |                       |                    |                                                                                     |  |
| 30 janvier 1918    | Raid d'avions        | no 60, boulevard Saint-Michel                                                                                                  | 5e arrondissement                 | 1 mort |            |              |               |                       |                    |                                                                                     |  |
| 30 janvier 1918    | Raid d'avions        | no 5, rue Bonaparte | 6e arrondissement                 | |            |              |               |                       |                    |                                                                                     |  |
| 30 janvier 1918    | Raid d'avions        | no 6, rue de Seine | 6e arrondissement                 | |            |              |               |                       |                    |                                                                                     |  |
| 30 janvier 1918    | Raid d'avions        | no 31, rue Vaneau | 7e arrondissement                 | |            |              |               |                       |                    |                                                                                     |  |
| 30 janvier 1918    | Raid d'avions        | no 33, rue Vaneau | 7e arrondissement                 | |            |              |               |                       |                    |                                                                                     |  |
| 30 janvier 1918    | Raid d'avions        | no 3, rue des Saussaies | 8e arrondissement                 | |            |              |               |                       |                    |                                                                                     |  |
| 30 janvier 1918    | Raid d'avions        | no 2, rue d'Athènes | 9e arrondissement                 | |            |              |               |                       |                    |                                                                                     |  |
| 30 janvier 1918    | Raid d'avions        | no 3, rue d'Athènes | 9e arrondissement                 | |            |              |               |                       |                    |                                                                                     |  |
| 30 janvier 1918    | Raid d'avions        | no 20, rue de Clichy | 9e arrondissement                 | |            |              |               |                       |                    |                                                                                     |  |
| 30 janvier 1918    | Raid d'avions        | no 7, rue Pierre-Dupont | 10e arrondissement                | |            |              |               |                       |                    |                                                                                     |  |
| 30 janvier 1918    | Raid d'avions        | no 9, rue Alexandre-Parodi | 10e arrondissement                | Une torpille éclata dans la cour de l'école maternelle, naturellement vide à cette heure. Elle défonça le sol et renversa les murs. |            |              |               |                       |                    |                                                                                     |  |
| 30 janvier 1918    | Raid d'avions        | no 17, rue Alexandre-Parodi | 10e arrondissement                | La bombe provoqua un incendie qui fut rapidement éteint par les pompiers |            |              |               |                       |                    |                                                                                     |  |
| 30 janvier 1918    | Raid d'avions        | no 179, quai de Valmy | 10e arrondissement                | Dans une imprimerie |            |              |               |                       |                    |                                                                                     |  |
| 30 janvier 1918    | Raid d'avions        | no 203, quai de Valmy | 10e arrondissement                | 2 péniches sont coulées |            |              |               |                       |                    |                                                                                     |  |
| 30 janvier 1918    | Raid d'avions        | no 205, quai de Valmy | 10e arrondissement                | |            |              |               |                       |                    |                                                                                     |  |
| 30 janvier 1918    | Raid d'avions        | no 9, passage Sainte-Anne-Popincourt                                                                                           | 11e arrondissement                | |            |              |               |                       |                    |                                                                                     |  |
| 30 janvier 1918    | Raid d'avions        | no 23, rue du Chemin-Vert | 11e arrondissement                | |            |              |               |                       |                    |                                                                                     |  |
| 30 janvier 1918    | Raid d'avions        | no 46, rue Saint-Sabin | 11e arrondissement                | |            |              |               |                       |                    |                                                                                     |  |
| 30 janvier 1918    | Raid d'avions        | no 38, rue Amelot | 11e arrondissement                | |            |              |               |                       |                    |                                                                                     |  |
| 30 janvier 1918    | Raid d'avions        | nos 100-102, cours de Vincennes                                                                                                | 12e arrondissement                | |            |              |               |                       |                    |                                                                                     |  |
| 30 janvier 1918    | Raid d'avions        | nos 95, cours de Vincennes | 12e arrondissement                | Plusieurs bombes causèrent la mort de 5 personnes |            |              |               |                       |                    |                                                                                     |  |
| 30 janvier 1918    | Raid d'avions        | no 52, rue du Rendez-Vous | 12e arrondissement                | |            |              |               |                       |                    |                                                                                     |  |
| 30 janvier 1918    | Raid d'avions        | no 64, rue du Rendez-Vous | 12e arrondissement                | |            |              |               |                       |                    |                                                                                     |  |
| 30 janvier 1918    | Raid d'avions        | no 56, boulevard de Picpus | 12e arrondissement                | 2 morts |            |              |               |                       |                    |                                                                                     |  |
| 30 janvier 1918    | Raid d'avions        | no 87, boulevard de Picpus | 12e arrondissement                | |            |              |               |                       |                    |                                                                                     |  |
| 30 janvier 1918    | Raid d'avions        | no 107, boulevard Diderot | 12e arrondissement                | |            |              |               |                       |                    |                                                                                     |  |
| 30 janvier 1918    | Raid d'avions        | no 16, rue Claude-Tillier | 12e arrondissement                | 2 morts |            |              |               |                       |                    |                                                                                     |  |
| 30 janvier 1918    | Raid d'avions        | Rue Claude-Decaen | 12e arrondissement                | Station Claude-Decaen de la petite ceinture |            |              |               |                       |                    |                                                                                     |  |
| 30 janvier 1918    | Raid d'avions        | no 54, boulevard de Reuilly | 12e arrondissement                | 3 morts, 1 blessé |            |              |               |                       |                    |                                                                                     |  |
| 30 janvier 1918    | Raid d'avions        | no 218, avenue Daumesnil | 12e arrondissement                | |            |              |               |                       |                    |                                                                                     |  |
| 30 janvier 1918    | Raid d'avions        | no 231, avenue Daumesnil | 12e arrondissement                | |            |              |               |                       |                    |                                                                                     |  |
| 30 janvier 1918    | Raid d'avions        | no 17, rue de Reuilly | 12e arrondissement                | Dans la cour d'une école maternelle, sans causer de victimes |            |              |               |                       |                    |                                                                                     |  |
| 30 janvier 1918    | Raid d'avions        | no 184, rue du Faubourg-Saint-Antoine                                                                                          | 12e arrondissement                | Sur l'hôpital Saint-Antoine |            |              |               |                       |                    |                                                                                     |  |
| 30 janvier 1918    | Raid d'avions        | no 12, place d'Italie | 13e arrondissement                | |            |              |               |                       |                    |                                                                                     |  |
| 30 janvier 1918    | Raid d'avions        | no 18, place d'Italie | 13e arrondissement                | 3 morts, 3 blessés. |            |              |               |                       |                    |                                                                                     |  |
| 30 janvier 1918    | Raid d'avions        | no 111, rue Broca | 13e arrondissement                | La bombe tomba sur l'hôpital Broca qui produisit une excavation au milieu d'une cour intérieure, près du bureau du directeur. 1 blessé. |            |              |               |                       |                    |                                                                                     |  |
| 30 janvier 1918    | Raid d'avions        | no 111, boulevard de Port-Royal                                                                                                | 13e arrondissement                | |            |              |               |                       |                    |                                                                                     |  |
| 30 janvier 1918    | Raid d'avions        | no 5, rue de Saïgon | 16e arrondissement                | |            |              |               |                       |                    |                                                                                     |  |
| 30 janvier 1918    | Raid d'avions        | no 19, avenue du Bois-de-Boulogne                                                                                              | 16e arrondissement                | |            |              |               |                       |                    |                                                                                     |  |
| 30 janvier 1918    | Raid d'avions        | no 16, avenue de la Grande-Armée                                                                                               | 17e arrondissement                | Un des engins tomba sur l'immeuble de quatre étages. Une détonation formidable ébranla le quartier. La bombe, après avoir traversé la toiture et les mansardes, explosait au quatrième étage, provoquant l'écroulement sur la chaussée de toute la partie supérieure de l'immeuble. Les gros blocs en pierre de taille de la façade furent projetés jusqu'au milieu de l'avenue. 4 blessés. |            |              |               |                       |                    |                                                                                     |  |
| 30 janvier 1918    | Raid d'avions        | no 9, rue Jean-Dollfus | 18e arrondissement                | 1 mort |            |              |               |                       |                    |                                                                                     |  |
| 30 janvier 1918    | Raid d'avions        | no 230, rue Marcadet | 18e arrondissement                | |            |              |               |                       |                    |                                                                                     |  |
| 30 janvier 1918    | Raid d'avions        | no 151, rue de Crimée | 19e arrondissement                | |            |              |               |                       |                    |                                                                                     |  |
| 30 janvier 1918    | Raid d'avions        | Place de Bitche | 19e arrondissement                | Sept bombes atteignent la place de Bitche près de la caserne des pompiers. Un engin creusa un trou d'environ un mètre cinquante de diamètre. |            |              |               |                       |                    |                                                                                     |  |
| 30 janvier 1918    | Raid d'avions        | no 41 bis, quai de la Loire | 19e arrondissement                | |            |              |               |                       |                    |                                                                                     |  |
| 30 janvier 1918    | Raid d'avions        | no 88, quai de la Loire | 19e arrondissement                | |            |              |               |                       |                    |                                                                                     |  |
| 30 janvier 1918    | Raid d'avions        | no 90, quai de la Loire | 19e arrondissement                | |            |              |               |                       |                    |                                                                                     |  |
| 30 janvier 1918    | Raid d'avions        | no 98, quai de la Loire | 19e arrondissement                | |            |              |               |                       |                    |                                                                                     |  |
| 30 janvier 1918    | Raid d'avions        | no 98, rue des Annelets | 19e arrondissement                | |            |              |               |                       |                    |                                                                                     |  |
| 30 janvier 1918    | Raid d'avions        | no 118, rue Haxo | 19e arrondissement                | |            |              |               |                       |                    |                                                                                     |  |
| 30 janvier 1918    | Raid d'avions        | Parc des Buttes Chaumont | 19e arrondissement                | |            |              |               |                       |                    |                                                                                     |  |
| 30 janvier 1918    | Raid d'avions        | Rue de Cambrai | 13e arrondissement                | Sur l'usine à gaz |            |              |               |                       |                    |                                                                                     |  |
| 30 janvier 1918    | Raid d'avions        | no 34, rue de Cambrai | 19e arrondissement                | Sur les Magasins généraux |            |              |               |                       |                    |                                                                                     |  |
| 30 janvier 1918    | Raid d'avions        | no 66, rue Curial | 19e arrondissement                | |            |              |               |                       |                    |                                                                                     |  |
| 30 janvier 1918    | Raid d'avions        | Sur la rotonde de la Villette                                                                                                  | 19e arrondissement                | |            |              |               |                       |                    |                                                                                     |  |
| 30 janvier 1918    | Raid d'avions        | no 44, rue d'Hautpoul | 19e arrondissement                | |            |              |               |                       |                    |                                                                                     |  |
| 30 janvier 1918    | Raid d'avions        | no 4, rue Fessart | 19e arrondissement                | |            |              |               |                       |                    |                                                                                     |  |
| 30 janvier 1918    | Raid d'avions        | no 2, passage Courbet | 13e arrondissement                | |            |              |               |                       |                    |                                                                                     |  |
| 30 janvier 1918    | Raid d'avions        | no 11, impasse Lafontaine | 13e arrondissement                | |            |              |               |                       |                    |                                                                                     |  |
| 30 janvier 1918    | Raid d'avions        | no 41, rue Petit | 19e arrondissement                | Une bombe causa, par l'explosion des gaz, des dégâts considérables dans les boutiques environnantes. Les devantures furent éventrées, une boulangerie, une épicerie et un restaurant se trouvèrent particulièrement endommagés. |            |              |               |                       |                    |                                                                                     |  |
| 30 janvier 1918    | Raid d'avions        | no 296, rue de Belleville | 20e arrondissement                | |            |              |               |                       |                    |                                                                                     |  |
| 30 janvier 1918    | Raid d'avions        | Carrefour Curial | 19e arrondissement                | |            |              |               |                       |                    |                                                                                     |  |
| 30 janvier 1918    | Raid d'avions        | Sur les Magasins Généraux | Aubervilliers                     | |            |              |               |                       |                    |                                                                                     |  |
| 30 janvier 1918    | Raid d'avions        | no 84, rue des Cités | Aubervilliers                     | |            |              |               |                       |                    |                                                                                     |  |
| 30 janvier 1918    | Raid d'avions        | no 147, rue de la Goutte-d'Or                                                                                                  | Aubervilliers                     | |            |              |               |                       |                    |                                                                                     |  |
| 30 janvier 1918    | Raid d'avions        | no 81, rue Saint-Denis | Aubervilliers                     | |            |              |               |                       |                    |                                                                                     |  |
| 30 janvier 1918    | Raid d'avions        | no 10, rue de la Haie-Coq | Aubervilliers                     | |            |              |               |                       |                    |                                                                                     |  |
| 30 janvier 1918    | Raid d'avions        | no 102, rue Hentoult | Aubervilliers                     | |            |              |               |                       |                    |                                                                                     |  |
| 30 janvier 1918    | Raid d'avions        | no 7, rue Raspail | La Courneuve                      | |            |              |               |                       |                    |                                                                                     |  |
| 30 janvier 1918    | Raid d'avions        | no 17, rue de Pantin | La Courneuve                      | |            |              |               |                       |                    |                                                                                     |  |
| 30 janvier 1918    | Raid d'avions        | no 4, rue Pierre-Curie | Colombes                          | |            |              |               |                       |                    |                                                                                     |  |
| 30 janvier 1918    | Raid d'avions        | no 130, rue Félix | Colombes                          | |            |              |               |                       |                    |                                                                                     |  |
| 30 janvier 1918    | Raid d'avions        | no 9, rue de Paris | Ivry-sur-Seine                    | |            |              |               |                       |                    |                                                                                     |  |
| 30 janvier 1918    | Raid d'avions        | no 13, rue de Paris | Ivry-sur-Seine                    | |            |              |               |                       |                    |                                                                                     |  |
| 30 janvier 1918    | Raid d'avions        | no 15, rue de Paris | Ivry-sur-Seine                    | |            |              |               |                       |                    |                                                                                     |  |
| 30 janvier 1918    | Raid d'avions        | no 62, quai d'Ivry | Ivry-sur-Seine                    | |            |              |               |                       |                    |                                                                                     |  |
| 30 janvier 1918    | Raid d'avions        | no 69, quai d'Ivry | Ivry-sur-Seine                    | |            |              |               |                       |                    |                                                                                     |  |
| 30 janvier 1918    | Raid d'avions        | Carrefour des rues de la République et de Saint-Mandé                                                                          | Montreuil                         | |            |              |               |                       |                    |                                                                                     |  |
| 30 janvier 1918    | Raid d'avions        | no 58, rue de la République | Montreuil                         | |            |              |               |                       |                    |                                                                                     |  |
| 30 janvier 1918    | Raid d'avions        | no 51, Grande-Rue | Le Pré-Saint-Gervais              | |            |              |               |                       |                    |                                                                                     |  |
| 30 janvier 1918    | Raid d'avions        | no 55, Grande-Rue | Le Pré-Saint-Gervais              | |            |              |               |                       |                    |                                                                                     |  |
| 30 janvier 1918    | Raid d'avions        | no 6, rue Ledru-Rollin | Le Pré-Saint-Gervais              | |            |              |               |                       |                    |                                                                                     |  |
| 30 janvier 1918    | Raid d'avions        | no 12, rue Ledru-Rollin | Le Pré-Saint-Gervais              | |            |              |               |                       |                    |                                                                                     |  |
| 30 janvier 1918    | Raid d'avions        | no 42, Sente des Cornettes | Le Pré-Saint-Gervais              | |            |              |               |                       |                    |                                                                                     |  |
| 30 janvier 1918    | Raid d'avions        | no 48, Sente des Cornettes | Le Pré-Saint-Gervais              | |            |              |               |                       |                    |                                                                                     |  |
| 30 janvier 1918    | Raid d'avions        | Sente des Cornettes | Le Pré-Saint-Gervais              | Dans un champ |            |              |               |                       |                    |                                                                                     |  |
| 30 janvier 1918    | Raid d'avions        | no 23, rue Baudin | Le Pré-Saint-Gervais              | Dans un champ |            |              |               |                       |                    |                                                                                     |  |
| 30 janvier 1918    | Raid d'avions        | no 16, rue Delizy | Pantin                            | |            |              |               |                       |                    |                                                                                     |  |
| 30 janvier 1918    | Raid d'avions        | Rue du Chemin-de-Fer | Pantin                            | |            |              |               |                       |                    |                                                                                     |  |
| 30 janvier 1918    | Raid d'avions        | Route des Petits-Ponts (désormais Avenue du Général-Leclerc)                                                                   | Pantin                            | Sur l'usine Desouches, David et Cie |            |              |               |                       |                    |                                                                                     |  |
| 30 janvier 1918    | Raid d'avions        | no 1, route des Petits-Ponts (Désormais avenue Henri-Barbusse                                                                  | Bobigny                           | Au carrefour des Six-Routes |            |              |               |                       |                    |                                                                                     |  |
| 30 janvier 1918    | Raid d'avions        | Rue Jean-Jaurès | Bobigny                           | Au carrefour des Six-Routes |            |              |               |                       |                    |                                                                                     |  |
| 30 janvier 1918    | Raid d'avions        | Avenue des Deux-Lignes | Nanterre                          | Sur la Société Française de Réparation pour l'Aviation |            |              |               |                       |                    |                                                                                     |  |
| 30 janvier 1918    | Raid d'avions        | no 14, avenue de la République                                                                                                 | Épinay-sur-Seine                  | |            |              |               |                       |                    |                                                                                     |  |
| 30 janvier 1918    | Raid d'avions        | Chemin des Lorris | Épinay-sur-Seine                  | Au lieu-dit « Croix-Saint-Mérard » dans la propriété Fatignet |            |              |               |                       |                    |                                                                                     |  |
| 30 janvier 1918    | Raid d'avions        | Pont d'Épinay | Épinay-sur-Seine                  | A 200 mètres en aval du pont d'Épinay |            |              |               |                       |                    |                                                                                     |  |
| 30 janvier 1918    | Raid d'avions        | Chemin de Halage | Épinay-sur-Seine                  | Sur le Chemin de Halage en direction d'Argenteuil |            |              |               |                       |                    |                                                                                     |  |
| 30 janvier 1918    | Raid d'avions        | no 3, route d'Amiens | Stains                            | |            |              |               |                       |                    |                                                                                     |  |
| 30 janvier 1918    | Raid d'avions        | Boulevard d'Aubervilliers, aujourd'hui boulevard Maxime-Gorki                                                                  | Stains                            | |            |              |               |                       |                    |                                                                                     |  |
| 30 janvier 1918    | Raid d'avions        | Impasse Lecuyer (devenue rue Clément Lécuyer)                                                                                  | Stains                            | |            |              |               |                       |                    |                                                                                     |  |
| 30 janvier 1918    | Raid d'avions        | Rue de l'Ermitage | Saint-Denis                       | Sur les usines Delaunay-Belleville |            |              |               |                       |                    |                                                                                     |  |
| 30 janvier 1918    | Raid d'avions        | no 204, avenue de Paris | Saint-Denis-La Plaine Saint-Denis | Sur l'usine Mouton |            |              |               |                       |                    |                                                                                     |  |
| 30 janvier 1918    | Raid d'avions        | Avenue des Magasins-Généraux                                                                                                   | Saint-Denis                       | sur les Magasins-Généraux |            |              |               |                       |                    |                                                                                     |  |
| 30 janvier 1918    | Raid d'avions        | Rue du Landy | Saint-Denis-La Plaine Saint-Denis | Sur l'usine Dyle et Bacalan |            |              |               |                       |                    |                                                                                     |  |
| 30 janvier 1918    | Raid d'avions        | Impasse de La Mont-Joie | Saint-Denis-La Plaine Saint-Denis | Sur la Tréfillerie Bourdon |            |              |               |                       |                    |                                                                                     |  |
| 30 janvier 1918    | Raid d'avions        | Avenue de Paris | Saint-Denis-La Plaine Saint-Denis | Sur l'usine Martin |            |              |               |                       |                    |                                                                                     |  |
| 30 janvier 1918    | Raid d'avions        | no 2, rue de la Légion-d'Honneur                                                                                               | Saint-Denis                       | Sur la Maison d'éducation de la Légion d'honneur |            |              |               |                       |                    |                                                                                     |  |
| 30 janvier 1918    | Raid d'avions        | Avenue Michelet | Saint-Ouen                        | Sur le cimetière Parisien |            |              |               |                       |                    |                                                                                     |  |
| 30 janvier 1918    | Raid d'avions        | no 2, rue Pauline | Saint-Ouen                        | |            |              |               |                       |                    |                                                                                     |  |
| 30 janvier 1918    | Raid d'avions        | no 190, avenue Michelet | Saint-Ouen                        | |            |              |               |                       |                    |                                                                                     |  |
| 30 janvier 1918    | Raid d'avions        | no 7, rue Eugène-Berthoud | Saint-Ouen                        | |            |              |               |                       |                    |                                                                                     |  |
| 30 janvier 1918    | Raid d'avions        | Rue Vincent | Saint-Ouen                        | |            |              |               |                       |                    |                                                                                     |  |
| 30 janvier 1918    | Raid d'avions        | Boulevard de Lorraine | Saint-Ouen                        | Angle du boulevard de Lorraine et de la rue Morel |            |              |               |                       |                    |                                                                                     |  |
| 30 janvier 1918    | Raid d'avions        | Rue Ardoin | Saint-Ouen                        | |            |              |               |                       |                    |                                                                                     |  |
| 30 janvier 1918    | Raid d'avions        | no 10, rue Latérale | Saint-Ouen                        | |            |              |               |                       |                    |                                                                                     |  |
| 30 janvier 1918    | Raid d'avions        | no 142, boulevard Victor-Hugo                                                                                                  | Saint-Ouen                        | |            |              |               |                       |                    |                                                                                     |  |
| 30 janvier 1918    | Raid d'avions        | no 144, boulevard Victor-Hugo                                                                                                  | Saint-Ouen                        | |            |              |               |                       |                    |                                                                                     |  |
| 30 janvier 1918    | Raid d'avions        | no 173, boulevard Victor-Hugo                                                                                                  | Saint-Ouen                        | |            |              |               |                       |                    |                                                                                     |  |
| 30 janvier 1918    | Raid d'avions        | no 60, rue de la République | Saint-Mandé                       | |            |              |               |                       |                    |                                                                                     |  |
| 30 janvier 1918    | Raid d'avions        | no 66, rue de la République | Saint-Mandé                       | |            |              |               |                       |                    |                                                                                     |  |
| 30 janvier 1918    | Raid d'avions        | Rue de la République | Saint-Mandé                       | Angle des rues de la République et Bérulle |            |              |               |                       |                    |                                                                                     |  |
| 30 janvier 1918    | Raid d'avions        | Place de la Tourelle | Saint-Mandé                       | |            |              |               |                       |                    |                                                                                     |  |
| 30 janvier 1918    | Raid d'avions        | no 6, rue du Châtelet | Fontenay-sous-Bois                | |            |              |               |                       |                    |                                                                                     |  |
| 30 janvier 1918    | Raid d'avions        | no 28, rue de Rosny | Fontenay-sous-Bois                | |            |              |               |                       |                    |                                                                                     |  |
| 30 janvier 1918    | Raid d'avions        | no 33, rue de Rosny | Fontenay-sous-Bois                | |            |              |               |                       |                    |                                                                                     |  |
| 30 janvier 1918    | Raid d'avions        | no 26, rue Guérin-Leroux | Fontenay-sous-Bois                | |            |              |               |                       |                    |                                                                                     |  |
| 30 janvier 1918    | Raid d'avions        | no 31, rue Guérin-Leroux | Fontenay-sous-Bois                | |            |              |               |                       |                    |                                                                                     |  |
| 30 janvier 1918    | Raid d'avions        | no 5, rue du Parc | Fontenay-sous-Bois                | |            |              |               |                       |                    |                                                                                     |  |
| 30 janvier 1918    | Raid d'avions        | no 18, rue du Parc | Fontenay-sous-Bois                | |            |              |               |                       |                    |                                                                                     |  |
| 30 janvier 1918    | Raid d'avions        | no 3, rue Boschot | Fontenay-sous-Bois                | |            |              |               |                       |                    |                                                                                     |  |
| 8 mars 1918        | Raid d'avions        | no 5, rue Geoffroy-Marie | 9e arrondissement                 | L'immeuble reçoit une bombe de 100 kg qui explose au 2e étage. La structure de la maison étant touchée l'immeuble s'écroule et un incendie se déclare. Il y eut plusieurs morts. |            |              |               |                       |                    |                                                                                     |  |
| 8 mars 1918        | Raid d'avions        | no 66, rue du Faubourg-Poissonnière                                                                                            | 10e arrondissement                | |            |              |               |                       |                    |                                                                                     |  |
| 8 mars 1918        | Raid d'avions        | no 20, rue Jean-Robert | 18e arrondissement                | |            |              |               |                       |                    |                                                                                     |  |
| 8 mars 1918        | Raid d'avions        | no 2, rue Drouot | 9e arrondissement                 | |            |              |               |                       |                    |                                                                                     |  |
| 8 mars 1918        | Raid d'avions        | no 15, rue Laffitte | 9e arrondissement                 | |            |              |               |                       |                    |                                                                                     |  |
| 8 mars 1918        | Raid d'avions        | nos 67-77, avenue de la République                                                                                             | 11e arrondissement                | |            |              |               |                       |                    |                                                                                     |  |
| 8 mars 1918        | Raid d'avions        | Boulevard Soult | 12e arrondissement                | |            |              |               |                       |                    |                                                                                     |  |
| 8 mars 1918        | Raid d'avions        | no 33, rue La Condamine | 17e arrondissement                | |            |              |               |                       |                    |                                                                                     |  |
| 8 mars 1918        | Raid d'avions        | no 30, rue Nollet | 17e arrondissement                | |            |              |               |                       |                    |                                                                                     |  |
| 8 mars 1918        | Raid d'avions        | nos 101-103, rue de la Chapelle                                                                                                | 18e arrondissement                | |            |              |               |                       |                    |                                                                                     |  |
| 8 mars 1918        | Raid d'avions        | no 211, avenue Daumesnil | 12e arrondissement                | |            |              |               |                       |                    |                                                                                     |  |
| 8 mars 1918        | Raid d'avions        | no 35, rue de l'Évangile | 18e arrondissement                | |            |              |               |                       |                    |                                                                                     |  |
| 8 mars 1918        | Raid d'avions        | no 22, cité Trévise | 9e arrondissement                 | |            |              |               |                       |                    |                                                                                     |  |
| 8 mars 1918        | Raid d'avions        | no 22, rue de Trévise | 9e arrondissement                 | |            |              |               |                       |                    |                                                                                     |  |
| 8 mars 1918        | Raid d'avions        | no 36, rue Godefroy-Cavaignac                                                                                                  | 11e arrondissement                | |            |              |               |                       |                    |                                                                                     |  |
| 8 mars 1918        | Raid d'avions        | no 7, passage Maurice | 11e arrondissement                | |            |              |               |                       |                    |                                                                                     |  |
| 8 mars 1918        | Raid d'avions        | no 6, passage Rochebrune | 11e arrondissement                | |            |              |               |                       |                    |                                                                                     |  |
| 8 mars 1918        | Raid d'avions        | no 39, boulevard de Reuilly | 12e arrondissement                | |            |              |               |                       |                    |                                                                                     |  |
| 8 mars 1918        | Raid d'avions        | no 41, boulevard de Reuilly | 12e arrondissement                | |            |              |               |                       |                    |                                                                                     |  |
| 8 mars 1918        | Raid d'avions        | no 74, boulevard de Reuilly | 12e arrondissement                | |            |              |               |                       |                    |                                                                                     |  |
| 8 mars 1918        | Raid d'avions        | no 6, rue de Kabylie | 19e arrondissement                | |            |              |               |                       |                    |                                                                                     |  |
| 8 mars 1918        | Raid d'avions        | no 27, rue Ramponeau | 20e arrondissement                | |            |              |               |                       |                    |                                                                                     |  |
| 8 mars 1918        | Raid d'avions        | no 25, rue Saint-Bernard | 11e arrondissement                | |            |              |               |                       |                    |                                                                                     |  |
| 8 mars 1918        | Raid d'avions        | no 25, rue des Bas | Asnières-sur-Seine                | Sur la société Comant |            |              |               |                       |                    |                                                                                     |  |
| 8 mars 1918        | Raid d'avions        | no 191, boulevard Gallieni | Villeneuve-la-Garenne             | |            |              |               |                       |                    |                                                                                     |  |
| 8 mars 1918        | Raid d'avions        | no 13, rue de la République | Le Bourget                        | |            |              |               |                       |                    |                                                                                     |  |
| 8 mars 1918        | Raid d'avions        | Rue du Commandant-Rolland | Le Bourget                        | Dans un champ |            |              |               |                       |                    |                                                                                     |  |
| 8 mars 1918        | Raid d'avions        | Rue Désiré-Lucca | Le Bourget                        | Sur le camp d'aviation |            |              |               |                       |                    |                                                                                     |  |
| 8 mars 1918        | Raid d'avions        | Rue Crétté-de-Palluel | Dugny                             | |            |              |               |                       |                    |                                                                                     |  |
| 8 mars 1918        | Raid d'avions        | Rue Sébastien-et-Jacques-Lorenzi                                                                                               | Dugny                             | Sur le terrain de la Réserve générale de l'aviation |            |              |               |                       |                    |                                                                                     |  |
| 8 mars 1918        | Raid d'avions        | no 24, rue des Deux-Moulins | Maisons-Alfort                    | |            |              |               |                       |                    |                                                                                     |  |
| 8 mars 1918        | Raid d'avions        | no 31, rue d'Avron | Le Perreux-sur-Marne              | |            |              |               |                       |                    |                                                                                     |  |
| 8 mars 1918        | Raid d'avions        | no 26, rue Brillet | Le Perreux-sur-Marne              | |            |              |               |                       |                    |                                                                                     |  |
| 8 mars 1918        | Raid d'avions        | no 32, rue de la Gaîté | Le Perreux-sur-Marne              | |            |              |               |                       |                    |                                                                                     |  |
| 8 mars 1918        | Raid d'avions        | no 10, rue de Nancy | Le Perreux-sur-Marne              | |            |              |               |                       |                    |                                                                                     |  |
| 8 mars 1918        | Raid d'avions        | no 15, rue de la Station | Le Perreux-sur-Marne              | |            |              |               |                       |                    |                                                                                     |  |
| 8 mars 1918        | Raid d'avions        | no 16, boulevard de Polangis                                                                                                   | Champigny-sur-Marne               | |            |              |               |                       |                    |                                                                                     |  |
| 8 mars 1918        | Raid d'avions        | no 1, avenue de la République                                                                                                  | Noisy-le-Sec                      | |            |              |               |                       |                    |                                                                                     |  |
| 8 mars 1918        | Raid d'avions        | Rond point de Meulan | Noisy-le-Sec                      | |            |              |               |                       |                    |                                                                                     |  |
| 8 mars 1918        | Raid d'avions        | no 48, avenue de Bondy | Noisy-le-Sec                      | |            |              |               |                       |                    |                                                                                     |  |
| 8 mars 1918        | Raid d'avions        | Boulevard Théophile-Sueur | Rosny-sous-Bois                   | Dans un terrain à proximité du fort de Rosny |            |              |               |                       |                    |                                                                                     |  |
| 8 mars 1918        | Raid d'avions        | Rue de Paris | Rosny-sous-Bois                   | Dans un terrain à proximité de la rue de Paris |            |              |               |                       |                    |                                                                                     |  |
| 8 mars 1918        | Raid d'avions        | no 26, rue de Neuilly | Villemomble                       | |            |              |               |                       |                    |                                                                                     |  |
| 8 mars 1918        | Raid d'avions        | no 86, rue de Neuilly | Villemomble                       | |            |              |               |                       |                    |                                                                                     |  |
| 8 mars 1918        | Raid d'avions        | no 25, rue du Bel-Air | Villemomble                       | |            |              |               |                       |                    |                                                                                     |  |
| 8 mars 1918        | Raid d'avions        | no 39, boulevard Denis-Papin                                                                                                   | Villemomble                       | |            |              |               |                       |                    |                                                                                     |  |
| 8 mars 1918        | Raid d'avions        | no 10, rue du Bois | Villemomble                       | |            |              |               |                       |                    |                                                                                     |  |
| 8 mars 1918        | Raid d'avions        | no 38, rue Caroline | Villemomble                       | |            |              |               |                       |                    |                                                                                     |  |
| 8 mars 1918        | Raid d'avions        | no 2, rue Berthier-prolongée                                                                                                   | Pantin                            | |            |              |               |                       |                    |                                                                                     |  |
| 8 mars 1918        | Raid d'avions        | no 42, route d'Aubervilliers                                                                                                   | Pantin                            | |            |              |               |                       |                    |                                                                                     |  |
| 8 mars 1918        | Raid d'avions        | no 46, route d'Aubervilliers                                                                                                   | Pantin                            | |            |              |               |                       |                    |                                                                                     |  |
| 8 mars 1918        | Raid d'avions        | Gare d'Épinay-Grande Ceinture                                                                                                  | Épinay-sur-Seine                  | |            |              |               |                       |                    |                                                                                     |  |
| 8 mars 1918        | Raid d'avions        | no 38, rue de la Briche | Saint-Denis                       | Sur l'usine Roser |            |              |               |                       |                    |                                                                                     |  |
| 8 mars 1918        | Raid d'avions        | no 133, avenue de Paris | Saint-Denis                       | |            |              |               |                       |                    |                                                                                     |  |
| 8 mars 1918        | Raid d'avions        | no 143, avenue de Paris | Saint-Denis                       | |            |              |               |                       |                    |                                                                                     |  |
| 8 mars 1918        | Raid d'avions        | no 161, avenue de Paris | Saint-Denis                       | |            |              |               |                       |                    |                                                                                     |  |
| 8 mars 1918        | Raid d'avions        | no 307, avenue de Paris | Saint-Denis                       | |            |              |               |                       |                    |                                                                                     |  |
| 8 mars 1918        | Raid d'avions        | no 404, avenue de Paris | Saint-Denis                       | |            |              |               |                       |                    |                                                                                     |  |
| 8 mars 1918        | Raid d'avions        | Impasse du Chef-de-la-Ville | Saint-Denis                       | |            |              |               |                       |                    |                                                                                     |  |
| 8 mars 1918        | Raid d'avions        | no 404, rue de l'Avenir | Saint-Denis                       | |            |              |               |                       |                    |                                                                                     |  |
| 8 mars 1918        | Raid d'avions        | no 127, route de la Révolte (devenue boulevard Anatole-France)                                                                 | Saint-Denis                       | |            |              |               |                       |                    |                                                                                     |  |
| 8 mars 1918        | Raid d'avions        | no 158, route de la Révolte (devenue boulevard Anatole-France)                                                                 | Saint-Denis                       | |            |              |               |                       |                    |                                                                                     |  |
| 8 mars 1918        | Raid d'avions        | Rue du Fort-de-l'Est | Saint-Denis                       | Sur le fort de l'Est |            |              |               |                       |                    |                                                                                     |  |
| 8 mars 1918        | Raid d'avions        | Villa de l'Industrie | Saint-Ouen                        | |            |              |               |                       |                    |                                                                                     |  |
| 8 mars 1918        | Raid d'avions        | no 19, avenue de la Gare | Saint-Ouen                        | Sur l'usine Bouhey et Farcot |            |              |               |                       |                    |                                                                                     |  |
| 8 mars 1918        | Raid d'avions        | Rue Latérale | Saint-Ouen                        | Dans un jardin |            |              |               |                       |                    |                                                                                     |  |
| 8 mars 1918        | Raid d'avions        | Rue des Poissonniers | Saint-Ouen                        | Dans un jardin |            |              |               |                       |                    |                                                                                     |  |
| 8 mars 1918        | Raid d'avions        | no 70, rue de la Procession | Saint-Ouen                        | |            |              |               |                       |                    |                                                                                     |  |
| 8 mars 1918        | Raid d'avions        | no 167, avenue des Batignolles                                                                                                 | Saint-Ouen                        | |            |              |               |                       |                    |                                                                                     |  |
| 8 mars 1918        | Raid d'avions        | no 20, rue Bary | Saint-Ouen                        | |            |              |               |                       |                    |                                                                                     |  |
| 8 mars 1918        | Raid d'avions        | no 12, boulevard National | Vincennes                         | Sur la maison Rouyer |            |              |               |                       |                    |                                                                                     |  |
| 8 mars 1918        | Raid d'avions        | no 1, rue de Fontenay | Vincennes                         | Dans l'ancien cimetière |            |              |               |                       |                    |                                                                                     |  |
| 8 mars 1918        | Raid d'avions        | no 68, rue Castel | Fontenay-sous-Bois                | Sur l'usine à pianos Gaveau |            |              |               |                       |                    |                                                                                     |  |
| 8 mars 1918        | Raid d'avions        | no 78, rue de Fontenay | Fontenay-sous-Bois                | |            |              |               |                       |                    |                                                                                     |  |
| 8 mars 1918        | Raid d'avions        | no 2, rue de la Planche | Fontenay-sous-Bois                | |            |              |               |                       |                    |                                                                                     |  |
| 11 mars 1918       | Raid d'avions        | no 231, boulevard Saint-Germain                                                                                                | 7e arrondissement                 | Sur le ministère de la Guerre |            |              |               |                       |                    |                                                                                     |  |
| 11 mars 1918       | Raid d'avions        | nos 7 et 9, rue de Mézières | 6e arrondissement                 | |            |              |               |                       |                    |                                                                                     |  |
| 11 mars 1918       | Raid d'avions        | nos 18, rue de Grenelle | 7e arrondissement                 | |            |              |               |                       |                    |                                                                                     |  |
| 11 mars 1918       | Raid d'avions        | nos 28, rue du Buisson-Saint-Louis                                                                                             | 10e arrondissement                | |            |              |               |                       |                    |                                                                                     |  |
| 11 mars 1918       | Raid d'avions        | nos 98, rue de Meaux | 19e arrondissement                | |            |              |               |                       |                    |                                                                                     |  |
| 11 mars 1918       | Raid d'avions        | nos 100, rue de Meaux | 19e arrondissement                | |            |              |               |                       |                    |                                                                                     |  |
| 11 mars 1918       | Raid d'avions        | nos 83, rue du Faubourg-du-Temple                                                                                              | 10e arrondissement                | |            |              |               |                       |                    |                                                                                     |  |
| 11 mars 1918       | Raid d'avions        | nos 4 et 6, rue des Dunes | 19e arrondissement                | |            |              |               |                       |                    |                                                                                     |  |
| 11 mars 1918       | Raid d'avions        | no 13, rue de Lesseps | 20e arrondissement                | |            |              |               |                       |                    |                                                                                     |  |
| 11 mars 1918       | Raid d'avions        | no 9, rue Las-Cases | 7e arrondissement                 | |            |              |               |                       |                    |                                                                                     |  |
| 11 mars 1918       | Raid d'avions        | no 10, avenue Jean-Jaurès | 19e arrondissement                | |            |              |               |                       |                    |                                                                                     |  |
| 11 mars 1918       | Raid d'avions        | no 100, avenue Jean-Jaurès | 19e arrondissement                | |            |              |               |                       |                    |                                                                                     |  |
| 11 mars 1918       | Raid d'avions        | no 276, avenue Daumesnil | 12e arrondissement                | |            |              |               |                       |                    |                                                                                     |  |
| 11 mars 1918       | Raid d'avions        | Angle du boulevard Flandrin et de la rue Dufrenoy                                                                              | 16e arrondissement                | |            |              |               |                       |                    |                                                                                     |  |
| 11 mars 1918       | Raid d'avions        | no 41, boulevard de Reuilly | 12e arrondissement                | |            |              |               |                       |                    |                                                                                     |  |
| 11 mars 1918       | Raid d'avions        | no 8, rue Rottembourg | 12e arrondissement                | |            |              |               |                       |                    |                                                                                     |  |
| 11 mars 1918       | Raid d'avions        | no 28, rue de l'Annonciation                                                                                                   | 16e arrondissement                | |            |              |               |                       |                    |                                                                                     |  |
| 11 mars 1918       | Raid d'avions        | no 211, boulevard Saint-Germain                                                                                                | 7e arrondissement                 | |            |              |               |                       |                    |                                                                                     |  |
| 11 mars 1918       | Raid d'avions        | no 213 bis, boulevard Saint-Germain                                                                                            | 7e arrondissement                 | |            |              |               |                       |                    |                                                                                     |  |
| 11 mars 1918       | Raid d'avions        | no 240, boulevard Saint-Germain                                                                                                | 7e arrondissement                 | |            |              |               |                       |                    |                                                                                     |  |
| 11 mars 1918       | Raid d'avions        | no 242, boulevard Saint-Germain                                                                                                | 7e arrondissement                 | |            |              |               |                       |                    |                                                                                     |  |
| 11 mars 1918       | Raid d'avions        | Carrefour Chappe | 7e arrondissement                 | Carrefour rue du Bac-boulevard Saint-Germain-boulevard Raspail, sur le refuge central près de la statue de Chappe, |            |              |               |                       |                    |                                                                                     |  |
| 11 mars 1918       | Raid d'avions        | Carrefour Chappe | 7e arrondissement                 | Carrefour rue du Bac-boulevard Saint-Germain-boulevard Raspail, entre la statue de Chappe et le Crédit Lyonnais, |            |              |               |                       |                    |                                                                                     |  |
| 11 mars 1918       | Raid d'avions        | no 79, rue Falguière | 15e arrondissement                | |            |              |               |                       |                    |                                                                                     |  |
| 11 mars 1918       | Raid d'avions        | no 50, boulevard Pasteur | 15e arrondissement                | |            |              |               |                       |                    |                                                                                     |  |
| 11 mars 1918       | Raid d'avions        | no 246, boulevard Saint-Germain                                                                                                | 7e arrondissement                 | En face du ministère des Travaux-publics |            |              |               |                       |                    |                                                                                     |  |
| 11 mars 1918       | Raid d'avions        | no 6, rue de Bellechasse | 7e arrondissement                 | |            |              |               |                       |                    |                                                                                     |  |
| 11 mars 1918       | Raid d'avions        | no 100, rue de Lille | 7e arrondissement                 | |            |              |               |                       |                    |                                                                                     |  |
| 11 mars 1918       | Raid d'avions        | Rue de Fleurus | 6e arrondissement                 | Dans le jardin du Luxembourg face à la rue de Fleurus |            |              |               |                       |                    |                                                                                     |  |
| 11 mars 1918       | Raid d'avions        | no 2, rue de l'Entrepôt | 10e arrondissement                | |            |              |               |                       |                    |                                                                                     |  |
| 11 mars 1918       | Raid d'avions        | no 23, rue Mathis | 19e arrondissement                | |            |              |               |                       |                    |                                                                                     |  |
| 11 mars 1918       | Raid d'avions        | no 13, rue de l'Escaut | 19e arrondissement                | |            |              |               |                       |                    |                                                                                     |  |
| 11 mars 1918       | Raid d'avions        | no 16, quai de l'Oise | 19e arrondissement                | |            |              |               |                       |                    |                                                                                     |  |
| 11 mars 1918       | Raid d'avions        | no 70, rue Curial | 19e arrondissement                | |            |              |               |                       |                    |                                                                                     |  |
| 11 mars 1918       | Raid d'avions        | no 59, rue de Flandre | 19e arrondissement                | |            |              |               |                       |                    |                                                                                     |  |
| 11 mars 1918       | Raid d'avions        | no 46, quai de Seine | 19e arrondissement                | |            |              |               |                       |                    |                                                                                     |  |
| 11 mars 1918       | Raid d'avions        | no 46, rue Henri-Huchard | 18e arrondissement                | Sur l'hôpital de Claude-Bernard |            |              |               |                       |                    |                                                                                     |  |
| 11 mars 1918       | Raid d'avions        | Rue Alexandre-Dumas | Romainville                       | |            |              |               |                       |                    |                                                                                     |  |
| 11 mars 1918       | Raid d'avions        | Place Jean-Coquelin | Noisy-le-Sec                      | Sur la gare de Noisy-le-Sec |            |              |               |                       |                    |                                                                                     |  |
| 11 mars 1918       | Raid d'avions        | no 59, rue de Neuilly | Rosny-sous-Bois                   | |            |              |               |                       |                    |                                                                                     |  |
| 11 mars 1918       | Raid d'avions        | no 95, rue de Montreuil | Bagnolet                          | |            |              |               |                       |                    |                                                                                     |  |
| 11 mars 1918       | Raid d'avions        | Fort Neuf | Vincennes                         | Sur la caserne du 13e régiment d'artillerie, dans la cour du Fort Neuf |            |              |               |                       |                    |                                                                                     |  |
| 11 mars 1918       | Raid d'avions        | no 78, rue de Fontenay | Vincennes                         | |            |              |               |                       |                    |                                                                                     |  |
| 11 mars 1918       | Raid d'avions        | Place Barrault | Vincennes                         | |            |              |               |                       |                    |                                                                                     |  |
| 11 mars 1918       | Raid d'avions        | no 5, rue Lejemptel | Vincennes                         | |            |              |               |                       |                    |                                                                                     |  |
| 11 mars 1918       | Raid d'avions        | Sur le pavillon des gardes du lac des Minimes                                                                                  | Fontenay-sous-Bois                | Le pavillon des gardes du lac des Minimes était alors situé sur la commune de Fontenay-sous-Bois avant son rattachement à Paris par décret du 18 avril 1929 |            |              |               |                       |                    |                                                                                     |  |
| 11 mars 1918       | Raid d'avions        | Sur la Pelouse des Percherons                                                                                                  | Saint-Mandé                       | |            |              |               |                       |                    |                                                                                     |  |
| 11 mars 1918       | Raid d'avions        | no 4, avenue Victor-Hugo | Saint-Mandé                       | |            |              |               |                       |                    |                                                                                     |  |
| 11 mars 1918       | Raid d'avions        | Esplanade du Château | Saint-Mandé                       | Dans la cour du quartier de cavalerie Carnot |            |              |               |                       |                    |                                                                                     |  |
| 11 mars 1918       | Raid d'avions        | no 116, boulevard Félix-Faure                                                                                                  | Aubervilliers                     | |            |              |               |                       |                    |                                                                                     |  |
| 11 mars 1918       | Raid d'avions        | no 95, boulevard Félix-Faure                                                                                                   | Aubervilliers                     | |            |              |               |                       |                    |                                                                                     |  |
| 11 mars 1918       | Raid d'avions        | Sur le bord du canal Saint-Denis                                                                                               | Aubervilliers                     | Sur le bord du canal Saint-Denis à hauteur de la Société industrielle française des Pétroles |            |              |               |                       |                    |                                                                                     |  |
| 11 mars 1918       | Raid d'avions        | no 15, rue de la Gare | Aubervilliers                     | |            |              |               |                       |                    |                                                                                     |  |
| 11 mars 1918       | Raid d'avions        | Route de Paris | Joinville-le-Pont                 | Route de Paris à proximité de la gare de Joinville-le-Pont |            |              |               |                       |                    |                                                                                     |  |
| 11 mars 1918       | Raid d'avions        | rue de Saint-Quentin | Nogent-sur-Marne                  | |            |              |               |                       |                    |                                                                                     |  |
| 11 mars 1918       | Raid d'avions        | no 42, rue Molière | Montreuil                         | |            |              |               |                       |                    |                                                                                     |  |
| 11 mars 1918       | Raid d'avions        | no 50, rue Molière | Montreuil                         | |            |              |               |                       |                    |                                                                                     |  |
| 11 mars 1918       | Raid d'avions        | no 6, rue Désiré-Chevalier | Montreuil                         | |            |              |               |                       |                    |                                                                                     |  |
| 11 mars 1918       | Raid d'avions        | Dans un quadrilatère délimité par les actuelles avenue Jean-Moulin, rue des Charmes, rue des Quatre-Ruelles et rue Paul-Doumer | Montreuil                         | Dans les « carrières Gallet », qui sont désormais le parc des Beaumonts, |            |              |               |                       |                    |                                                                                     |  |
| 11 mars 1918       | Raid d'avions        | Rue Torcheboeufs | Montreuil                         | Dans un jardin |            |              |               |                       |                    |                                                                                     |  |
| 11 mars 1918       | Raid d'avions        | Sentier du Tourniquet | Montreuil                         | Dans un terrain vague |            |              |               |                       |                    |                                                                                     |  |
| 11 mars 1918       | Raid d'avions        | no 10, Rue de Lagny | Montreuil                         | |            |              |               |                       |                    |                                                                                     |  |
| 11 mars 1918       | Raid d'avions        | Sentier des Pierres-Blanches                                                                                                   | Meudon                            | |            |              |               |                       |                    |                                                                                     |  |
| 11 mars 1918       | Raid d'avions        | no 38, rue de Paris | Meudon                            | |            |              |               |                       |                    |                                                                                     |  |
| 11 mars 1918       | Raid d'avions        | no 44, rue de Paris | Meudon                            | |            |              |               |                       |                    |                                                                                     |  |
| 11 mars 1918       | Raid d'avions        | no 50, rue de Paris | Meudon                            | |            |              |               |                       |                    |                                                                                     |  |
| 11 mars 1918       | Raid d'avions        | no 72, rue de Paris | Meudon                            | |            |              |               |                       |                    |                                                                                     |  |
| 11 mars 1918       | Raid d'avions        | no 59, rue des Gardes | Meudon                            | |            |              |               |                       |                    |                                                                                     |  |
| 11 mars 1918       | Raid d'avions        | Route Nationale 1 (Avenue Élisée-Reclus)                                                                                       | Pierrefitte-sur-Seine             | Près du pont de Creil |            |              |               |                       |                    |                                                                                     |  |
| 11 mars 1918       | Raid d'avions        | no 7, quai d'Ivry | Ivry-sur-Seine                    | Au niveau du passage Grellet |            |              |               |                       |                    |                                                                                     |  |
| 11 mars 1918       | Raid d'avions        | no 19, rue Marceau | Ivry-sur-Seine                    | Au niveau du passage Grellet |            |              |               |                       |                    |                                                                                     |  |
| 11 mars 1918       | Raid d'avions        | Quai du Port-à-l'Anglais | Ivry-sur-Seine                    | Près de l'usine des Eaux |            |              |               |                       |                    |                                                                                     |  |
| 11 mars 1918       | Raid d'avions        | Rue Ernest-Renan | Ivry-sur-Seine                    | |            |              |               |                       |                    |                                                                                     |  |
| 11 mars 1918       | Raid d'avions        | no 5, quai d'Ivry | Ivry-sur-Seine                    | Sur un chantier de bois |            |              |               |                       |                    |                                                                                     |  |
| 11 mars 1918       | Raid d'avions        | Quai de Bercy | Charenton-le-Pont                 | |            |              |               |                       |                    |                                                                                     |  |
| 11 mars 1918       | Raid d'avions        | Dans la Seine | Charenton-le-Pont                 | |            |              |               |                       |                    |                                                                                     |  |
| 11 mars 1918       | Raid d'avions        | avenue Victor-Hugo | Choisy-le-Roi                     | Dans un terrain limité par l'avenue Victor-Hugo, le Chemin des Bœufs, le chemin des Vaches et la ligne PLM |            |              |               |                       |                    |                                                                                     |  |
| 11 mars 1918       | Raid d'avions        | no 7, rue Jean-Jacques-Rousseau                                                                                                | Issy-les-Moulineaux               | |            |              |               |                       |                    |                                                                                     |  |
| 11 mars 1918       | Raid d'avions        | A l'angle des rues Lasserre et Émile-Zola                                                                                      | Issy-les-Moulineaux               | Dans un terrain vague situé à l'angle des rues Lasserre et Émile-Zola |            |              |               |                       |                    |                                                                                     |  |
| 23 mars 1918       | Grosse Bertha        | no 6, quai de la Seine | 19e arrondissement                | |            |              |               |                       |                    |                                                                                     |  |
| 23 mars 1918       | Grosse Bertha        | no 15, rue Charles-V | 4e arrondissement                 | 1 mort |            |              |               |                       |                    |                                                                                     |  |
| 23 mars 1918       | Grosse Bertha        | no 68, rue François-Miron | 4e arrondissement                 | 4 blessés |            |              |               |                       |                    |                                                                                     |  |
| 23 mars 1918       | Grosse Bertha        | Avenue de l'Observatoire | 5e-6e-14e arrondissements         | |            |              |               |                       |                    |                                                                                     |  |
| 23 mars 1918       | Grosse Bertha        | no 22, rue Liancourt | 14e arrondissement                | 1 mort |            |              |               |                       |                    |                                                                                     |  |
| 23 mars 1918       | Grosse Bertha        | no 13, rue du Château-Landon                                                                                                   | 10e arrondissement                | Ancien bâtiment de l'usine Leroy appartenant, après expropriation, à la compagnie des chemins de fer de l'Est. C'était une usine de papiers peints située près de la gare de l'Est, |            |              |               |                       |                    |                                                                                     |  |
| 23 mars 1918       | Grosse Bertha        | Devant la gare de l'Est, boulevard de Strasbourg                                                                               | 10e arrondissement                | 8 morts, 13 blessés |            |              |               |                       |                    |                                                                                     |  |
| 23 mars 1918       | Grosse Bertha        | no 2, rue Legouvé | 10e arrondissement                | 1 mort |            |              |               |                       |                    |                                                                                     |  |
| 23 mars 1918       | Grosse Bertha        | Passage du Nord | 19e arrondissement                | |            |              |               |                       |                    |                                                                                     |  |
| 23 mars 1918       | Grosse Bertha        | Rue du Rhin | 19e arrondissement                | |            |              |               |                       |                    |                                                                                     |  |
| 23 mars 1918       | Grosse Bertha        | Rue Manin-Pont Chaumont | 19e arrondissement                | Le pont Chaumont passe au-dessus de l'ancien chemin de fer de Petite Ceinture |            |              |               |                       |                    |                                                                                     |  |
| 23 mars 1918       | Grosse Bertha        | no 24, rue des Ardennes | 19e arrondissement                | |            |              |               |                       |                    |                                                                                     |  |
| 23 mars 1918       | Grosse Bertha        | Avenue Jean-Jaurès | 19e arrondissement                | Vers la rue d'Hautpoul |            |              |               |                       |                    |                                                                                     |  |
| 23 mars 1918       | Grosse Bertha        | no 29, rue de l'Ourcq | 19e arrondissement                | |            |              |               |                       |                    |                                                                                     |  |
| 23 mars 1918       | Grosse Bertha        | no 13, rue de Flandre | 19e arrondissement                | 1 mort |            |              |               |                       |                    |                                                                                     |  |
| 23 mars 1918       | Grosse Bertha        | no 4, rue Riquet | 19e arrondissement                | |            |              |               |                       |                    |                                                                                     |  |
| 23 mars 1918       | Grosse Bertha        | no 5, rue de l'Équerre | 19e arrondissement                | |            |              |               |                       |                    |                                                                                     |  |
| 23 mars 1918       | Grosse Bertha        | no 10, rue Dénoyez | 20e arrondissement                | |            |              |               |                       |                    |                                                                                     |  |
| 23 mars 1918       | Grosse Bertha        | Jardin des Tuileries | 1er arrondissement                | Jardin au bord de l'eau |            |              |               |                       |                    |                                                                                     |  |
| 23 mars 1918       | Grosse Bertha        | Place de la République | 3e-10e-11e arrondissements        | 2 morts, 9 blessés |            |              |               |                       |                    |                                                                                     |  |
| 23 mars 1918       | Grosse Bertha        | no 57, rue Riquet | 19e arrondissement                | |            |              |               |                       |                    |                                                                                     |  |
| 23 mars 1918       | Grosse Bertha        | no 71, rue du 4-Septembre | Vanves                            | |            |              |               |                       |                    |                                                                                     |  |
| 23 mars 1918       | Grosse Bertha        | nos 59-61, rue de Paris | Pantin                            | 2 morts, 3 blessés |            |              |               |                       |                    |                                                                                     |  |
| 23 mars 1918       | Grosse Bertha        | no 30, rue de Saint-Cloud | Châtillon                         | |            |              |               |                       |                    |                                                                                     |  |
| 23 mars 1918       | Grosse Bertha        | A 400 mètres de la gare | Pantin                            | |            |              |               |                       |                    |                                                                                     |  |
| 24 mars 1918       | Grosse Bertha        | nos 105-107, rue de Meaux | 19e arrondissement                | 1 mort, 14 blessés |            |              |               |                       |                    |                                                                                     |  |
| 24 mars 1918       | Grosse Bertha        | Rue Julien-Lacroix | 20e arrondissement                | 2 morts, 80 blessés |            |              |               |                       |                    |                                                                                     |  |
| 24 mars 1918       | Grosse Bertha        | no 125, rue Oberkampf | 11e arrondissement                | |            |              |               |                       |                    |                                                                                     |  |
| 24 mars 1918       | Grosse Bertha        | rue des Récollets | 10e arrondissement                | Hôpital Villemin |            |              |               |                       |                    |                                                                                     |  |
| 24 mars 1918       | Grosse Bertha        | nos 8-10, rue de Thionville | 19e arrondissement                | |            |              |               |                       |                    |                                                                                     |  |
| 24 mars 1918       | Grosse Bertha        | no 90, rue Saint-Maur | 11e arrondissement                | |            |              |               |                       |                    |                                                                                     |  |
| 24 mars 1918       | Grosse Bertha        | no 206 bis, quai de Jemmapes                                                                                                   | 19e arrondissement                | 1 mort, 5 blessés |            |              |               |                       |                    |                                                                                     |  |
| 24 mars 1918       | Grosse Bertha        | no 3, rue de la Lune | 2e arrondissement                 | 2 morts, 8 blessés |            |              |               |                       |                    |                                                                                     |  |
| 24 mars 1918       | Grosse Bertha        | rue Édouard-Pailleron | 19e arrondissement                | |            |              |               |                       |                    |                                                                                     |  |
| 24 mars 1918       | Grosse Bertha        | no 109, rue Manin | 19e arrondissement                | 1 blessé |            |              |               |                       |                    |                                                                                     |  |
| 24 mars 1918       | Grosse Bertha        | no 45, rue de la Victoire | 9e arrondissement                 | 3 blessés |            |              |               |                       |                    |                                                                                     |  |
| 24 mars 1918       | Grosse Bertha        | no 165, rue de la Chapelle | 18e arrondissement                | Gare de La Chapelle |            |              |               |                       |                    |                                                                                     |  |
| 24 mars 1918       | Grosse Bertha        | no 123, rue Saint-Jacques | 5e arrondissement                 | Lycée Louis-le-Grand |            |              |               |                       |                    |                                                                                     |  |
| 24 mars 1918       | Grosse Bertha        | no 4, rue de la Blanchisserie                                                                                                  | Bobigny                           | |            |              |               |                       |                    |                                                                                     |  |
| 24 mars 1918       | Grosse Bertha        | no 39, rue de la Cristallerie, aujourd'hui la rue Honoré-d'Estienne-d'Orves                                                    | Pantin                            | |            |              |               |                       |                    |                                                                                     |  |
| 24 mars 1918       | Grosse Bertha        | Dans un champ | Drancy                            | |            |              |               |                       |                    |                                                                                     |  |
| 24 mars 1918       | Grosse Bertha        | no 91, rue de Paris | Pantin                            | |            |              |               |                       |                    |                                                                                     |  |
| 24 mars 1918       | Grosse Bertha        | Boulevard Félix-Faure | Aubervilliers                     | |            |              |               |                       |                    |                                                                                     |  |
| 24 mars 1918       | Grosse Bertha        | no 50, rue de la Haie-Coq | Aubervilliers                     | |            |              |               |                       |                    |                                                                                     |  |
| 24 mars 1918       | Grosse Bertha        | Rue Delizy | Pantin                            | |            |              |               |                       |                    |                                                                                     |  |
| 24 mars 1918       | Grosse Bertha        | no 9, Grande-Rue | Le Pré-Saint-Gervais              | 2 blessés |            |              |               |                       |                    |                                                                                     |  |
| 24 mars 1918       | Grosse Bertha        | no 35, avenue de la République                                                                                                 | Le Blanc-Mesnil                   | L'obus tombe sur l'église Notre-Dame-de-l'Annonciation en pleine messe des Rameaux, et fait 7 victimes et 22 blessés. |            |              |               |                       |                    |                                                                                     |  |
| 24 mars 1918       | Raid d'avions        | no 76, rue Carnot | Stains                            | |            |              |               |                       |                    |                                                                                     |  |
| 24 mars 1918       | Raid d'avions        | no 28, route de Gonesse | Stains                            | |            |              |               |                       |                    |                                                                                     |  |
| 25 mars 1918       | Grosse Bertha        | no 59, boulevard Richard-Lenoir                                                                                                | 11e arrondissement                | |            |              |               |                       |                    |                                                                                     |  |
| 25 mars 1918       | Grosse Bertha        | no 21, rue Tandou | 19e arrondissement                | 1 mort, 1 blessé |            |              |               |                       |                    |                                                                                     |  |
| 25 mars 1918       | Grosse Bertha        | no 19, rue des Nonnains-d'Hyères                                                                                               | 4e arrondissement                 | 2 blessés |            |              |               |                       |                    |                                                                                     |  |
| 25 mars 1918       | Grosse Bertha        | Cimetière du Père-Lachaise | 20e arrondissement                | Destruction la chapelle Thouvenin, division 22, chemin de la Citerne dans le cimetière du Père-Lachaise |            |              |               |                       |                    |                                                                                     |  |
| 25 mars 1918       | Grosse Bertha        | A 300 mètres de la gare de Pantin                                                                                              | Pantin                            | |            |              |               |                       |                    |                                                                                     |  |
| 25 mars 1918       | Grosse Bertha        | Rue des Rupins | Drancy                            | |            |              |               |                       |                    |                                                                                     |  |
| 29 mars 1918       | Grosse Bertha        | Place Saint-Gervais-Église Saint-Gervais                                                                                       | 4e arrondissement                 | L'obus pulvérisa le toit de la nef de l'Église Saint-Gervais pendant l'office du Vendredi saint tuant 92 personnes et en blessant 68 autres. Ce fut le bombardement le plus meurtrier de la Première Guerre mondiale |            |              |               |                       |                    |                                                                                     |  |
| 29 mars 1918       | Grosse Bertha        | Rue de Fontenay | Montrouge                         | Dans un champ |            |              |               |                       |                    |                                                                                     |  |
| 29 mars 1918       | Grosse Bertha        | Rue de Fontenay | Montrouge                         | Dans les carrières |            |              |               |                       |                    |                                                                                     |  |
| 29 mars 1918       | Grosse Bertha        | Rue des Rupins | Châtillon                         | Dans un terrain vague |            |              |               |                       |                    |                                                                                     |  |
| 30 mars 1918       | Grosse Bertha        | Impasse Garnier | 15e arrondissement                | 4 morts, 23 blessés |            |              |               |                       |                    |                                                                                     |  |
| 30 mars 1918       | Grosse Bertha        | no 21, quai de la Seine | 19e arrondissement                | Sur l'usine des eaux. 2 morts, 5 blessés x² |            |              |               |                       |                    |                                                                                     |  |
| 30 mars 1918       | Grosse Bertha        | no 105, boulevard Lefebvre | 15e arrondissement                | |            |              |               |                       |                    |                                                                                     |  |
| 30 mars 1918       | Grosse Bertha        | no 85, rue de l'Ourcq | 19e arrondissement                | Sur l'usine Félix Potin. 1 mort, 7 blessés |            |              |               |                       |                    |                                                                                     |  |
| 30 mars 1918       | Grosse Bertha        | no 49, rue de Babylone | 7e arrondissement                 | Sur la caserne Babylone |            |              |               |                       |                    |                                                                                     |  |
| 30 mars 1918       | Grosse Bertha        | no 8, rue de l'Atlas | 19e arrondissement                | |            |              |               |                       |                    |                                                                                     |  |
| 30 mars 1918       | Grosse Bertha        | no 21, rue Saint-Denis | 1er arrondissement                | 3 morts, 3 blessés |            |              |               |                       |                    |                                                                                     |  |
| 30 mars 1918       | Grosse Bertha        | Angle rue de Rennes et boulevard Raspail                                                                                       | 6e arrondissement                 | |            |              |               |                       |                    |                                                                                     |  |
| 30 mars 1918       | Grosse Bertha        | Quai de l'Horloge | 1er arrondissement                | Devant la Seine |            |              |               |                       |                    |                                                                                     |  |
| 30 mars 1918       | Grosse Bertha        | Quai de l'Hôtel-de-Ville | 4e arrondissement                 | Devant le pont d'Arcole. 1 blessé |            |              |               |                       |                    |                                                                                     |  |
| 30 mars 1918       | Grosse Bertha        | Jardin du Luxembourg | 6e arrondissement                 | 1 blessé |            |              |               |                       |                    |                                                                                     |  |
| 30 mars 1918       | Grosse Bertha        | no 41, rue de Vanves | 14e arrondissement                | 2 blessés |            |              |               |                       |                    |                                                                                     |  |
| 30 mars 1918       | Grosse Bertha        | no 15, rue de Malte | 11e arrondissement                | |            |              |               |                       |                    |                                                                                     |  |
| 30 mars 1918       | Grosse Bertha        | no 20, rue de l'Hôtel-de-Ville                                                                                                 | 4e arrondissement                 | |            |              |               |                       |                    |                                                                                     |  |
| 30 mars 1918       | Grosse Bertha        | no 74, rue Denfert-Rochereau                                                                                                   | 6e arrondissement                 | |            |              |               |                       |                    |                                                                                     |  |
| 30 mars 1918       | Grosse Bertha        | Carrefour Saint-Germain-Buci                                                                                                   | 6e arrondissement                 | 2 blessés |            |              |               |                       |                    |                                                                                     |  |
| 30 mars 1918       | Grosse Bertha        | no 159, boulevard Macdonald | 19e arrondissement                | Sur l'usine à gaz. 1 blessé |            |              |               |                       |                    |                                                                                     |  |
| 30 mars 1918       | Grosse Bertha        | no 174, avenue Jean-Jaurès | Aubervilliers                     | L'obus tombe dans les fossés du fort d'Aubervilliers |            |              |               |                       |                    |                                                                                     |  |
| 30 mars 1918       | Grosse Bertha        | nos 69-151, avenue Henri-Barbusse                                                                                              | Bobigny                           | L'obus tombe sur la gare de triage de Bobigny |            |              |               |                       |                    |                                                                                     |  |
| 31 mars 1918       | Grosse Bertha        | no 121, rue Manin | 19e arrondissement                | |            |              |               |                       |                    |                                                                                     |  |
| 31 mars 1918       | Grosse Bertha        | no 106, rue de Rennes | 6e arrondissement                 | 1 mort, 1 blessé |            |              |               |                       |                    |                                                                                     |  |
| 31 mars 1918       | Grosse Bertha        | no 18, rue Favart | 2e arrondissement                 | |            |              |               |                       |                    |                                                                                     |  |
| 1er avril 1918     | Grosse Bertha        | no 54, rue du Faubourg-Poissonnière                                                                                            | 10e arrondissement                | |            |              |               |                       |                    |                                                                                     |  |
| 1er avril 1918     | Grosse Bertha        | Place Vauban | 7e arrondissement                 | 7 morts, 6 blessés |            |              |               |                       |                    |                                                                                     |  |
| 1er avril 1918     | Grosse Bertha        | no 4, rue Saint-Georges | 9e arrondissement                 | |            |              |               |                       |                    |                                                                                     |  |
| 1er avril 1918     | Raid d'avions        | no 105, avenue Gambetta | 20e arrondissement                | |            |              |               |                       |                    |                                                                                     |  |
| 1er avril 1918     | Raid d'avions        | no 182, avenue de la Grande-Armée                                                                                              | 17e arrondissement                | sur la Gare de Neuilly |            |              |               |                       |                    |                                                                                     |  |
| 1er avril 1918     | Raid d'avions        | no 17, passage Stinville | 12e arrondissement                | |            |              |               |                       |                    |                                                                                     |  |
| 1er avril 1918     | Raid d'avions        | no 21, passage Stinville | 12e arrondissement                | |            |              |               |                       |                    |                                                                                     |  |
| 1er avril 1918     | Raid d'avions        | no 27, rue Montgallet | 12e arrondissement                | |            |              |               |                       |                    |                                                                                     |  |
| 1er avril 1918     | Raid d'avions        | no 29, rue Montgallet | 12e arrondissement                | |            |              |               |                       |                    |                                                                                     |  |
| 1er avril 1918     | Raid d'avions        | no 40, rue Montgallet | 12e arrondissement                | |            |              |               |                       |                    |                                                                                     |  |
| 1er avril 1918     | Raid d'avions        | Boulevard Diderot | 12e arrondissement                | A l'angle du boulevard Diderot et de la rue de Reuilly |            |              |               |                       |                    |                                                                                     |  |
| 1er avril 1918     | Raid d'avions        | no 48, rue de Reuilly | 12e arrondissement                | |            |              |               |                       |                    |                                                                                     |  |
| 1er avril 1918     | Raid d'avions        | no 95, rue de Reuilly | 12e arrondissement                | |            |              |               |                       |                    |                                                                                     |  |
| 1er avril 1918     | Grosse Bertha        | no 7, rue de Paris | Pantin                            | 1 mort, 1 blessé |            |              |               |                       |                    |                                                                                     |  |
| 1er avril 1918     | Raid d'avions        | no 174, avenue Jean-Jaurès | Aubervilliers                     | Sur les glacis du fort d'Aubervilliers |            |              |               |                       |                    |                                                                                     |  |
| 1er avril 1918     | Raid d'avions        | Rue Jean-Jaurès | Saint-Denis                       | A l'angle des rues Jean-Jaurès et Édouard-Vaillant |            |              |               |                       |                    |                                                                                     |  |
| 1er avril 1918     | Raid d'avions        | Rue Clovis-Hugues | Saint-Denis                       | Dans un champ |            |              |               |                       |                    |                                                                                     |  |
| 1er avril 1918     | Raid d'avions        | Rue Ferrer | Saint-Denis                       | Dans un jardin |            |              |               |                       |                    |                                                                                     |  |
| 1er avril 1918     | Raid d'avions        | Rue Ferrer | Saint-Denis                       | Dans la rue |            |              |               |                       |                    |                                                                                     |  |
| 1er avril 1918     | Raid d'avions        | no 145, avenue de Paris | Vincennes                         | |            |              |               |                       |                    |                                                                                     |  |
| 2 avril 1918       | Grosse Bertha        | no 13, rue de Médicis | 6e arrondissement                 | |            |              |               |                       |                    |                                                                                     |  |
| 2 avril 1918       | Grosse Bertha        | no 15, rue Béranger | 3e arrondissement                 | 2 blessés |            |              |               |                       |                    |                                                                                     |  |
| 2 avril 1918       | Grosse Bertha        | no 3, rue Saint-Bon | 4e arrondissement                 | 1 blessé |            |              |               |                       |                    |                                                                                     |  |
| 2 avril 1918       | Grosse Bertha        | Route des Petits-Ponts (Désormais avenue Henri-Barbusse                                                                        | Bobigny                           | |            |              |               |                       |                    |                                                                                     |  |
| 3 avril 1918       | Grosse Bertha        | no 3, rue Chanoinesse | 4e arrondissement                 | 1 blessé |            |              |               |                       |                    |                                                                                     |  |
| 6 avril 1918       | Grosse Bertha        | Passage des Récollets | 10e arrondissement                | |            |              |               |                       |                    |                                                                                     |  |
| 6 avril 1918       | Grosse Bertha        | no 13, rue Michelet | 6e arrondissement                 | L'obus tombe sur l'école publique |            |              |               |                       |                    |                                                                                     |  |
| 6 avril 1918       | Grosse Bertha        | Sur la ligne de grande ceinture                                                                                                | Bobigny                           | |            |              |               |                       |                    |                                                                                     |  |
| 6 avril 1918       | Grosse Bertha        | no 44, place de l'Église | Pantin                            | 3 blessés |            |              |               |                       |                    |                                                                                     |  |
| 6 avril 1918       | Grosse Bertha        | no 10, avenue du Président-Robert-Schuman                                                                                      | Les Lilas                         | Dans les fossés du fort de Romainville |            |              |               |                       |                    |                                                                                     |  |
| 6 avril 1918       | Grosse Bertha        | Quartier de la Mare | Drancy                            | au lieu-dit « La Mare-aux-Grenouilles » |            |              |               |                       |                    |                                                                                     |  |
| 7 avril 1918       | Grosse Bertha        | Sente des Mauxins | Le Pré-Saint-Gervais              | |            |              |               |                       |                    |                                                                                     |  |
| 11 avril 1918      | Grosse Bertha        | no 125, boulevard de Port-Royal                                                                                                | 14e arrondissement                | L'obus tombe sur l'hôpital Baudelocque. 4 morts, 13 blessés |            |              |               |                       |                    |                                                                                     |  |
| 11 avril 1918      | Grosse Bertha        | Boulevard Kellermann | 13e arrondissement                | L'obus tombe sur l'usine Gnome-Rhône |            |              |               |                       |                    |                                                                                     |  |
| 11 avril 1918      | Grosse Bertha        | no 8, rue de la Duée | 20e arrondissement                | |            |              |               |                       |                    |                                                                                     |  |
| 11 avril 1918      | Grosse Bertha        | no 48, rue de Bourgogne | 7e arrondissement                 | |            |              |               |                       |                    |                                                                                     |  |
| 11 avril 1918      | Grosse Bertha        | no 35, rue Saint-Georges | 9e arrondissement                 | |            |              |               |                       |                    |                                                                                     |  |
| 11 avril 1918      | Grosse Bertha        | no 57, rue Gambetta | Malakoff                          | Sur une guinguette. 5 morts, 8 blessés |            |              |               |                       |                    |                                                                                     |  |
| 12 avril 1918      | Grosse Bertha        | no 214, rue La Fayette | 10e arrondissement                | |            |              |               |                       |                    |                                                                                     |  |
| 12 avril 1918      | Grosse Bertha        | no 166, rue de la Chapelle | 18e arrondissement                | 2 blessés |            |              |               |                       |                    |                                                                                     |  |
| 12 avril 1918      | Grosse Bertha        | no 210, avenue Jean-Jaurès | 19e arrondissement                | |            |              |               |                       |                    |                                                                                     |  |
| 12 avril 1918      | Grosse Bertha        | no 79, rue Riquet | 18e arrondissement                | L'obus tombe sur le mur de séparation de deux immeubles de trois étages défonce le deuxième et le premier étage sur une largeur de quatre mètres environ. L'éventrement de la façade mit à découvert plusieurs pièces. 1 mort, 3 blessés |            |              |               |                       |                    |                                                                                     |  |
| 12 avril 1918      | Grosse Bertha        | no 140, rue du Chemin-Vert | 11e arrondissement                | 1 mort, 7 blessés |            |              |               |                       |                    |                                                                                     |  |
| 12 avril 1918      | Raid d'avions        | no 12, rue de Rivoli | 4e arrondissement                 | |            |              |               |                       |                    |                                                                                     |  |
| 12 avril 1918      | Raid d'avions        | no 119, rue Saint-Antoine | 4e arrondissement                 | Un immeuble dans le passage Charlemagne est détruit |            |              |               |                       |                    |                                                                                     |  |
| 12 avril 1918      | Raid d'avions        | nos 25-27, rue Saint-Paul | 4e arrondissement                 | |            |              |               |                       |                    |                                                                                     |  |
| 12 avril 1918      | Raid d'avions        | nos 5, rue Charlemagne | 4e arrondissement                 | |            |              |               |                       |                    |                                                                                     |  |
| 12 avril 1918      | Raid d'avions        | nos 9, rue Charles-V | 4e arrondissement                 | |            |              |               |                       |                    |                                                                                     |  |
| 12 avril 1918      | Raid d'avions        | nos 6, rue des Lions-Saint-Paul                                                                                                | 4e arrondissement                 | |            |              |               |                       |                    |                                                                                     |  |
| 12 avril 1918      | Raid d'avions        | nos 18, rue des Écouffes | 4e arrondissement                 | |            |              |               |                       |                    |                                                                                     |  |
| 12 avril 1918      | Raid d'avions        | nos 18, boulevard Henri-IV | 4e arrondissement                 | Sur la caserne des Célestins |            |              |               |                       |                    |                                                                                     |  |
| 12 avril 1918      | Raid d'avions        | Rue Charlemagne | 4e arrondissement                 | Sur le petit lycée Charlemagne |            |              |               |                       |                    |                                                                                     |  |
| 12 avril 1918      | Grosse Bertha        | Avenue de Bobigny | Noisy-le-Sec                      | 2 blessés |            |              |               |                       |                    |                                                                                     |  |
| 12 avril 1918      | Grosse Bertha        | no 164, avenue Jean-Jaurès | Pantin                            | Dans le cimetière parisien de Pantin |            |              |               |                       |                    |                                                                                     |  |
| 13 avril 1918      | Grosse Bertha        | Quai Saint-Bernard | 5e arrondissement                 | L'obus tombe sur la halle aux vins |            |              |               |                       |                    |                                                                                     |  |
| 13 avril 1918      | Grosse Bertha        | Place du Combat | 5e arrondissement                 | |            |              |               |                       |                    |                                                                                     |  |
| 13 avril 1918      | Grosse Bertha        | no 141, boulevard Sérurier | 19e arrondissement                | |            |              |               |                       |                    |                                                                                     |  |
| 13 avril 1918      | Grosse Bertha        | no 10, rue Lagrange | 19e arrondissement                | |            |              |               |                       |                    |                                                                                     |  |
| 13 avril 1918      | Grosse Bertha        | no 15, rue de Lyon | 19e arrondissement                | |            |              |               |                       |                    |                                                                                     |  |
| 13 avril 1918      | Grosse Bertha        | Cimetière du Père-Lachaise | 20e arrondissement                | |            |              |               |                       |                    |                                                                                     |  |
| 13 avril 1918      | Grosse Bertha        | no 10, avenue du Président-Robert-Schuman                                                                                      | Les Lilas                         | Dans le fort de Romainville |            |              |               |                       |                    |                                                                                     |  |
| 13 avril 1918      | Grosse Bertha        | no 4, rue Ledru-Rollin | Noisy-le-Sec                      | |            |              |               |                       |                    |                                                                                     |  |
| 14 avril 1918      | Grosse Bertha        | no 125, rue de Crimée | 19e arrondissement                | 1 mort |            |              |               |                       |                    |                                                                                     |  |
| 14 avril 1918      | Grosse Bertha        | no 72, rue Botzaris | 19e arrondissement                | |            |              |               |                       |                    |                                                                                     |  |
| 14 avril 1918      | Grosse Bertha        | Dans la Seine | 1er arrondissement                | Dans la Seine à hauteur du Pont-Neuf face à La Samaritaine |            |              |               |                       |                    |                                                                                     |  |
| 15 avril 1918      | Grosse Bertha        | no 293, rue du Faubourg-Saint-Antoine                                                                                          | 11e arrondissement                | |            |              |               |                       |                    |                                                                                     |  |
| 15 avril 1918      | Grosse Bertha        | no 35, quai de l'Horloge | 1er arrondissement                | 1 mort, 2 blessés |            |              |               |                       |                    |                                                                                     |  |
| 15 avril 1918      | Grosse Bertha        | Rue du Département | 18e arrondissement                | Sur la voie ferrée de L'Est en bordure de la rue du Département |            |              |               |                       |                    |                                                                                     |  |
| 15 avril 1918      | Grosse Bertha        | no 17 rue du Débarcadère | Pantin                            | |            |              |               |                       |                    |                                                                                     |  |
| 15 avril 1918      | Grosse Bertha        | nos 69-151, avenue Henri-Barbusse                                                                                              | Bobigny                           | L'obus tombe sur la gare de triage de Bobigny |            |              |               |                       |                    |                                                                                     |  |
| 16 avril 1918      | Grosse Bertha        | no 21, quai de l'Oise | 19e arrondissement                | Dans le canal de l'Ourcq |            |              |               |                       |                    |                                                                                     |  |
| 16 avril 1918      | Grosse Bertha        | no 2, rue François-Bonvin | 15e arrondissement                | Dans l'usine Schneider qui fabriquait des fusées de projectiles et employait jusqu'à 13 500 personnes. 9 morts, 93 blessés |            |              |               |                       |                    |                                                                                     |  |
| 16 avril 1918      | Grosse Bertha        | no 58, rue Denis-Papin | Pantin                            | |            |              |               |                       |                    |                                                                                     |  |
| 19 avril 1918      | Grosse Bertha        | no 61, rue de Lancry | 10e arrondissement                | |            |              |               |                       |                    |                                                                                     |  |
| 19 avril 1918      | Grosse Bertha        | no 58, rue Denis-Papin | Pantin                            | |            |              |               |                       |                    |                                                                                     |  |
| 19 avril 1918      | Grosse Bertha        | Dans un champ | Bobigny                           | |            |              |               |                       |                    |                                                                                     |  |
| 19 avril 1918      | Grosse Bertha        | Angle de la rue de Paris (RN 3) et de la route d'Aulnay                                                                        | Bondy                             | |            |              |               |                       |                    |                                                                                     |  |
| 21 avril 1918      | Grosse Bertha        | Abattoirs de la Villette | 19e arrondissement                | |            |              |               |                       |                    |                                                                                     |  |
| 21 avril 1918      | Grosse Bertha        | Gare de la Villette | 19e arrondissement                | |            |              |               |                       |                    |                                                                                     |  |
| 24 avril 1918      | Grosse Bertha        | no 23, rue de Paris | Pantin                            | |            |              |               |                       |                    |                                                                                     |  |
| 25 avril 1918      | Grosse Bertha        | no 22, rue Soufflot | 5e arrondissement                 | |            |              |               |                       |                    |                                                                                     |  |
| 25 avril 1918      | Grosse Bertha        | no 108, rue Saint-Maur | 10e arrondissement                | |            |              |               |                       |                    |                                                                                     |  |
| 25 avril 1918      | Grosse Bertha        | no 2, place du Maroc | 19e arrondissement                | |            |              |               |                       |                    |                                                                                     |  |
| 25 avril 1918      | Grosse Bertha        | no 143, rue de Flandre | 19e arrondissement                | Dans la raffinerie Sommier |            |              |               |                       |                    |                                                                                     |  |
| 25 avril 1918      | Grosse Bertha        | Dans un champ | Drancy                            | |            |              |               |                       |                    |                                                                                     |  |
| 25 avril 1918      | Grosse Bertha        | no 143, rue de la République                                                                                                   | Bobigny                           | |            |              |               |                       |                    |                                                                                     |  |
| 25 avril 1918      | Grosse Bertha        | no 164, avenue Jean-Jaurès | Pantin                            | Dans le cimetière parisien de Pantin |            |              |               |                       |                    |                                                                                     |  |
| 25 avril 1918      | Grosse Bertha        | Route de Saint-Denis | Drancy                            | |            |              |               |                       |                    |                                                                                     |  |
| 26 avril 1918      | Grosse Bertha        | no 8, rue de Meaux | 19e arrondissement                | |            |              |               |                       |                    |                                                                                     |  |
| 30 avril 1918      | Grosse Bertha        | Dans un terrain vague | Bobigny                           | Derrière le cimetière parisien de Pantin |            |              |               |                       |                    |                                                                                     |  |
| 30 avril 1918      | Grosse Bertha        | Dans un champ | Drancy                            | |            |              |               |                       |                    |                                                                                     |  |
| 30 avril 1918      | Grosse Bertha        | Sur la voie de chemin de fer                                                                                                   | Drancy                            | |            |              |               |                       |                    |                                                                                     |  |
| 1er mai 1918       | Grosse Bertha        | no 4, allée Rulhière | Bondy                             | 5 blessés |            |              |               |                       |                    |                                                                                     |  |
| 23 mai 1918        | Raid d'avions        | Quai d'Austerlitz | 13e arrondissement                | Sur la gare d'Orléans-Austerlitz |            |              |               |                       |                    |                                                                                     |  |
| 23 mai 1918        | Raid d'avions        | no 104, boulevard de l'Hôpital                                                                                                 | 13e arrondissement                | |            |              |               |                       |                    |                                                                                     |  |
| 23 mai 1918        | Raid d'avions        | no 106, boulevard de l'Hôpital                                                                                                 | 13e arrondissement                | |            |              |               |                       |                    |                                                                                     |  |
| 23 mai 1918        | Raid d'avions        | no 108, boulevard de l'Hôpital                                                                                                 | 13e arrondissement                | |            |              |               |                       |                    |                                                                                     |  |
| 27 mai 1918        | Grosse Bertha        | no 1, rue Cabanis | 14e arrondissement                | Sur l'asile Sainte-Anne |            |              |               |                       |                    |                                                                                     |  |
| 27 mai 1918        | Grosse Bertha        | boulevard Jourdan | 14e arrondissement                | Sur le dépôt de l'armée |            |              |               |                       |                    |                                                                                     |  |
| 27 mai 1918        | Grosse Bertha        | no 17, rue d'Alésia | 14e arrondissement                | 1 mort, 2 blessés |            |              |               |                       |                    |                                                                                     |  |
| 27 mai 1918        | Grosse Bertha        | Rue Saint-Jacques | 5e arrondissement                 | Face au lycée Louis-le-Grand |            |              |               |                       |                    |                                                                                     |  |
| 27 mai 1918        | Grosse Bertha        | no 5, rue Linné | 5e arrondissement                 | 2 morts, 11 blessés |            |              |               |                       |                    |                                                                                     |  |
| 27 mai 1918        | Grosse Bertha        | no 67, rue du Montparnasse | 14e arrondissement                | 5 blessés |            |              |               |                       |                    |                                                                                     |  |
| 27 mai 1918        | Grosse Bertha        | no 19, rue Jacob | 6e arrondissement                 | |            |              |               |                       |                    |                                                                                     |  |
| 27 mai 1918        | Grosse Bertha        | Rue de la Vanne | Montrouge                         | |            |              |               |                       |                    |                                                                                     |  |
| 27 mai 1918        | Grosse Bertha        | no 3, avenue Lombart | Fontenay-aux-Roses                | 1 mort |            |              |               |                       |                    |                                                                                     |  |
| 27 mai 1918        | Grosse Bertha        | no 5, route d'Orléans | Arcueil                           | 1 blessé |            |              |               |                       |                    |                                                                                     |  |
| 27 mai 1918        | Grosse Bertha        | no 25, rue Corneille | Montrouge                         | |            |              |               |                       |                    |                                                                                     |  |
| 27 mai 1918        | Grosse Bertha        | no 21, rue Périer | Montrouge                         | |            |              |               |                       |                    |                                                                                     |  |
| 27 mai 1918        | Grosse Bertha        | Rue Boucicaut (Fontenay-aux-Roses)                                                                                             | Fontenay-aux-Roses                | 1 blessé |            |              |               |                       |                    |                                                                                     |  |
| 27 mai 1918        | Grosse Bertha        | no 21, avenue de Paris | Châtillon                         | |            |              |               |                       |                    |                                                                                     |  |
| 28 mai 1918        | Grosse Bertha        | place Saint-François-Xavier | 7e arrondissement                 | Devant l'église Saint-François-Xavier |            |              |               |                       |                    |                                                                                     |  |
| 28 mai 1918        | Grosse Bertha        | no 16, rue Cantagrel | 13e arrondissement                | |            |              |               |                       |                    |                                                                                     |  |
| 28 mai 1918        | Grosse Bertha        | Jardin des Tuileries | 1er arrondissement                | Près de la terrasse de l'Orangerie |            |              |               |                       |                    |                                                                                     |  |
| 28 mai 1918        | Grosse Bertha        | no 170, quai de Jemmapes | 10e arrondissement                | |            |              |               |                       |                    |                                                                                     |  |
| 28 mai 1918        | Grosse Bertha        | no 6, rue Bisson | 20e arrondissement                | 1 mort, 2 blessés |            |              |               |                       |                    |                                                                                     |  |
| 28 mai 1918        | Grosse Bertha        | no 211, avenue Jean-Jaurès | 19e arrondissement                | Marché aux bestiaux de la Villette |            |              |               |                       |                    |                                                                                     |  |
| 28 mai 1918        | Grosse Bertha        | Chemin de la Fontaine | Bagneux                           | |            |              |               |                       |                    |                                                                                     |  |
| 28 mai 1918        | Grosse Bertha        | no 74, rue de la Gare (Bagneux)                                                                                                | Bagneux                           | Dans les champs |            |              |               |                       |                    |                                                                                     |  |
| 28 mai 1918        | Grosse Bertha        | no 164, avenue Jean-Jaurès | Pantin                            | Dans le cimetière parisien de Pantin |            |              |               |                       |                    |                                                                                     |  |
| 28 mai 1918        | Grosse Bertha        | no 10, avenue du Président-Robert-Schuman                                                                                      | Les Lilas                         | Sur les pentes du fort de Romainville |            |              |               |                       |                    |                                                                                     |  |
| 29 mai 1918        | Grosse Bertha        | no 97, rue du Bac | 7e arrondissement                 | |            |              |               |                       |                    |                                                                                     |  |
| 29 mai 1918        | Grosse Bertha        | no 40, rue Barbet-de-Jouy | 7e arrondissement                 | 1 blessé |            |              |               |                       |                    |                                                                                     |  |
| 29 mai 1918        | Grosse Bertha        | no 313, rue de Vaugirard | 15e arrondissement                | |            |              |               |                       |                    |                                                                                     |  |
| 29 mai 1918        | Grosse Bertha        | no 29, rue de Berri | 8e arrondissement                 | |            |              |               |                       |                    |                                                                                     |  |
| 29 mai 1918        | Grosse Bertha        | no 10, rue du Plâtre | 4e arrondissement                 | 1 mort |            |              |               |                       |                    |                                                                                     |  |
| 29 mai 1918        | Grosse Bertha        | no 57, avenue de la République                                                                                                 | Montrouge                         | |            |              |               |                       |                    |                                                                                     |  |
| 29 mai 1918        | Grosse Bertha        | no 15, rue d'Arcueil | Montrouge                         | |            |              |               |                       |                    |                                                                                     |  |
| 29 mai 1918        | Grosse Bertha        | Sur une conduite des eaux de la Vanne                                                                                          | Montrouge                         | |            |              |               |                       |                    |                                                                                     |  |
| 29 mai 1918        | Grosse Bertha        | no 11, route Stratégique | Châtillon                         | |            |              |               |                       |                    |                                                                                     |  |
| 29 mai 1918        | Grosse Bertha        | no 83, avenue de Paris | Châtillon                         | 5 blessés |            |              |               |                       |                    |                                                                                     |  |
| 30 mai 1918        | Grosse Bertha        | no 4, passage Miollis | 15e arrondissement                | 8 morts, 2 blessés |            |              |               |                       |                    |                                                                                     |  |
| 30 mai 1918        | Grosse Bertha        | Rue de la Pointe-d'Ivry | 13e arrondissement                | |            |              |               |                       |                    |                                                                                     |  |
| 30 mai 1918        | Grosse Bertha        | no 83, avenue de Breteuil | 7e arrondissement                 | 4 morts, 3 blessés |            |              |               |                       |                    |                                                                                     |  |
| 30 mai 1918        | Grosse Bertha        | Place de la Madeleine | 8e arrondissement                 | Derrière l'église de la Madeleine |            |              |               |                       |                    |                                                                                     |  |
| 30 mai 1918        | Raid d'avions        | no 33-36, rue Mademoiselle | 15e arrondissement                | Sur l'usine à gaz de Vaugirard |            |              |               |                       |                    |                                                                                     |  |
| 30 mai 1918        | Grosse Bertha        | rue Delizy | Pantin                            | |            |              |               |                       |                    |                                                                                     |  |
| 30 mai 1918        | Grosse Bertha        | rue de la Convention | Le Kremlin-Bicêtre                | Dans le jardin de la Mairie |            |              |               |                       |                    |                                                                                     |  |
| 30 mai 1918        | Grosse Bertha        | no 16, rue de Bretagne | Issy-les-Moulineaux               | |            |              |               |                       |                    |                                                                                     |  |
| 30 mai 1918        | Grosse Bertha        | no 8, rue des Sables | Issy-les-Moulineaux               | |            |              |               |                       |                    |                                                                                     |  |
| 30 mai 1918        | Grosse Bertha        | no 40, rue Sadi-Carnot | Vanves                            | Dans le cimetière de Vanves |            |              |               |                       |                    |                                                                                     |  |
| 31 mai 1918        | Grosse Bertha        | Boulevard Macdonald | 19e arrondissement                | Sur les voies ferrées des chemins de fer de l'Est |            |              |               |                       |                    |                                                                                     |  |
| 31 mai 1918        | Grosse Bertha        | no 47, rue de Paris, aujourd'hui la rue de la Commune-de-Paris                                                                 | Aubervilliers                     | |            |              |               |                       |                    |                                                                                     |  |
| 31 mai 1918        | Grosse Bertha        | Rue de la Maladrerie | Aubervilliers                     | |            |              |               |                       |                    |                                                                                     |  |
| 31 mai 1918        | Grosse Bertha        | Avenue Jean-Jaurès | Aubervilliers                     | En face du fort d'Aubervilliers |            |              |               |                       |                    |                                                                                     |  |
| 1er juin 1918      | Grosse Bertha        | Rue du Fort | Aubervilliers                     | |            |              |               |                       |                    |                                                                                     |  |
| 1er juin 1918      | Grosse Bertha        | no 8, rue des Écoles | Pantin                            | |            |              |               |                       |                    |                                                                                     |  |
| 1er juin 1918      | Grosse Bertha        | Route de Dugny | La Courneuve                      | |            |              |               |                       |                    |                                                                                     |  |
| 1er juin 1918      | Grosse Bertha        | Rue Villebois-Mareuil | La Courneuve                      | |            |              |               |                       |                    |                                                                                     |  |
| 1er juin 1918      | Grosse Bertha        | Rue Villot | La Courneuve                      | Dans un champ appartenant à l'usine d'aviation Bernard |            |              |               |                       |                    |                                                                                     |  |
| 2 juin 1918        | Raid d'avions        | no 152, rue de Tolbiac | 13e arrondissement                | |            |              |               |                       |                    |                                                                                     |  |
| 2 juin 1918        | Raid d'avions        | nos 51-53, boulevard Auguste-Blanqui                                                                                           | 13e arrondissement                | |            |              |               |                       |                    |                                                                                     |  |
| 2 juin 1918        | Raid d'avions        | Boulevard Auguste-Blanqui | 13e arrondissement                | Sur la station de métro Corvisart |            |              |               |                       |                    |                                                                                     |  |
| 2 juin 1918        | Raid d'avions        | no 96, avenue d'Italie | 13e arrondissement                | |            |              |               |                       |                    |                                                                                     |  |
| 2 juin 1918        | Raid d'avions        | no 12, rue de la Fontaine-à-Mulard                                                                                             | 13e arrondissement                | |            |              |               |                       |                    |                                                                                     |  |
| 2 juin 1918        | Raid d'avions        | no 11, passage du Moulinet | 13e arrondissement                | |            |              |               |                       |                    |                                                                                     |  |
| 2 juin 1918        | Raid d'avions        | Place Daumesnil | 12e arrondissement                | |            |              |               |                       |                    |                                                                                     |  |
| 2 juin 1918        | Raid d'avions        | Avenue du Mesnil | La Varenne Saint-Hilaire          | Dans un jardin |            |              |               |                       |                    |                                                                                     |  |
| 2 juin 1918        | Raid d'avions        | no 11, rue Franklin | Ivry-sur-Seine                    | Dans la cour de l'usine Desmarais |            |              |               |                       |                    |                                                                                     |  |
| 2 juin 1918        | Raid d'avions        | Dans un terrain vague | Saint-Mandé                       | terrain vague |            |              |               |                       |                    |                                                                                     |  |
| 3 juin 1918        | Grosse Bertha        | no 38, rue Guyard-Delalin | Aubervilliers                     | 1 mort, 2 blessés |            |              |               |                       |                    |                                                                                     |  |
| 3 juin 1918        | Grosse Bertha        | Angle des routes de Flandre et de La Courneuve                                                                                 | Aubervilliers                     | 1 blessé |            |              |               |                       |                    |                                                                                     |  |
| 3 juin 1918        | Grosse Bertha        | no 39, rue Heurtault | Aubervilliers                     | 2 blessés |            |              |               |                       |                    |                                                                                     |  |
| 3 juin 1918        | Grosse Bertha        | no 38, place de l'Église | Pantin                            | 1 mort, 2 blessés |            |              |               |                       |                    |                                                                                     |  |
| 3 juin 1918        | Grosse Bertha        | no 164, avenue Jean-Jaurès | Pantin                            | Dans le cimetière parisien de Pantin |            |              |               |                       |                    |                                                                                     |  |
| 3 juin 1918        | Grosse Bertha        | Rue Émile-Zola | La Courneuve                      | 1 blessé |            |              |               |                       |                    |                                                                                     |  |
| 4 juin 1918        | Grosse Bertha        | no 8, rue de Crimée | 19e arrondissement                | |            |              |               |                       |                    |                                                                                     |  |
| 4 juin 1918        | Grosse Bertha        | no 79, rue de la Chapelle | 18e arrondissement                | 3 morts, 6 blessés |            |              |               |                       |                    |                                                                                     |  |
| 4 juin 1918        | Grosse Bertha        | no 4, rue Demarquay | 10e arrondissement                | 1 mort, 1 blessé |            |              |               |                       |                    |                                                                                     |  |
| 4 juin 1918        | Grosse Bertha        | no 18, rue au Maire | 3e arrondissement                 | 9 blessés |            |              |               |                       |                    |                                                                                     |  |
| 6 juin 1918        | Raid d'avions        | no 22, rue Pajol | 18e arrondissement                | Sur les ateliers de la gare de l'Est |            |              |               |                       |                    |                                                                                     |  |
| 6 juin 1918        | Raid d'avions        | no 133, boulevard de la Gare                                                                                                   | 13e arrondissement                | |            |              |               |                       |                    |                                                                                     |  |
| 6 juin 1918        | Raid d'avions        | no 127, boulevard de la Gare                                                                                                   | 13e arrondissement                | |            |              |               |                       |                    |                                                                                     |  |
| 6 juin 1918        | Raid d'avions        | quai de la Gare | 13e arrondissement                | 4 bombes explosent sur la berge du quai de la Gare |            |              |               |                       |                    |                                                                                     |  |
| 7 juin 1918        | Grosse Bertha        | no 1, rue de Courty | 7e arrondissement                 | |            |              |               |                       |                    |                                                                                     |  |
| 7 juin 1918        | Grosse Bertha        | no 102, rue de l'Université | 7e arrondissement                 | 2 blessés |            |              |               |                       |                    |                                                                                     |  |
| 7 juin 1918        | Grosse Bertha        | no 13-15, boulevard Voltaire                                                                                                   | 11e arrondissement                | 1 mort, 2 blessés |            |              |               |                       |                    |                                                                                     |  |
| 7 juin 1918        | Grosse Bertha        | Dans un champ | Le Plessis-Robinson               | |            |              |               |                       |                    |                                                                                     |  |
| 8 juin 1918        | Grosse Bertha        | Passage de l'Élysée-des-Beaux-Arts                                                                                             | 18e arrondissement                | |            |              |               |                       |                    |                                                                                     |  |
| 9 juin 1918        | Grosse Bertha        | Rue de Belleville | 18e arrondissement                | |            |              |               |                       |                    |                                                                                     |  |
| 10 juin 1918       | Grosse Bertha        | Boulevard Ney | 18e arrondissement                | Sur la caserne Clignancourt, |            |              |               |                       |                    |                                                                                     |  |
| 10 juin 1918       | Grosse Bertha        | no 58, rue Baudelique | 18e arrondissement                | |            |              |               |                       |                    |                                                                                     |  |
| 11 juin 1918       | Grosse Bertha        | no 58, rue Denis-Papin | Pantin                            | |            |              |               |                       |                    |                                                                                     |  |
| 15 juin 1918       | Raid d'avions        | no 137, boulevard Voltaire | 11e arrondissement                | Sur le magasin Paris-France déclenchant un important incendie |            |              |               |                       |                    |                                                                                     |  |
| 15 juin 1918       | Raid d'avions        | no 99, rue des Boulets | 11e arrondissement                | |            |              |               |                       |                    |                                                                                     |  |
| 15 juin 1918       | Raid d'avions        | no 12, passage Chaussin | 12e arrondissement                | |            |              |               |                       |                    |                                                                                     |  |
| 15 juin 1918       | Raid d'avions        | no 15, boulevard de Picpus | 12e arrondissement                | |            |              |               |                       |                    |                                                                                     |  |
| 15 juin 1918       | Raid d'avions        | Rue Santerre | 12e arrondissement                | Sur l'hôpital Rothschild |            |              |               |                       |                    |                                                                                     |  |
| 15 juin 1918       | Raid d'avions        | no 35, rue de Picpus | 12e arrondissement                | |            |              |               |                       |                    |                                                                                     |  |
| 26 juin 1918       | Raid d'avions        | no 83, rue du Bac | 7e arrondissement                 | |            |              |               |                       |                    |                                                                                     |  |
| 26 juin 1918       | Raid d'avions        | no 14, rue Saint-Guillaume | 7e arrondissement                 | |            |              |               |                       |                    |                                                                                     |  |
| 26 juin 1918       | Raid d'avions        | no 199, boulevard Saint-Germain                                                                                                | 7e arrondissement                 | |            |              |               |                       |                    |                                                                                     |  |
| 26 juin 1918       | Raid d'avions        | Rue de Solférino | 7e arrondissement                 | Face à la Légion d'honneur |            |              |               |                       |                    |                                                                                     |  |
| 27 juin 1918       | Raid d'avions        | no 13, place Vendôme | 1er arrondissement                | Sur le ministère de la Justice |            |              |               |                       |                    |                                                                                     |  |
| 27 juin 1918       | Raid d'avions        | Rue de Castiglione | 1er arrondissement                | A l'angle de la rue de Castiglione et de la place Vendôme |            |              |               |                       |                    |                                                                                     |  |
| 27 juin 1918       | Raid d'avions        | no 20, rue de La Michodière | 2e arrondissement                 | A l'angle de la rue de Castiglione et de la place Vendôme |            |              |               |                       |                    |                                                                                     |  |
| 27 juin 1918       | Raid d'avions        | Quai du Marché-Neuf | 4e arrondissement                 | Dans la Seine à hauteur du quai du Marché-Neuf |            |              |               |                       |                    |                                                                                     |  |
| 27 juin 1918       | Raid d'avions        | no 13, quai de Montebello | 5e arrondissement                 | Dans la Seine à hauteur du no 13, quai de Montebello |            |              |               |                       |                    |                                                                                     |  |
| 27 juin 1918       | Raid d'avions        | no 11, rue de l'Ancienne-Comédie                                                                                               | 6e arrondissement                 | |            |              |               |                       |                    |                                                                                     |  |
| 27 juin 1918       | Raid d'avions        | no 17, rue de l'Ancienne-Comédie                                                                                               | 6e arrondissement                 | |            |              |               |                       |                    |                                                                                     |  |
| 27 juin 1918       | Raid d'avions        | no 21, rue de l'Ancienne-Comédie                                                                                               | 6e arrondissement                 | |            |              |               |                       |                    |                                                                                     |  |
| 27 juin 1918       | Raid d'avions        | no 53, rue Dauphine | 6e arrondissement                 | |            |              |               |                       |                    |                                                                                     |  |
| 27 juin 1918       | Raid d'avions        | Sur le Champ-de-Mars | 7e arrondissement                 | Sur le Champ-de-Mars, à l'angle de l'avenue Silvestre-de-Sacy et de l'allée Adrienne-Lecouvreur |            |              |               |                       |                    |                                                                                     |  |
| 27 juin 1918       | Raid d'avions        | no 9, rue de Vintimille | 9e arrondissement                 | |            |              |               |                       |                    |                                                                                     |  |
| 27 juin 1918       | Raid d'avions        | no 1, rue Moncey | 9e arrondissement                 | |            |              |               |                       |                    |                                                                                     |  |
| 27 juin 1918       | Raid d'avions        | no 81, rue Broca | 13e arrondissement                | |            |              |               |                       |                    |                                                                                     |  |
| 27 juin 1918       | Raid d'avions        | no 88, rue Broca | 13e arrondissement                | |            |              |               |                       |                    |                                                                                     |  |
| 27 juin 1918       | Raid d'avions        | no 15, impasse de la Défense                                                                                                   | 18e arrondissement                | |            |              |               |                       |                    |                                                                                     |  |
| 27 juin 1918       | Raid d'avions        | no 4, quai de Seine | Saint-Ouen                        | Dans la Seine face au no 4, quai de Seine |            |              |               |                       |                    |                                                                                     |  |
| 27 juin 1918       | Raid d'avions        | Dans un champ | Bondy                             | Dans un champ au lieu-dit « Le Grand Étang » |            |              |               |                       |                    |                                                                                     |  |
| 27 juin 1918       | Raid d'avions        | no 4, quai Aulagnier | Asnières-sur-Seine                | Dans la Seine face au no 4, quai Aulagnier |            |              |               |                       |                    |                                                                                     |  |
| 27 juin 1918       | Raid d'avions        | no 143, avenue d'Argenteuil | Asnières-sur-Seine                | |            |              |               |                       |                    |                                                                                     |  |
| 29 juin 1918       | Raid d'avions        | no 84, Grande-Rue | Montrouge                         | |            |              |               |                       |                    |                                                                                     |  |
| 29 juin 1918       | Raid d'avions        | no 1, rue des Peupliers | Boulogne-Billancourt              | |            |              |               |                       |                    |                                                                                     |  |
| 29 juin 1918       | Raid d'avions        | no 93, boulevard de Strasbourg, aujourd'hui le boulevard Jean-Jaurès                                                           | Boulogne-Billancourt              | |            |              |               |                       |                    |                                                                                     |  |
| 29 juin 1918       | Raid d'avions        | no 113, boulevard de Strasbourg                                                                                                | Boulogne-Billancourt              | |            |              |               |                       |                    |                                                                                     |  |
| 29 juin 1918       | Raid d'avions        | no 25, rue de la Saussière | Boulogne-Billancourt              | |            |              |               |                       |                    |                                                                                     |  |
| 29 juin 1918       | Raid d'avions        | no 81, avenue des Moulineaux, aujourd'hui l'avenue Pierre-Grenier,                                                             | Boulogne-Billancourt              | |            |              |               |                       |                    |                                                                                     |  |
| 29 juin 1918       | Raid d'avions        | no 8, rue de la Mairie, | Boulogne-Billancourt              | |            |              |               |                       |                    |                                                                                     |  |
| 29 juin 1918       | Raid d'avions        | no 131, Grande-Rue, | Boulogne-Billancourt              | |            |              |               |                       |                    |                                                                                     |  |
| 29 juin 1918       | Raid d'avions        | no 131, passage du Petit-Vanves                                                                                                | Malakoff                          | |            |              |               |                       |                    |                                                                                     |  |
| 29 juin 1918       | Raid d'avions        | no 13, rue Kléber | Issy-les-Moulineaux               | |            |              |               |                       |                    |                                                                                     |  |
| 29 juin 1918       | Raid d'avions        | no 13, rue Rouget-de-Lisle | Issy-les-Moulineaux               | Dans un terrain vague |            |              |               |                       |                    |                                                                                     |  |
| 15 juillet 1918    | Grosse Bertha        | Rue Dupleix | 15e arrondissement                | 3 morts, 4 blessés |            |              |               |                       |                    |                                                                                     |  |
| 15 juillet 1918    | Grosse Bertha        | Quai d'Orsay | 15e arrondissement                | Partie du Quai d'Orsay actuellement quai Branly, à l'angle de la rue de la Fédération. 3 morts, 4 blessés |            |              |               |                       |                    |                                                                                     |  |
| 15 juillet 1918    | Grosse Bertha        | Rue de Sèvres | 15e arrondissement                | Square du Croisic |            |              |               |                       |                    |                                                                                     |  |
| 15 juillet 1918    | Grosse Bertha        | no 19, rue Tournefort | 5e arrondissement                 | |            |              |               |                       |                    |                                                                                     |  |
| 15 juillet 1918    | Grosse Bertha        | Sur les fortifications | 15e arrondissement                | Sur les fortifications entre la porte de Pantin et le canal de l'Ourcq |            |              |               |                       |                    |                                                                                     |  |
| 15 juillet 1918    | Grosse Bertha        | no 58, rue de Varenne | 7e arrondissement                 | |            |              |               |                       |                    |                                                                                     |  |
| 15 juillet 1918    | Grosse Bertha        | no 6, rue du Luxembourg | 6e arrondissement                 | Le lycée (école) Bossuet est touché |            |              |               |                       |                    |                                                                                     |  |
| 15 juillet 1918    | Grosse Bertha        | Tour Eiffel | 7e arrondissement                 | Près du pilier Est de la Tour Eiffel |            |              |               |                       |                    |                                                                                     |  |
| 15 juillet 1918    | Grosse Bertha        | Cour du Havre | 8e arrondissement                 | La cour du Havre est située dans l'emprise de la gare Saint-Lazare. 1 blessé |            |              |               |                       |                    |                                                                                     |  |
| 16 juillet 1918    | Grosse Bertha        | no 50, boulevard de Vaugirard                                                                                                  | 15e arrondissement                | 3 morts, 7 blessés |            |              |               |                       |                    |                                                                                     |  |
| 16 juillet 1918    | Grosse Bertha        | Dans la Seine | 15e arrondissement                | Dans la Seine entre les ponts de Grenelle et Mirabeau |            |              |               |                       |                    |                                                                                     |  |
| 16 juillet 1918    | Grosse Bertha        | no 39, rue Raffet | 16e arrondissement                | |            |              |               |                       |                    |                                                                                     |  |
| 16 juillet 1918    | Grosse Bertha        | no 146, rue de Vaugirard | 15e arrondissement                | |            |              |               |                       |                    |                                                                                     |  |
| 5 août 1918        | Grosse Bertha        | no 179, boulevard Saint-Germain                                                                                                | 6e arrondissement                 | 3 blessés |            |              |               |                       |                    |                                                                                     |  |
| 5 août 1918        | Grosse Bertha        | Esplanade des Invalides | 7e arrondissement                 | Devant la gare des Invalides. 1 mort, 8 blessés |            |              |               |                       |                    |                                                                                     |  |
| 5 août 1918        | Grosse Bertha        | no 44, avenue Marceau | 16e arrondissement                | 3 morts, 5 blessés |            |              |               |                       |                    |                                                                                     |  |
| 5 août 1918        | Grosse Bertha        | no 214, rue de la Croix-Nivert                                                                                                 | 15e arrondissement                | 5 blessés |            |              |               |                       |                    |                                                                                     |  |
| 5 août 1918        | Grosse Bertha        | nos 50-52, rue Bassano | 16e arrondissement                | |            |              |               |                       |                    |                                                                                     |  |
| 5 août 1918        | Grosse Bertha        | no 46, boulevard des Invalides                                                                                                 | 7e arrondissement                 | |            |              |               |                       |                    |                                                                                     |  |
| 5 août 1918        | Grosse Bertha        | no 15, rue du Jura | 13e arrondissement                | 1 blessé |            |              |               |                       |                    |                                                                                     |  |
| 5 août 1918        | Grosse Bertha        | no 1, rue Darcet | 17e arrondissement                | 9 blessés |            |              |               |                       |                    |                                                                                     |  |
| 5 août 1918        | Grosse Bertha        | no 87, rue Berger | 1er arrondissement                | 12 morts, 6 blessés |            |              |               |                       |                    |                                                                                     |  |
| 5 août 1918        | Grosse Bertha        | no 87, avenue de la Muette | 16e arrondissement                | |            |              |               |                       |                    |                                                                                     |  |
| 5 août 1918        | Grosse Bertha        | Place Dupleix | 15e arrondissement                | Dans la cour de la caserne Dupleix. 1 blessé |            |              |               |                       |                    |                                                                                     |  |
| 5 août 1918        | Grosse Bertha        | no 353 bis, rue de Vaugirard                                                                                                   | 15e arrondissement                | 6 morts, 13 blessés |            |              |               |                       |                    |                                                                                     |  |
| 5 août 1918        | Grosse Bertha        | no 26, avenue de la Grande-Armée                                                                                               | 15e arrondissement                | |            |              |               |                       |                    |                                                                                     |  |
| 5 août 1918        | Grosse Bertha        | no 19, rue Danton | Vanves                            | 2 morts, 8 blessés |            |              |               |                       |                    |                                                                                     |  |
| 5 août 1918        | Grosse Bertha        | Voie des Charbonniers | Montrouge                         | |            |              |               |                       |                    |                                                                                     |  |
| 5 août 1918        | Grosse Bertha        | Rue de la Haie-Coq | Aubervilliers                     | Sur l'usine chimique Tancrède. 6 morts, 1 blessé |            |              |               |                       |                    |                                                                                     |  |
| 5 août 1918        | Grosse Bertha        | Sur la gare de Clichy | Clichy                            | |            |              |               |                       |                    |                                                                                     |  |
| 6 août 1918        | Grosse Bertha        | no 78, rue de la Convention | 15e arrondissement                | Dans la cour de l'hôpital Boucicaut |            |              |               |                       |                    |                                                                                     |  |
| 6 août 1918        | Grosse Bertha        | no 40, boulevard Exelmans | 16e arrondissement                | |            |              |               |                       |                    |                                                                                     |  |
| 6 août 1918        | Grosse Bertha        | no 44, avenue de Breteuil | 7e arrondissement                 | |            |              |               |                       |                    |                                                                                     |  |
| 6 août 1918        | Grosse Bertha        | no 34, avenue Duquesne | 7e arrondissement                 | 1 blessé |            |              |               |                       |                    |                                                                                     |  |
| 6 août 1918        | Grosse Bertha        | Dans la Seine | 4e arrondissement                 | Dans la Seine au niveau du quai aux Fleurs |            |              |               |                       |                    |                                                                                     |  |
| 6 août 1918        | Grosse Bertha        | no 42, rue du Hameau | 15e arrondissement                | 5 morts, 28 blessés |            |              |               |                       |                    |                                                                                     |  |
| 6 août 1918        | Grosse Bertha        | Rue de Civry | 16e arrondissement                | |            |              |               |                       |                    |                                                                                     |  |
| 6 août 1918        | Grosse Bertha        | no 46, rue du Docteur-Blanche                                                                                                  | 16e arrondissement                | |            |              |               |                       |                    |                                                                                     |  |
| 6 août 1918        | Grosse Bertha        | Dans la Seine | 15e et 16e arrondissements        | Dans la Seine en aval du pont de Grenelle |            |              |               |                       |                    |                                                                                     |  |
| 6 août 1918        | Grosse Bertha        | no 53 rue de Rochechouart | 9e arrondissement                 | 1 mort |            |              |               |                       |                    |                                                                                     |  |
| 6 août 1918        | Grosse Bertha        | no 62, rue Quincampoix | 4e arrondissement                 | 10 blessés |            |              |               |                       |                    |                                                                                     |  |
| 6 août 1918        | Grosse Bertha        | no 10 rue Théophile-Gautier | 16e arrondissement                | 1 mort, 1 blessé |            |              |               |                       |                    |                                                                                     |  |
| 6 août 1918        | Grosse Bertha        | Porte Maillot | 16e et 17e arrondissements        | Sur les fortifications |            |              |               |                       |                    |                                                                                     |  |
| 6 août 1918        | Grosse Bertha        | Rue de Bellevue | Boulogne                          | |            |              |               |                       |                    |                                                                                     |  |
| 6 août 1918        | Grosse Bertha        | no 15, chemin de Fleury | Meudon                            | |            |              |               |                       |                    |                                                                                     |  |
| 6 août 1918        | Grosse Bertha        | no 11, avenue Mélanie | Bellevue                          | |            |              |               |                       |                    |                                                                                     |  |
| 6 août 1918        | Grosse Bertha        | Bois de Boulogne | Boulogne                          | Bois de Boulogne près de l'hippodrome d'Auteuil |            |              |               |                       |                    |                                                                                     |  |
| 6 août 1918        | Grosse Bertha        | Sur la voie de chemin de fer Paris-Chartres                                                                                    | Malakoff                          | |            |              |               |                       |                    |                                                                                     |  |
| 6 août 1918        | Grosse Bertha        | no 4, rue Ernest-Renan | Issy-les-Moulineaux               | |            |              |               |                       |                    |                                                                                     |  |
| 7 août 1918        | Grosse Bertha        | Place de l'Alma | 16e arrondissement                | |            |              |               |                       |                    |                                                                                     |  |
| 7 août 1918        | Grosse Bertha        | no 84, avenue de Villiers | 17e arrondissement                | |            |              |               |                       |                    |                                                                                     |  |
| 7 août 1918        | Grosse Bertha        | Place de Fontenoy | 7e arrondissement                 | cour de la caserne Fontenoy. 1 blessé |            |              |               |                       |                    |                                                                                     |  |
| 7 août 1918        | Grosse Bertha        | no 143, rue des Poissonniers                                                                                                   | 18e arrondissement                | 1 mort, 15 blessés |            |              |               |                       |                    |                                                                                     |  |
| 7 août 1918        | Grosse Bertha        | no 22, rue Pajol | 18e arrondissement                | 1 mort, 1 blessé |            |              |               |                       |                    |                                                                                     |  |
| 7 août 1918        | Grosse Bertha        | no 5, rue des Capucines | 1er arrondissement                | 13 blessés |            |              |               |                       |                    |                                                                                     |  |
| 7 août 1918        | Grosse Bertha        | Bastion 27 | 19e arrondissement                | Hôpital Andral |            |              |               |                       |                    |                                                                                     |  |
| 7 août 1918        | Grosse Bertha        | no 11, rue Norvins | 18e arrondissement                | |            |              |               |                       |                    |                                                                                     |  |
| 7 août 1918        | Grosse Bertha        | no 36, rue de la Chapelle | Saint-Ouen                        | |            |              |               |                       |                    |                                                                                     |  |
| 7 août 1918        | Grosse Bertha        | Entre les portes Montmartre et de Clignancourt                                                                                 | Saint-Ouen                        | Sur les fortifications |            |              |               |                       |                    |                                                                                     |  |
| 7 août 1918        | Grosse Bertha        | no 4, rue Lieutades | Saint-Ouen                        | |            |              |               |                       |                    |                                                                                     |  |
| 7 août 1918        | Grosse Bertha        | no 43, quai du Moulin-de-Cage                                                                                                  | Gennevilliers                     | |            |              |               |                       |                    |                                                                                     |  |
| 8 août 1918        | Grosse Bertha        | Rue Vauvenargues | 18e arrondissement                | |            |              |               |                       |                    |                                                                                     |  |
| 8 août 1918        | Grosse Bertha        | no 83, rue de Paris | Aubervilliers                     | |            |              |               |                       |                    |                                                                                     |  |
| 8 août 1918        | Grosse Bertha        | no 17, rue Mathieu | Saint-Ouen                        | |            |              |               |                       |                    |                                                                                     |  |
| 8 août 1918        | Grosse Bertha        | no 39, avenue Michelet | Saint-Ouen                        | |            |              |               |                       |                    |                                                                                     |  |
| 8 août 1918        | Grosse Bertha        | Route de Saint-Denis | Drancy                            | Sur l'usine Moritz |            |              |               |                       |                    |                                                                                     |  |
| 9 août 1918        | Grosse Bertha        | no 13, rue du Borrégo | 20e arrondissement                | |            |              |               |                       |                    |                                                                                     |  |
| 9 août 1918        | Grosse Bertha        | Boulevard Ney | 18e arrondissement                | Devant la caserne Clignancourt |            |              |               |                       |                    |                                                                                     |  |
| 9 août 1918        | Grosse Bertha        | Dans un champ | Dugny                             | |            |              |               |                       |                    |                                                                                     |  |
| 9 août 1918        | Grosse Bertha        | Rue de Flandre | Pantin                            | Dépôt de tramways |            |              |               |                       |                    |                                                                                     |  |
| 9 août 1918        | Grosse Bertha        | no 130, rue du Vivier | Aubervilliers                     | Dans un jardin |            |              |               |                       |                    |                                                                                     |  |
| 9 août 1918        | Grosse Bertha        | Rue Saint-Denis | Aubervilliers                     | Dans un champ |            |              |               |                       |                    |                                                                                     |  |
| 9 août 1918        | Grosse Bertha        | Avenue des Magasins-Généraux                                                                                                   | Aubervilliers                     | Cour des Magasins-Généraux |            |              |               |                       |                    |                                                                                     |  |
| 9 août 1918        | Grosse Bertha        | Rue du Fort-de-l'Est | Saint-Denis                       | Dans le fort de l'Est |            |              |               |                       |                    |                                                                                     |  |
| 9 août 1918        | Grosse Bertha        | Chemin d'Amiens | Saint-Denis                       | Dans un champ |            |              |               |                       |                    |                                                                                     |  |
| 9 août 1918        | Grosse Bertha        | no 130, rue Drieussens | Saint-Denis                       | |            |              |               |                       |                    |                                                                                     |  |
| 9 août 1918        | Grosse Bertha        | Avenue des Magasins-Généraux                                                                                                   | Saint-Denis                       | Entrepôts des magasins généraux de Paris |            |              |               |                       |                    |                                                                                     |  |
| 9 août 1918        | Grosse Bertha        | Avenue de la République | La Courneuve                      | |            |              |               |                       |                    |                                                                                     |  |
| 15 septembre 1918  | Raid d'avions        | no 61, boulevard Suchet | 16e arrondissement                | sur le Bastion no 61 en face du no 62 boulevard Suchet |            |              |               |                       |                    |                                                                                     |  |
| 15 septembre 1918  | Raid d'avions        | no 51, boulevard de Montmorency                                                                                                | 16e arrondissement                | |            |              |               |                       |                    |                                                                                     |  |
| 15 septembre 1918  | Raid d'avions        | no 12, avenue des Tilleuls | 16e arrondissement                | no 12, avenue des Tilleuls dans la villa Montmorency |            |              |               |                       |                    |                                                                                     |  |
| 15 septembre 1918  | Raid d'avions        | no 7, rue de Suez | 18e arrondissement                | |            |              |               |                       |                    |                                                                                     |  |
| 15 septembre 1918  | Raid d'avions        | no 6, rue de Panama | 18e arrondissement                | |            |              |               |                       |                    |                                                                                     |  |
| 15 septembre 1918  | Raid d'avions        | no 32, rue d'Orsel | 18e arrondissement                | |            |              |               |                       |                    |                                                                                     |  |
| 15 septembre 1918  | Raid d'avions        | no 13, rue de Steinkerque | 18e arrondissement                | |            |              |               |                       |                    |                                                                                     |  |
| 15 septembre 1918  | Raid d'avions        | no 14, rue de Steinkerque | 18e arrondissement                | |            |              |               |                       |                    |                                                                                     |  |
| 15 septembre 1918  | Raid d'avions        | no 165, Rue de la Chapelle | 18e arrondissement                | sur la gare de La Chapelle-Saint-Denis |            |              |               |                       |                    |                                                                                     |  |
| 15 septembre 1918  | Raid d'avions        | no 13, boulevard Barbès | 18e arrondissement                | sur les Grands Magasins Dufayel |            |              |               |                       |                    |                                                                                     |  |
| 15 septembre 1918  | Raid d'avions        | no 22, rue du Pré-Saint-Gervais                                                                                                | 19e arrondissement                | |            |              |               |                       |                    |                                                                                     |  |
| 15 septembre 1918  | Raid d'avions        | no 20, rue Miguel-Hidalgo | 19e arrondissement                | |            |              |               |                       |                    |                                                                                     |  |
| 15 septembre 1918  | Raid d'avions        | Bastion no 29 | 19e arrondissement                | Sur l'hôpital temporaire situé dans le Bastion no 29 |            |              |               |                       |                    |                                                                                     |  |
| 15 septembre 1918  | Raid d'avions        | no 57, rue de Ménilmontant | 20e arrondissement                | |            |              |               |                       |                    |                                                                                     |  |
| 15 septembre 1918  | Raid d'avions        | no 91, rue Pelleport | 20e arrondissement                | |            |              |               |                       |                    |                                                                                     |  |
| 15 septembre 1918  | Raid d'avions        | no 14, impasse de la Loi | 20e arrondissement                | |            |              |               |                       |                    |                                                                                     |  |
| 15 septembre 1918  | Raid d'avions        | Sur les Magasins Généraux | Aubervilliers                     | |            |              |               |                       |                    |                                                                                     |  |
| 15 septembre 1918  | Raid d'avions        | Canal de l'Ourcq | Pantin                            | Dans le canal de l'Ourcq, face aux moulins de Pantin |            |              |               |                       |                    |                                                                                     |  |
| 15 septembre 1918  | Raid d'avions        | no 62, Grande-Rue | Sèvres                            | |            |              |               |                       |                    |                                                                                     |  |
| 15 septembre 1918  | Raid d'avions        | no 18, Rue Defrance | Vincennes                         | |            |              |               |                       |                    |                                                                                     |  |
| 15 septembre 1918  | Raid d'avions        | no 45, Rue Defrance | Vincennes                         | |            |              |               |                       |                    |                                                                                     |  |
| 15 septembre 1918  | Raid d'avions        | Boulevard National | Vincennes                         | Boulevard National à l'angle de la rue des Sabotiers |            |              |               |                       |                    |                                                                                     |  |

## Plaques commémoratives

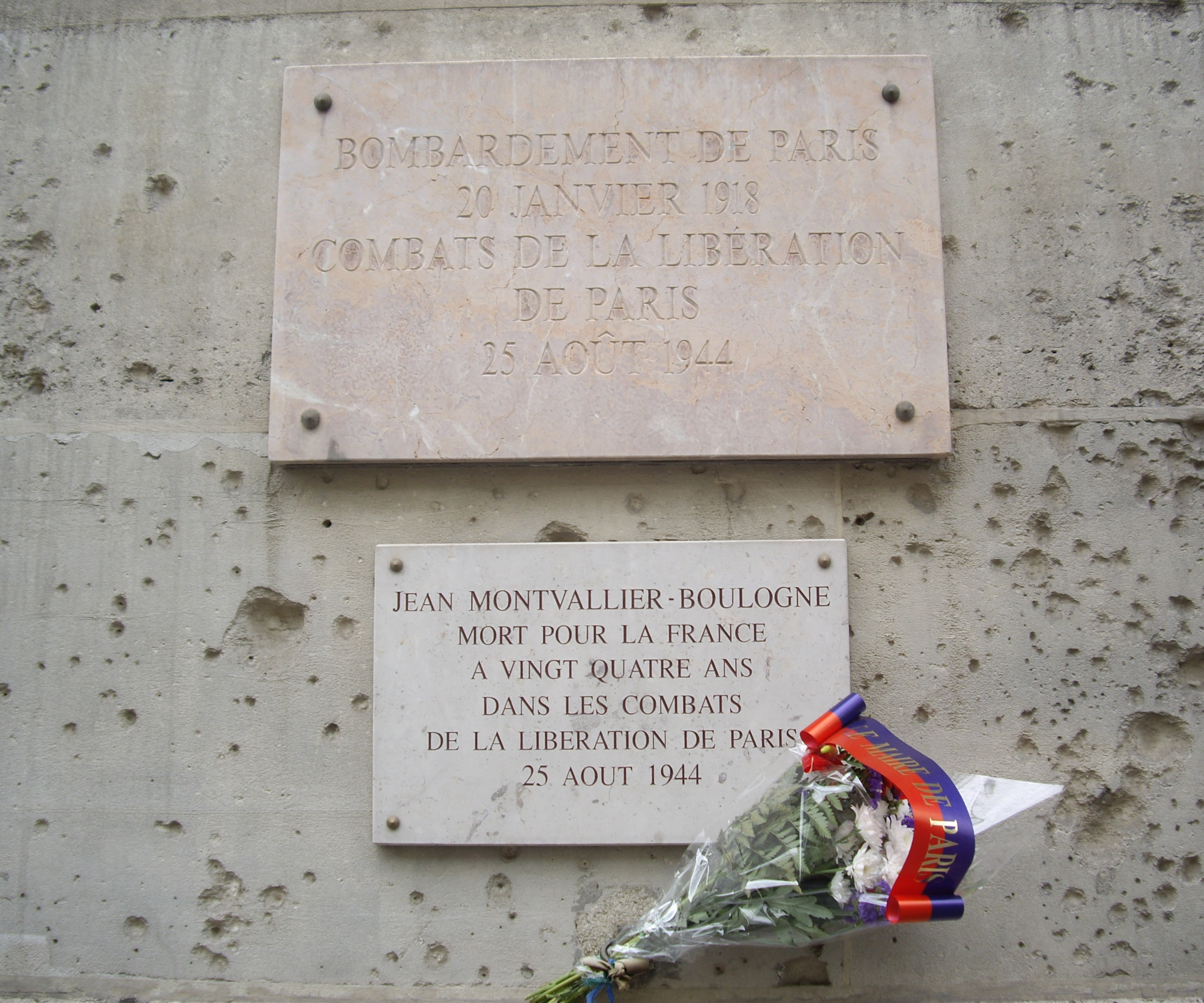
60 boulevard Saint-Michel.
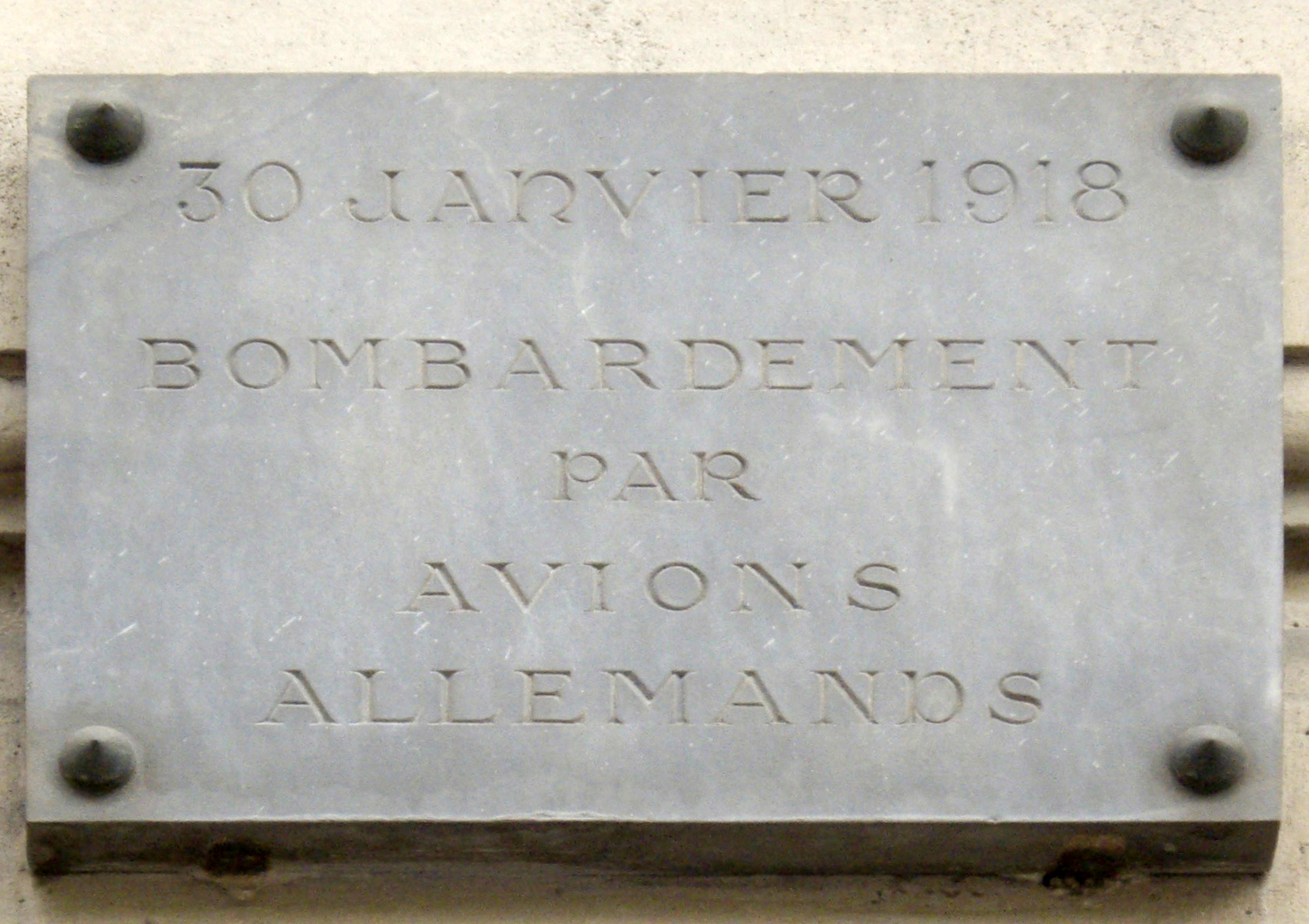
81 boulevard Saint-Michel.
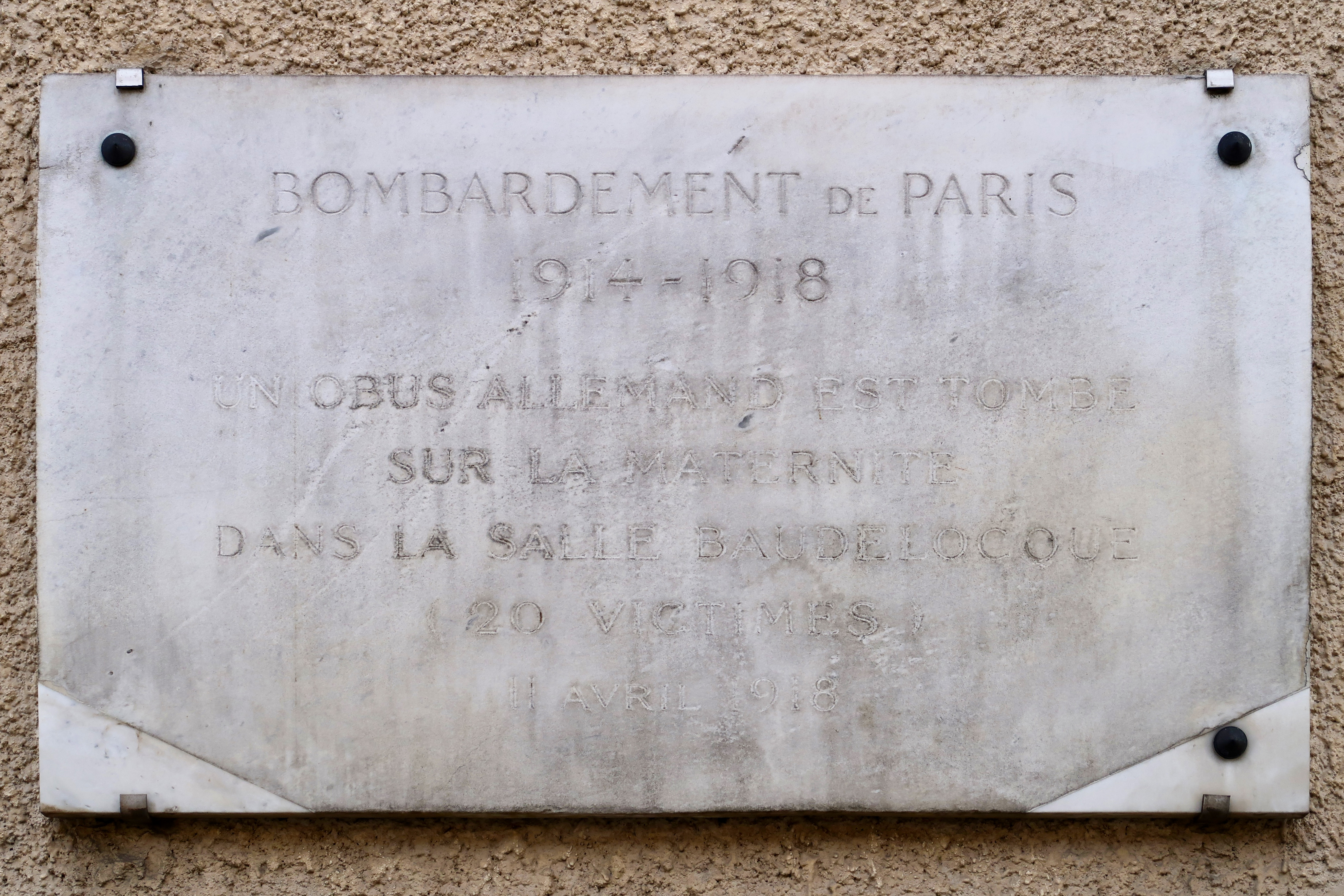
119-125 boulevard de Port-Royal.
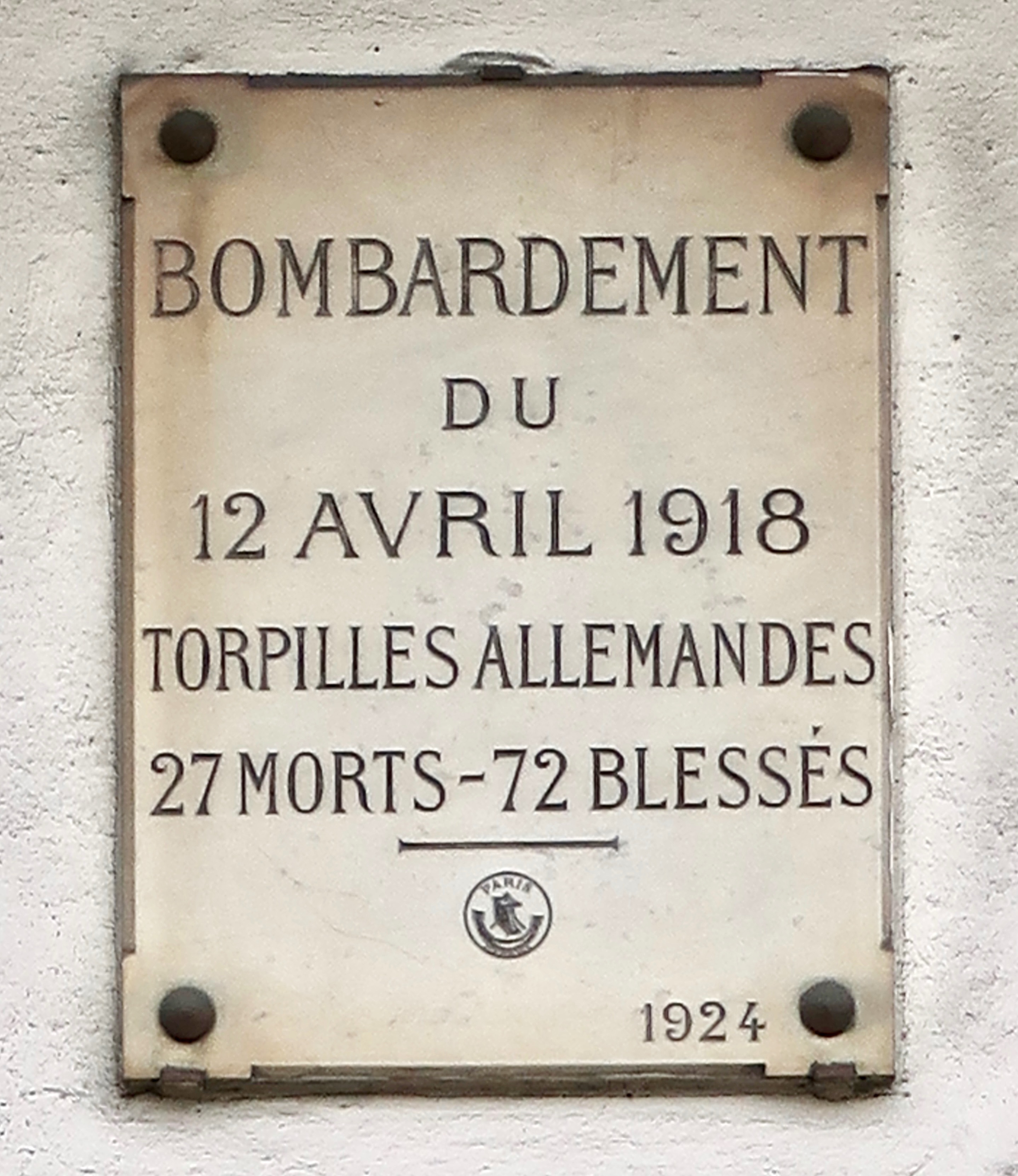
12 rue de Rivoli.
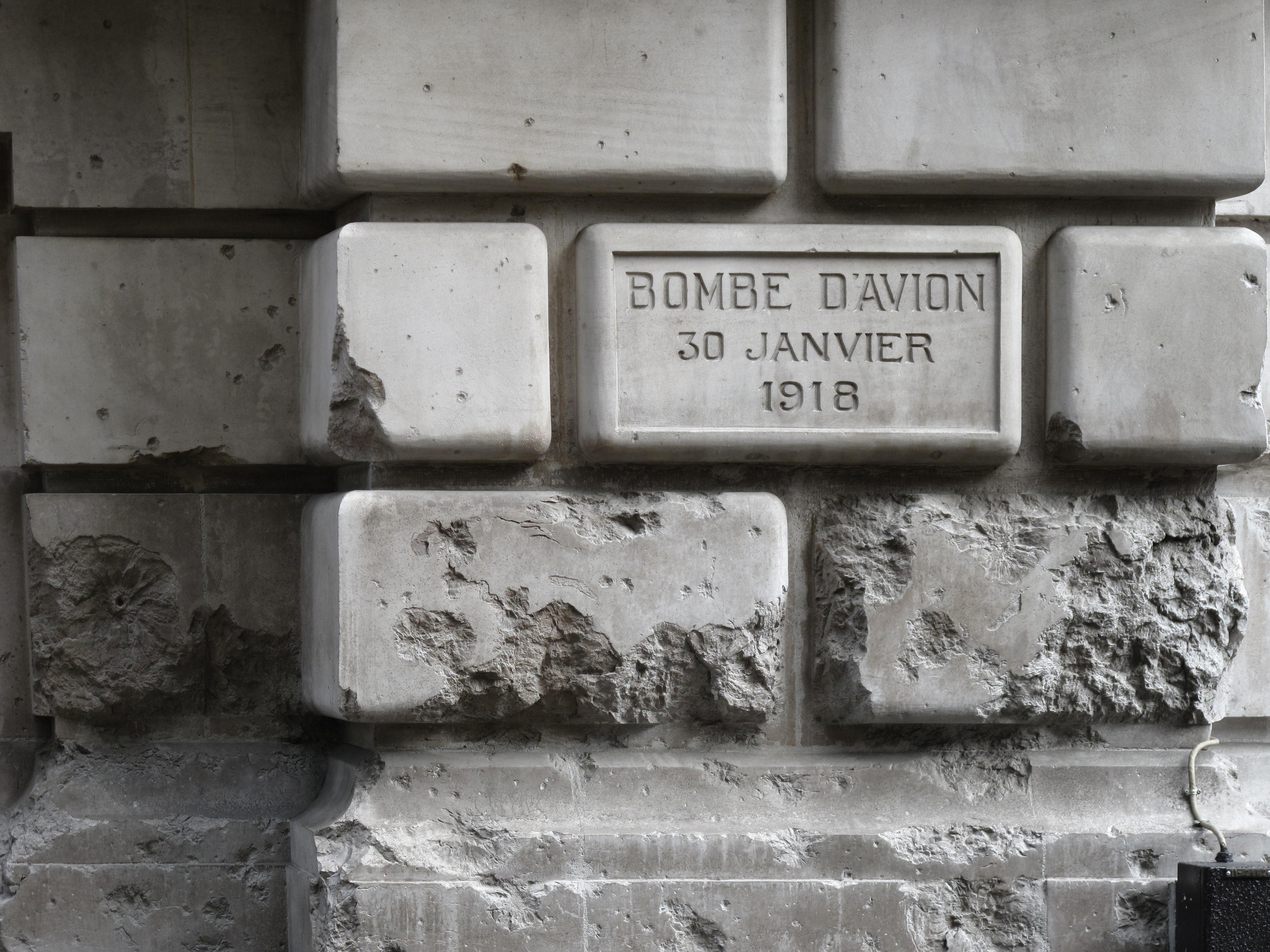
15 rue de Choiseul.
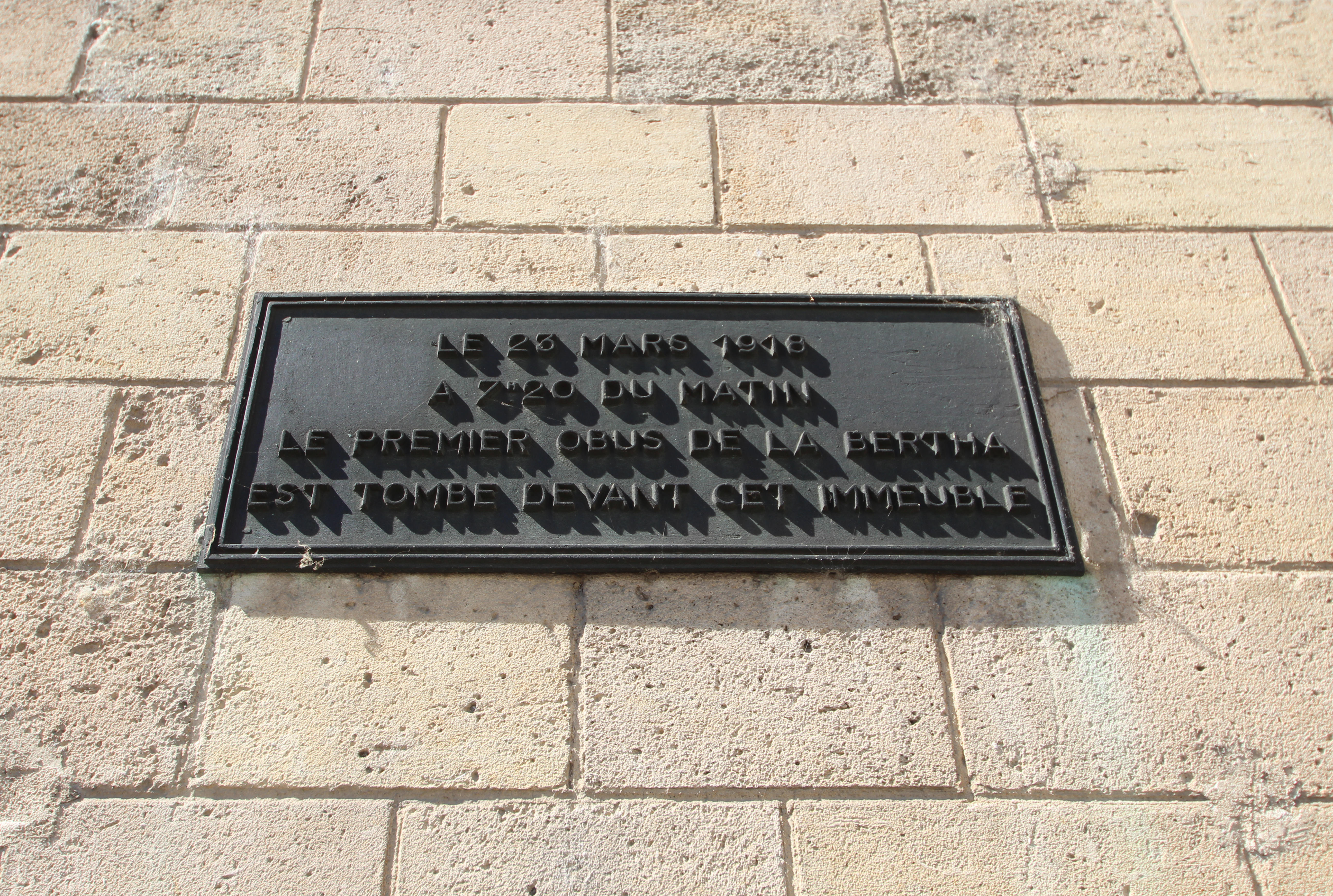
6 quai de la Seine.